# Chiese di Roma
(Roberta Bernabei, Chiese di Roma, 2007)

Basilica di San Pietro in Vaticano, cuore della cristianità di Roma

Le chiese di Roma sono più di 930, che ne fanno la città con più chiese al mondo; la loro storia accompagna quella della città da diciassette secoli, segnandone l'evoluzione religiosa, sociale ed artistica.

## Storia delle chiese romane
Dopo il periodo di tolleranza dei primi secoli e le persecuzioni del III secolo, l'imperatore romano Costantino I permise ai cristiani di avere i propri luoghi di culto. Le prime chiese ebbero origine nei luoghi in cui i primi cristiani si incontravano in privato o in segreto, che si dividevano in:
- case di privati cittadini, che ospitavano incontri dei fedeli (oratoria, oracula);
- luoghi in cui si faceva carità, distribuendo ai poveri, erano le cosiddette "diaconìe". Le diaconìe più grandi avevano diversi diaconi, dei quali uno era il responsabile generale e prendeva il nome di "arcidiacono"
- case che possedevano un titulus, e che erano dette anche domus ecclesiae, "casa dell'assemblea", da cui "chiesa". Solo i tituli erano autorizzati a distribuire i sacramenti. Papa Marcello I, all'inizio del IV secolo, confermò che solo i tituli erano centri di amministrazione della Chiesa. I tituli potevano avere più presbiteri, e il sacerdote più importante di un titolo aveva il nome di cardinale.

## Chiese principali

### Basiliche papali
A Roma sono presenti quattro basiliche papali o patriarcali: la basilica di San Giovanni in Laterano, che è anche la cattedrale della città, la basilica di San Pietro in Vaticano, la basilica di San Paolo fuori le mura e la basilica di Santa Maria Maggiore. Fino a metà del XIX secolo anche la basilica di San Lorenzo fuori le mura era patriarcale.
- La papale arcibasilica patriarcale maggiore cattedrale arcipretale del Santissimo Salvatore e dei Santi Giovanni Battista ed Evangelista in Laterano fu fondata da Costantino I come la principale chiesa di Roma. Fu convertita allo stile barocco da Francesco Borromini. Fino al 1309 accanto alla Basilica si trovava la residenza dei Papi i cui resti sono ancora visibili nella cappella Sancta Sanctorum e alla Scala Santa. Fino al XIX secolo tutti i Papi furono incoronati in Laterano. Accanto alla Basilica è situato il palazzo del Laterano. È la cattedrale della diocesi di Roma. 41°53′09.26″N 12°30′22.16″E
- La papale arcibasilica patriarcale maggiore arcipretale di San Pietro in Vaticano venne costruita in epoca costantiniana, ma prende la sua forma attuale dal Rinascimento e dal Barocco. Il suo altare principale si trova nel punto in cui, a seguito di scavi effettuati nel XX secolo, è stata trovata la tomba di san Pietro. Fra gli architetti che hanno costruito la chiesa nella sua forma attuale ci sono Raffaello, Michelangelo e Bramante. 41°54′08″N 12°27′12″E
- La papale arcibasilica patriarcale maggiore arcipretale abbaziale di San Paolo fuori le mura si erge sul luogo che la tradizione indica come quello della sepoltura dell'apostolo Paolo, al centro di un'antica locanda sulla strada per Ostia, la via Ostiense. L'edificio risale al IV secolo e fu ricostruito dopo l'incendio del 1823 41°51′31″N 12°28′38″E
- La papale arcibasilica patriarcale maggiore arcipretale liberiana di Santa Maria Maggiore fu fondata da papa Liberio nel posto attuale, dove la notte del 4 agosto 352 era nevicato. Questo miracolo fu interpretato dal Papa con il desiderio della Madonna che fosse costruita una chiesa nel posto del miracolo. Il 5 agosto viene ancora celebrata la Neve di Maria. In questa occasione "nevicano" bianchi petali dal tetto della chiesa, che sono raccolti dai pellegrini e portati ai malati. Famoso è il mosaico che risale alla costruzione dell'edificio attuale sotto papa Sisto III nel 440. Inoltre, la chiesa ospita la famosa immagine Salus Populi Romani e diverse tombe di importanti Pontefici Romani. Presso l'altare principale c'è, sotto una semplice lastra, la tomba di Bernini. Il suo campanile è il più alto di Roma. 41°53′51″N 12°29′55″E.

### Lesette chiese

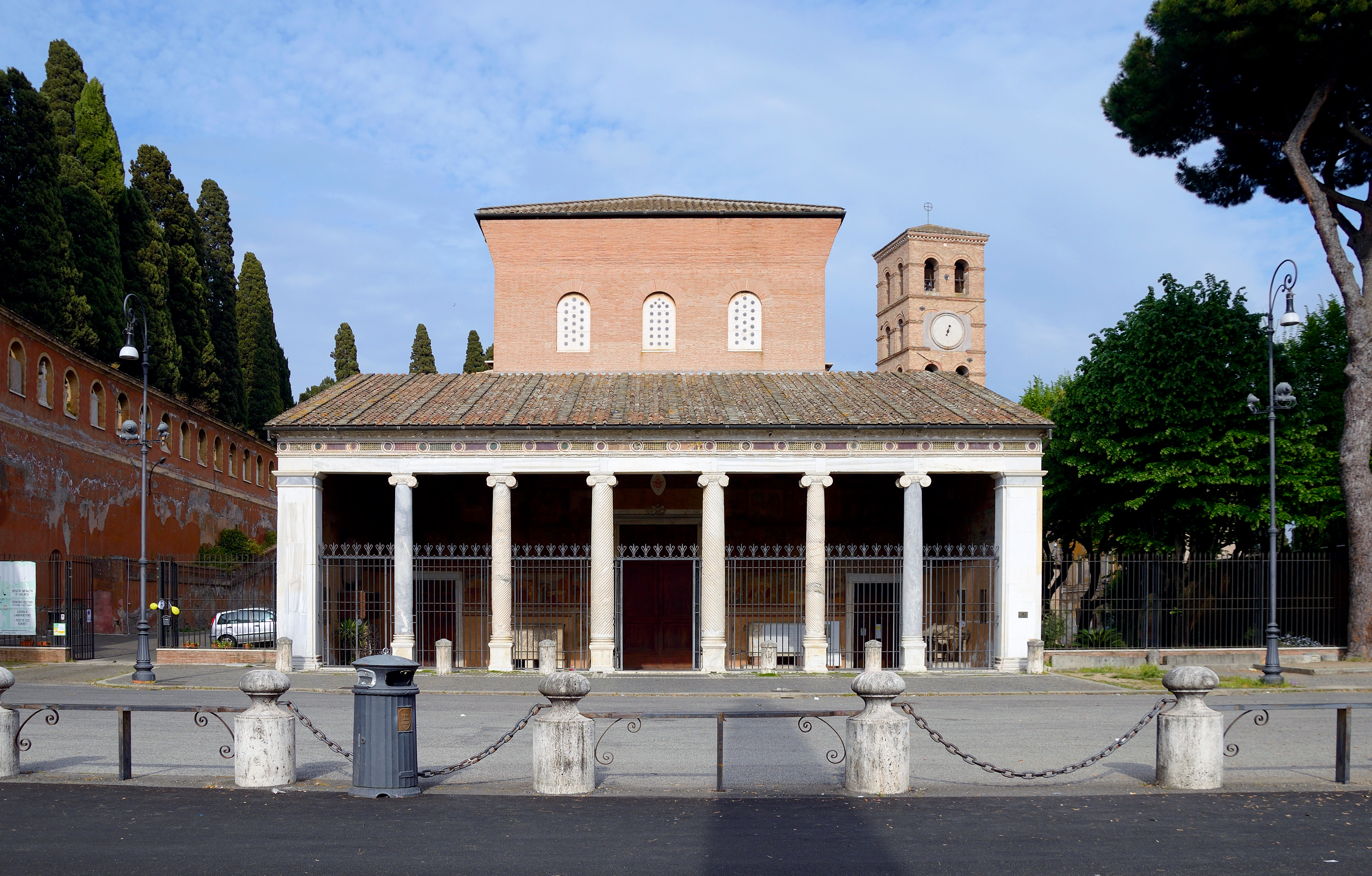
Basilica di San Lorenzo fuori le mura

Per i pellegrini che venivano a Roma per molto tempo fu obbligatorio il Giro delle Sette Chiese, che potevano essere visitate a piedi in un giorno intero. Nel XVI secolo la tradizione fu rivitalizzata da san Filippo Neri, fissandola come segue:
- le quattro basiliche patriarcali;
- Basilica di San Lorenzo fuori le mura, vicino al cimitero del Verano, con la tomba di san Lorenzo, paleocristiana-medioevale, già basilica patriarcale.
- Basilica di Santa Croce in Gerusalemme, nel luogo dove erano i palazzi dell'imperatrice romana Elena, la madre di Costantino I, presso il Laterano. Vi sono conservate, quelle che, secondo la tradizione, sono le reliquie della croce.
- Basilica minore di San Sebastiano fuori le mura, presso le catacombe omonime, sull'Appia Antica, all'incrocio con via delle Sette Chiese, sulla tomba del santo.

### Chiese paleocristiane e medioevali

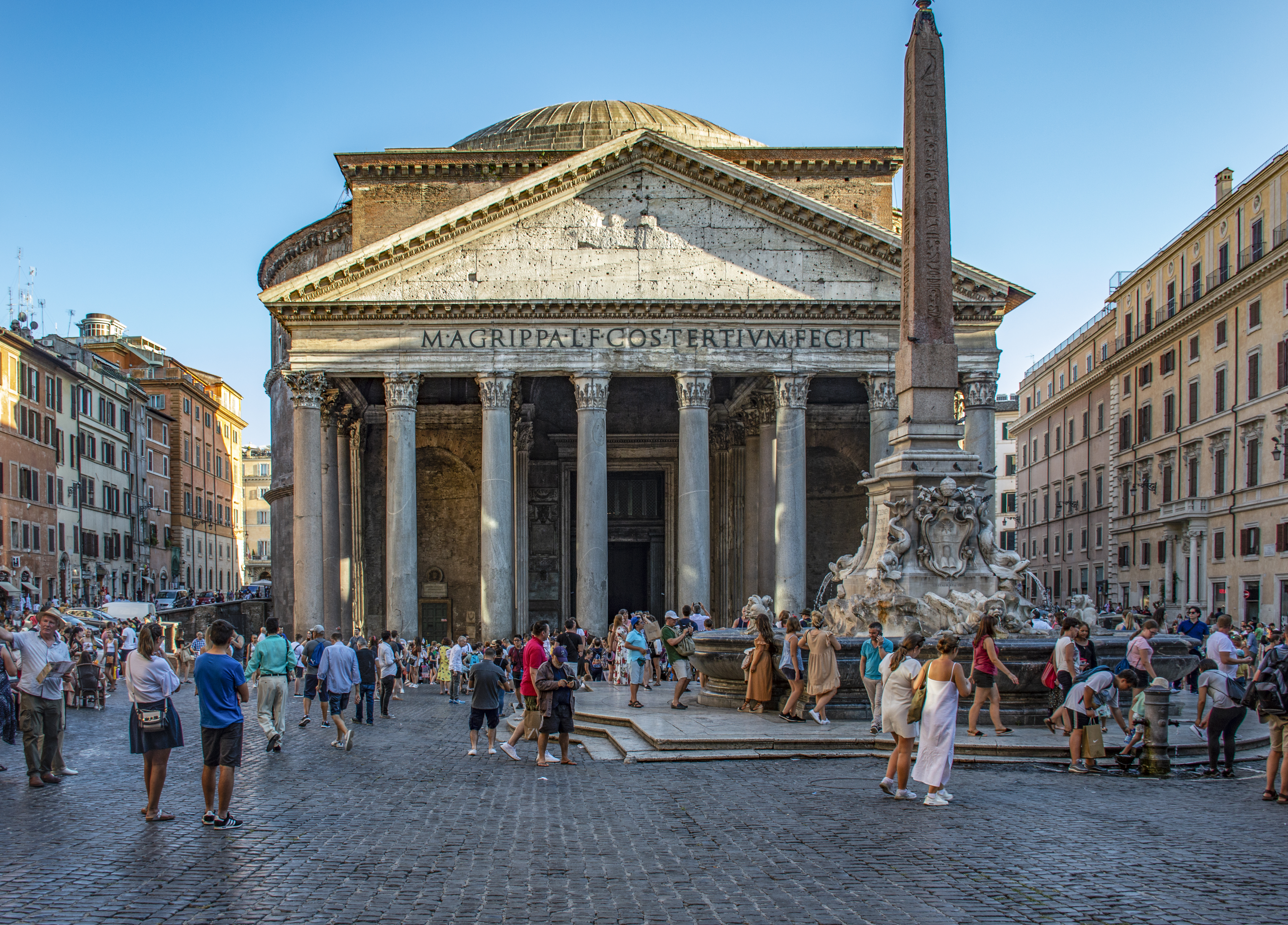
Pantheon

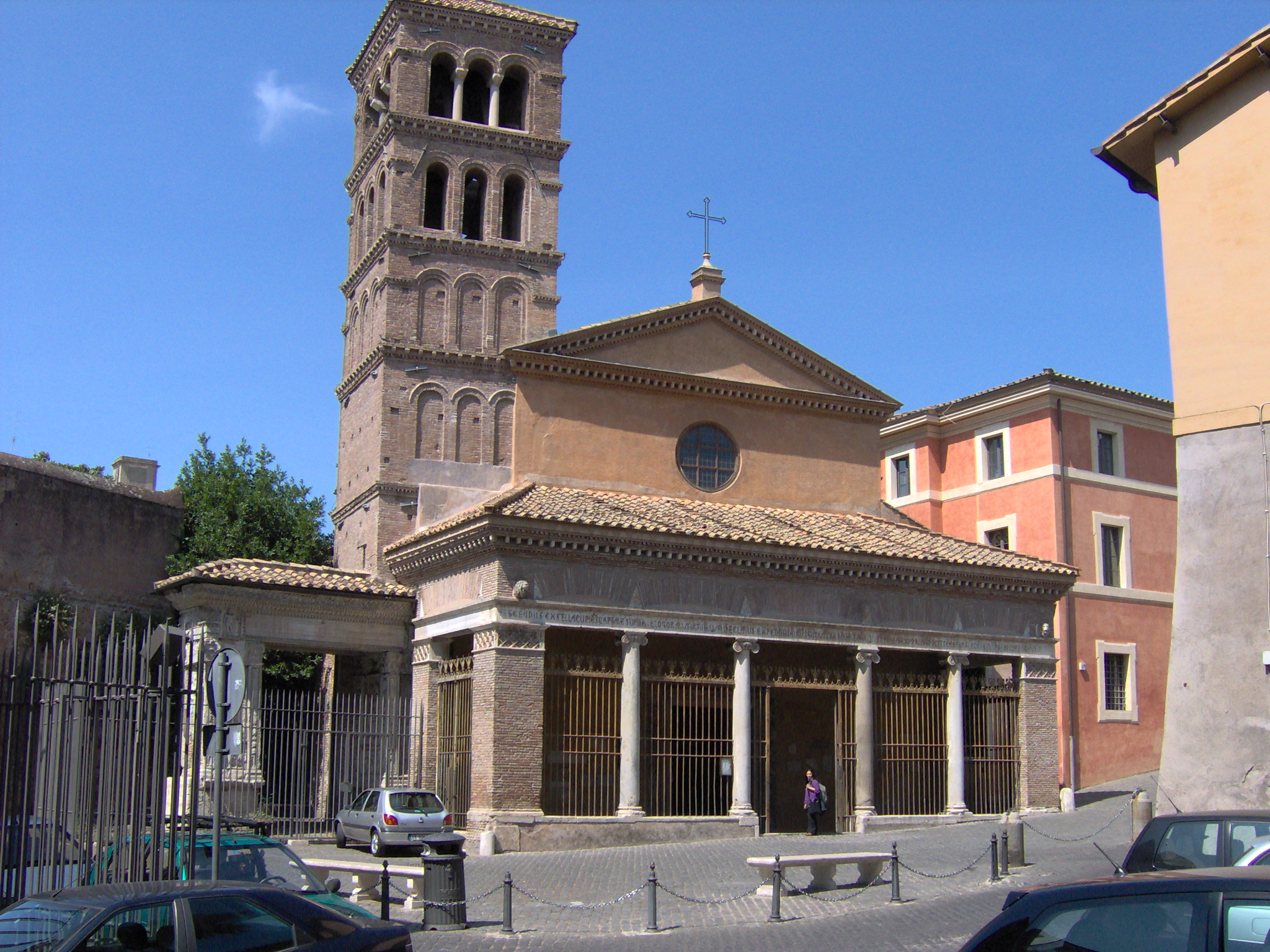
Chiesa di San Giorgio in Velabro

Le prime chiese cristiane risalgono all'editto di tolleranza costantiniano di Milano del 313. Alle chiese più antiche di questi primi tempi appartenevano i primi edifici delle quattro basiliche patriarcali.
- Il Pantheon (Basilica collegiata di Santa Maria ad Martyres) come lo vediamo oggi fu completamente ricostruito nel II secolo sotto l'imperatore Adriano come tempio dedicato a tutti gli dei, al posto del precedente edificio di epoca augustea (27-25 a.C.) di cui si vede ancora oggi la "firma" sull'architrave del timpano (M·AGRIPPA·L·F·COS·TERTIUM·FECIT). L'edificio si è conservato bene perché già dal 609 fu usato come chiesa col nome di Santa Maria ad Martyres. Il titolo si riferisce al fatto che grandi quantità di reliquie di martiri erano state portate nella chiesa.
- La basilica dei Santi Martiri Vitale, Valeria, Gervasio e Protasio al Quirinale (390)[5]. La basilica dei Santi Martiri Vitale, Valeria, Gervasio e Protasio edificata sotto il pontificato di Papa Siricio dopo il 386 e consacrata e riccamente ornata dal Papa Innocenzo nel 402 è la prima basilica cristiana pubblica con battistero (ancora non ritrovato) non fondata su templi pagani preesistenti, menzionata nel Liber pontificalis, edificata dall'Imperatore Teodosio per volontà di sant'Ambrogio di Milano, in onore del ritrovamento miracoloso dei corpi di Gervasio e Protasio martiri a Milano. È la basilica più affrescata di Roma.
- Nella basilica di San Pietro in Vincoli, non distante dal Colosseo, si trova la statua del Mosè scolpita da Michelangelo. Sotto l'altare maggiore sono conservate le catene (vincoli) con cui fu incatenato San Pietro. L'edificio risale al 455, ma si erge su una precedente costruzione del II secolo.
- La basilica di Santa Sabina all'Aventino, del V secolo.
- La basilica di Santa Maria in Cosmedin si trova tra il Circo Massimo ed il Tevere. La basilica romanica è originaria del VI secolo e fu allargata nell'VIII secolo a tre navate. Il campanile fu costruito nel XII secolo. L'interno della chiesa contiene diciotto colonne antiche, pavimenti cosmateschi e mosaici nonché un baldacchino gotico sopra l'altare. La chiesa è nota anche per la Bocca della Verità, che si trova su una parete dell'ingresso; si tratta di un antico chiusino con la faccia di un Dio di un fiume. Il foro per sollevare il chiusino, a forma di bocca, è usato come macchina della verità, giacché mozzerebbe le mani dei mentitori.
- La basilica di Santa Prassede, non lontana da Santa Maria maggiore, fu costruita nell'822 e ospita splendidi mosaici del IX secolo. Particolarmente interessante è la Cappella di San Zenone nella navata destra, detta anche il Giardino del Paradiso. La chiesa ospita in una nicchia a destra dell'ingresso una colonna, che secondo la tradizione fu quella della fustigazione di Cristo, e le reliquie di 2000 martiri che furono portate qui dalle catacombe.
- La chiesa di San Giorgio in Velabro sorge accanto all'Arco di Giano, nella piazzetta della Cloaca Massima. Le origini di questa chiesa antichissima non sono ben note, ma pare che debbano risalire al VI secolo, anche se alcune fonti datino la sua costruzione ancor più anteriormente.
- La basilica di San Clemente al Laterano, anche questa nelle vicinanze del Colosseo fu eretta nel XII secolo su una basilica del 385 che era andata distrutta nel 1084. Gli scranni del coro sono ancora quelli della chiesa più vecchia; il mosaico medioevale dell'abside è in parte quello antico. Nella cripta sottostante che è decorata con magnifici pavimenti cosmateschi ed affreschi, si può scendere nelle fondazioni della prima chiesa paleocristiana sotto i quali si trovano i resti di una casa romana del II secolo ed una costruzione con un mitreo.
- La basilica di Santa Maria in Trastevere risale nella forma attuale, al XII secolo. Ci sono rilevanti mosaici del XII secolo nell'abside.
- La basilica dei Santi Quattro Coronati, al Celio, ha un complesso conventuale (XII secolo).
- Basilica di Santa Cecilia in Trastevere.
- Basilica di San Crisogono
- Basilica Diaconale dei Santi Cosma e Damiano
- Chiesa di Santa Maria Antiqua.
- Basilica di Santa Maria in Domnica
- Basilica di Santa Pudenziana
- Chiesa di Santa Prisca

### Chiese gotiche
Sostanzialmente c'è una sola grande chiesa gotica a Roma:
- La basilica di Santa Maria sopra Minerva. La facciata del 1453 è del primo Rinascimento. I domenicani fecero costruire la chiesa nel 1280 a maestranze gotiche prevenienti da Firenze. Nell'interno riccamente decorato c'è la tomba di santa Caterina da Siena e quella del Beato Angelico. Tra i numerosi lavori di Bernini e di altri artisti, si segnalano il Cristo giudice di Melozzo da Forlì e il Cristo Risorto di Michelangelo, la cui nudità da secoli è coperta con un drappo metallico. Nella piazza antistante c'è il famoso Pulcino della Minerva. L'annesso convento dei domenicani fu sede dal 1628 del Tribunale dell'Inquisizione. Vi venne processato, nel 1633, anche Galileo Galilei.
- Tuttavia anche la parte posteriore della celeberrima chiesa della Santissima Trinità dei Monti è da considerarsi un tardivo esempio di questo stile, costruita forse da manovalanze francesi all'inizio del XVI secolo con una copertura a volte a crociera ogivali.

### Chiese rinascimentali

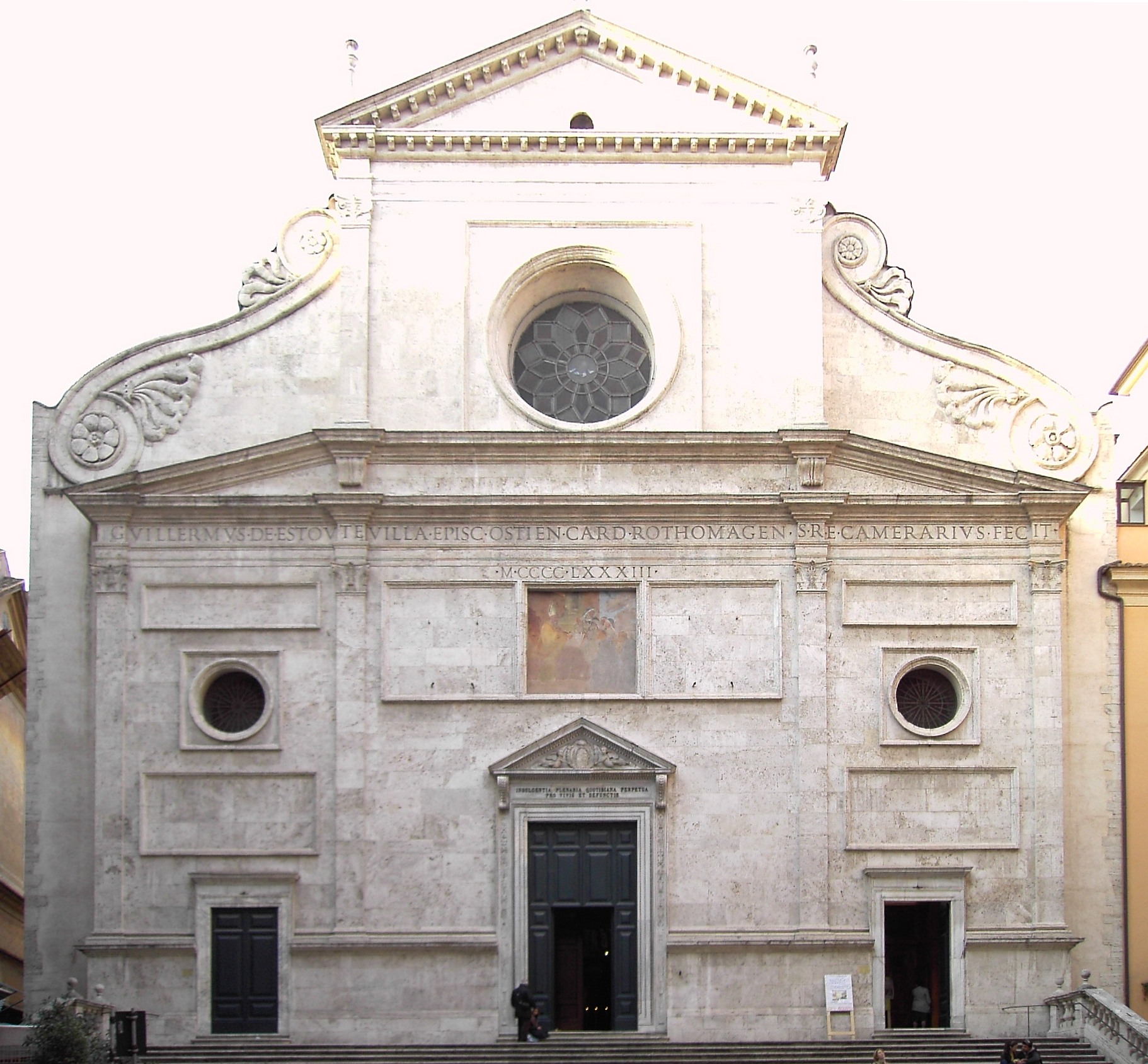
Basilica dei Santi Trifone e Agostino

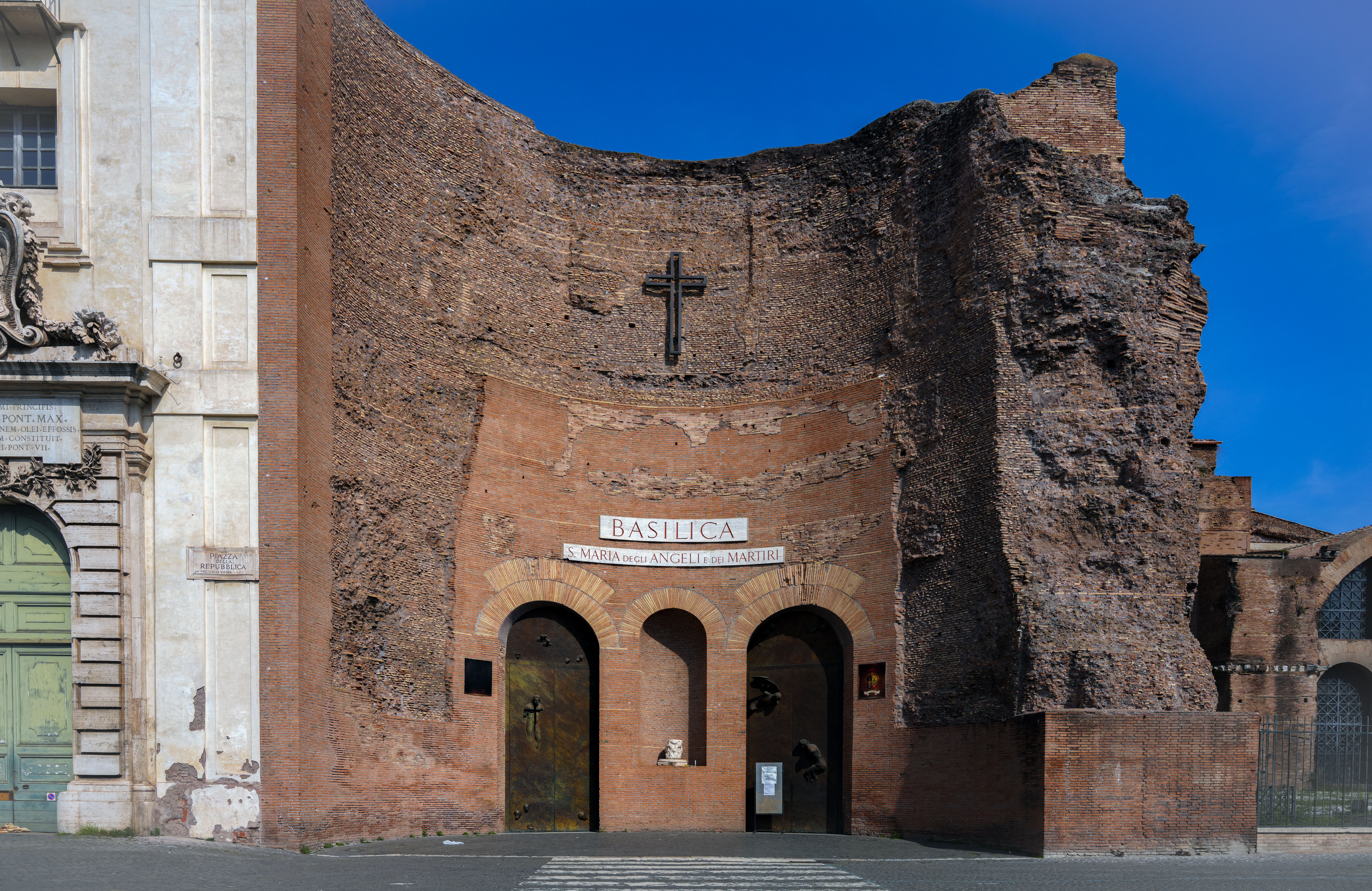
Basilica di Santa Maria degli Angeli e dei Martiri - facciata

- La Basilica di Santa Maria del Popolo è costruita sul luogo dove Nerone morì e fu sepolto. La chiesa fu eretta sotto papa Sisto IV. Nel chiostro Agostiniano soggiornò Martin Lutero durante la sua permanenza in Italia nei suoi anni giovanili. La chiesa contiene capolavori di Bernini e del Caravaggio.
- La Basilica dei Santi Trifone e Agostino, fra Piazza Navona e il Pantheon, dalla splendida facciata rinascimentale miracolosamente scampata alle manomissioni barocche. Contiene sotto l'altare maggiore la tomba della madre di sant'Agostino, santa Monica, morta ad Ostia, un affresco attribuito a Raffaello e la famosa Madonna dei Pellegrini di Caravaggio.
- La chiesa di San Luigi dei Francesi, chiesa nazionale dei francesi a Roma, inaugurata nel 1589, ospita tre famosi dipinti del Caravaggio, tra cui spicca la Vocazione di San Matteo. La facciata rinascimentale fu disegnata da Giacomo Della Porta.
- La Basilica di Santa Maria degli Angeli e dei Martiri fu integrata da Michelangelo nelle rovine delle Terme di Diocleziano a Piazza della Repubblica. La chiesa venne poi adattata allo stile barocco. Il transetto è più lungo della navata. L'orologio solare nella chiesa è notevole. Contiene un vasto gruppo di pale d'altare del XVII-XVIII secolo, provenienti dalla basilica di San Pietro in Vaticano. È la chiesa dove si svolgono le cerimonie ufficiali dello Stato italiano[6][7][8].

### Chiese barocche

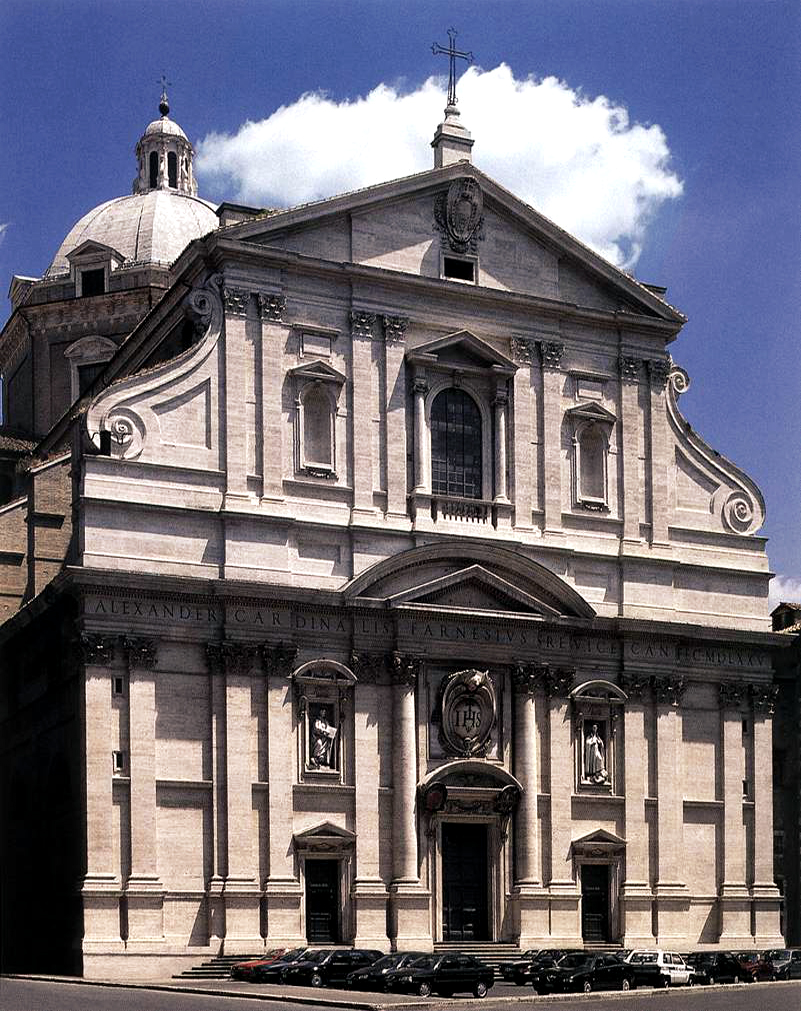
Santissimo Nome di Gesù

- La chiesa del Santissimo Nome di Gesù costituisce il prototipo della chiesa barocca. Si trova dove, nel 1556, è morto il fondatore dei gesuiti, sant'Ignazio di Loyola. La tomba del santo si trova nel transetto sinistro. Le decorazioni dell'altare di oro, marmo ed alabastro circondano uno dei più grandi pezzi noti di lapislazzuli, un globo terrestre tenuto da un angelo. L'affresco nel soffitto della navata centrale mostra in una prospettiva, la Gloria del "Nome di Gesù" ed ha influenzato lo stile di tutta Europa. Nel transetto destro c'è il braccio mummificato di san Francesco Saverio, uno dei primi membri dell'ordine dei gesuiti ed il primo missionario a giungere fino in Estremo Oriente.
- La chiesa di Sant'Ignazio di Loyola in Campo Marzio fu cominciata nel 1627 e completata nel 1685 come seconda chiesa gesuitica. Sorprendenti sono le prospettive degli affreschi del Gesuita Andrea Pozzo, che devono essere osservati dal punto segnato al suolo (da ogni altro punto le prospettive risultano distorte). L'inganno ottico della cupola sferica dipinta, ma in realtà completamente piatta, stupisce ancora oggi il visitatore. La Piazza di Sant'Ignazio, davanti alla chiesa, è una chicca in stile rococò del XVIII secolo di Filippo Raguzzini.
- La chiesa di Santa Maria in Vallicella ( Chiesa Nuova) del XVI secolo è il luogo dell'ultimo riposo di san Filippo Neri. È fiancheggiata dall'Oratorio dei Filippini, una delle opere più interessanti di Francesco Borromini.
- La chiesa di Sant'Agnese in Agone a Piazza Navona fu iniziata nel 1652 da Rainaldi ed in seguito completata dal Borromini.
- La chiesa di San Carlo alle Quattro Fontane (anche detta San Carlino), costruita da Borromini tra il 1638 e il 1663. La chiesa si trova vicino all'incrocio di via delle Quattro Fontane con via del Quirinale e via XX Settembre. Da questo incrocio si possono vedere tre dei tanti obelischi di Roma: quello del Quirinale, quello davanti a Trinità dei Monti e quello davanti a santa Maria maggiore. Inoltre ai quattro angoli dell'incrocio si trovano le quattro fontane che danno il nome alla strada.
- La chiesa di Sant'Andrea al Quirinale, solo a pochi metri di distanza, è un lavoro di Bernini negli anni tra il 1658 e il 1671. La piccola chiesa è un gioiello barocco.
- La chiesa di Santa Maria della Vittoria in via XX Settembre fu costruita dal 1605 al 1625. Nella sontuosa chiesa barocca si trova L'estasi di Santa Teresa, di Bernini.
- La basilica di Sant'Andrea della Valle, progettata e costruita da Pier Paolo Olivieri, Francesco Grimaldi, e Carlo Maderno tra il 1590 e il 1650. Il vicino Palazzo Valle diede il nome alla chiesa. La facciata barocca fu aggiunta tra il 1655 e il 1663 da Carlo Rainaldi, a spese del cardinale Francesco Peretti di Montalto, nipote di Alessandro.
- La chiesa di Sant'Ivo alla Sapienza, opera di Francesco Borromini.

### Chiese contemporanee
- La chiesa della Gran Madre di Dio affaccia sul piazzale di Ponte Milvio. Costruita negli anni trenta del XX secolo e consacrata nel 1933, è una chiesa a croce greca sormontata da una grande cupola. Essa è Titolo cardinalizio dal 1965.
- La chiesa di Dio Padre Misericordioso (detta anche la Chiesa del Giubileo) si trova nel quartiere Tor Tre Teste (fra la via Casilina e la via Prenestina) ed è stata costruita su progetto dell'architetto statunitense Richard Meier ed inaugurata nel 2003. La costruzione della chiesa è il risultato di un programma della Diocesi di Roma per fornire anche le zone periferiche della città di edifici di culto appropriati e di alta qualità architettonica.

### Santuari e abbazie
- Santuario della Madonna del Divino Amore
- Abbazia delle Tre Fontane

## Lista delle chiese cattoliche
Questa è una lista delle chiese di Roma, non esaustiva, citate per data di costruzione, o di consacrazione, dell'edificio attuale.

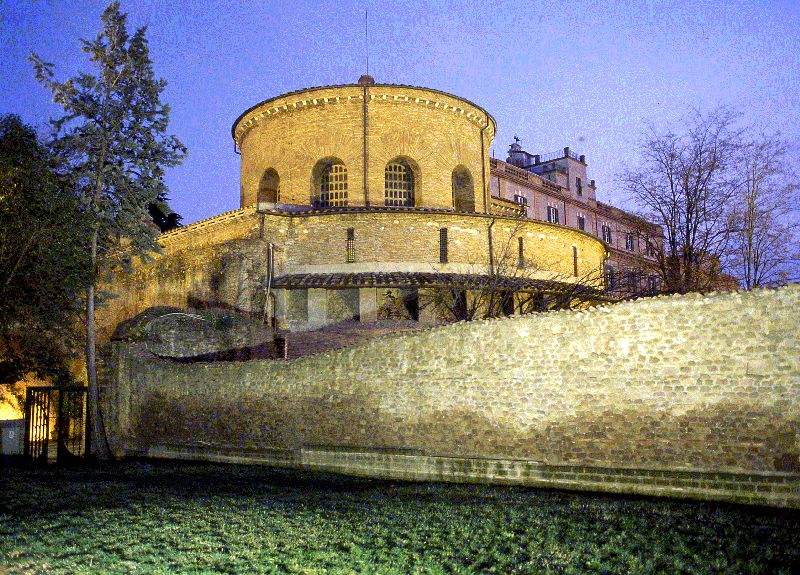
Il mausoleo di Santa Costanza

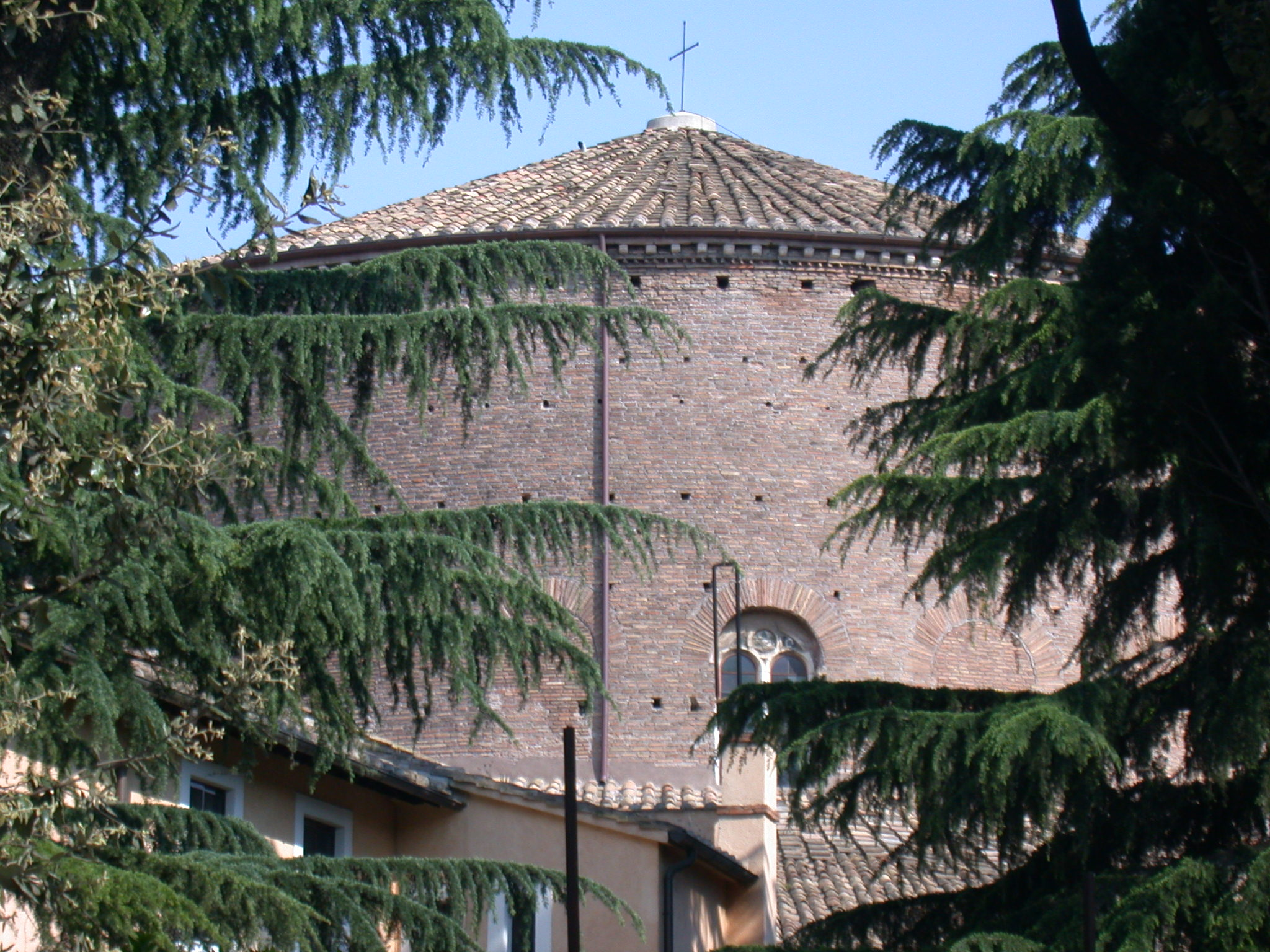
Basilica di Santo Stefano Rotondo al Celio

### II secolo
- Catacombe di San Callisto[9]

### III secolo
- Catacombe di San Zotico[10][11]

### IV secolo
- Mausoleo di Santa Costanza (345)[12]
- Basilica dei Santi Martiri Vitale, Valeria, Gervasio e Protasio al Quirinale (390)[5]

### V secolo
- Catacombe di Priscilla[12]

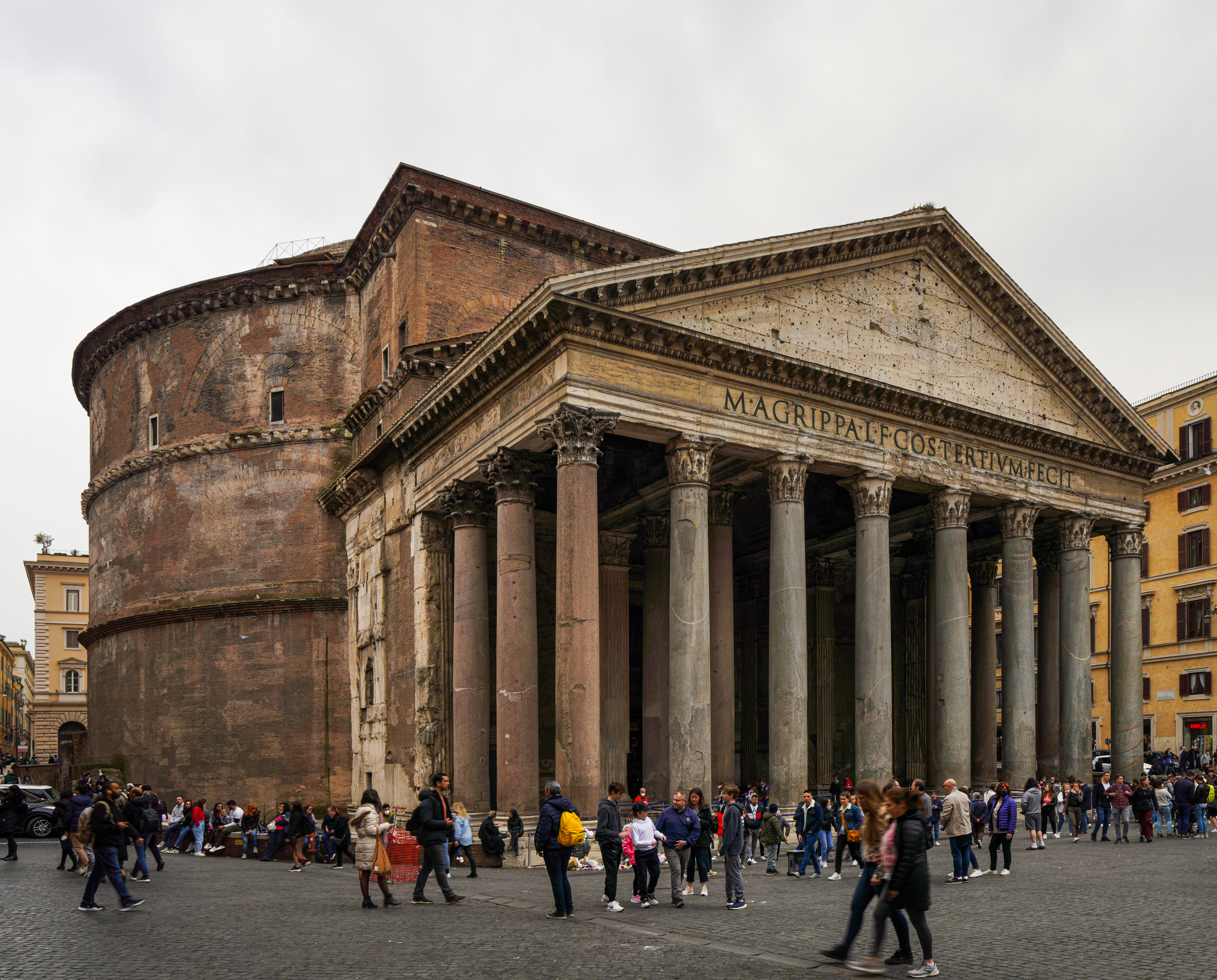
Il Pantheon, basilica di Santa Maria ad Martyres in Campo

- Papale arcibasilica patriarcale maggiore arcipretale liberiana di Santa Maria Maggiore (430)[13]
- Basilica di Santa Sabina all'Aventino (432)[14]
- Basilica di Santo Stefano Rotondo al Celio (460)[13]

### VI secolo
- Basilica di San Pancrazio[15]

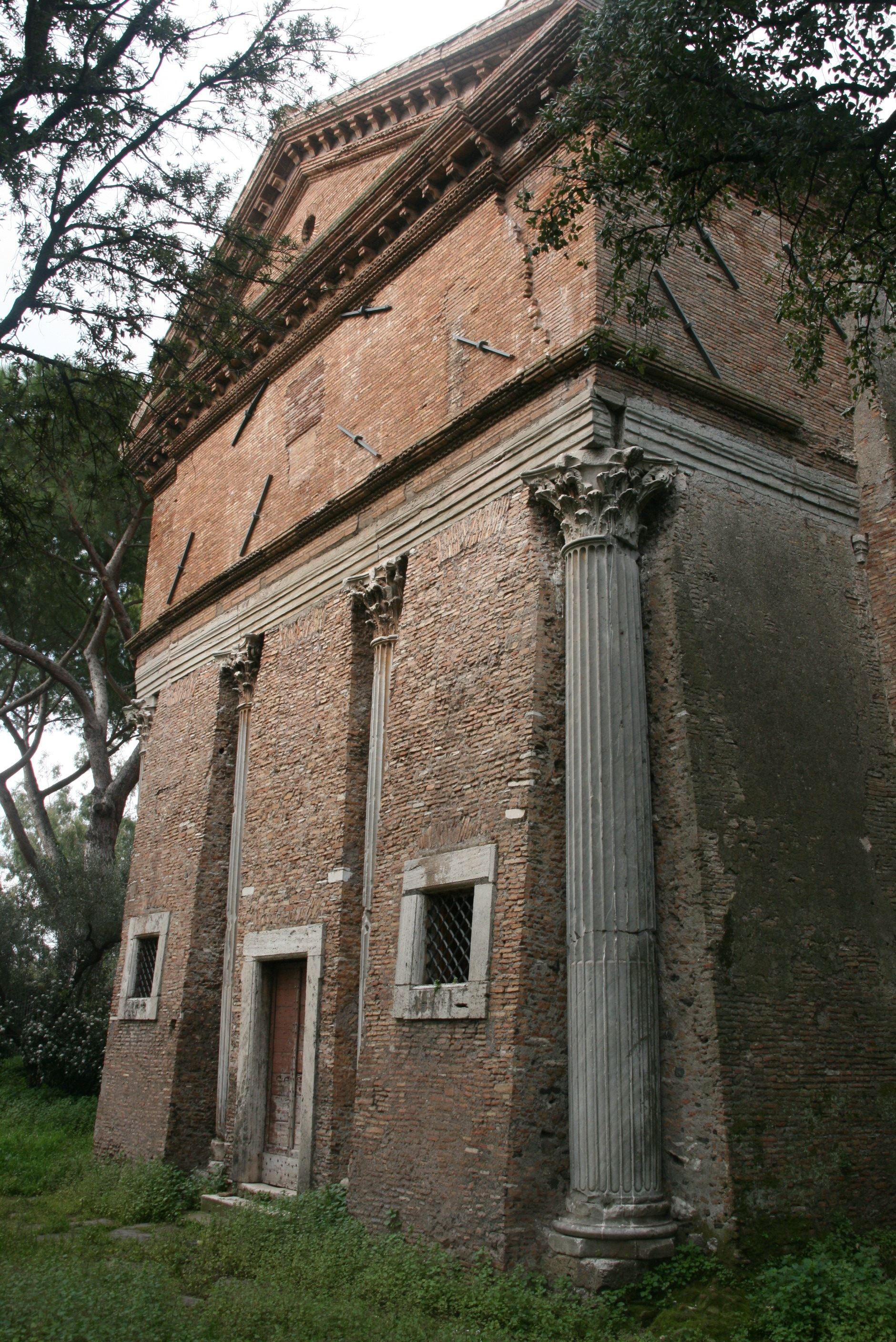
La chiesa di Sant'Urbano alla Caffarella

- Basilica di Santa Balbina all'Aventino (595)[14]

### VII secolo
- Basilica di Sant'Agnese fuori le mura[12]
- Chiesa di San Giorgio in Velabro[16]
- Chiesa di San Lorenzo in Miranda[17]

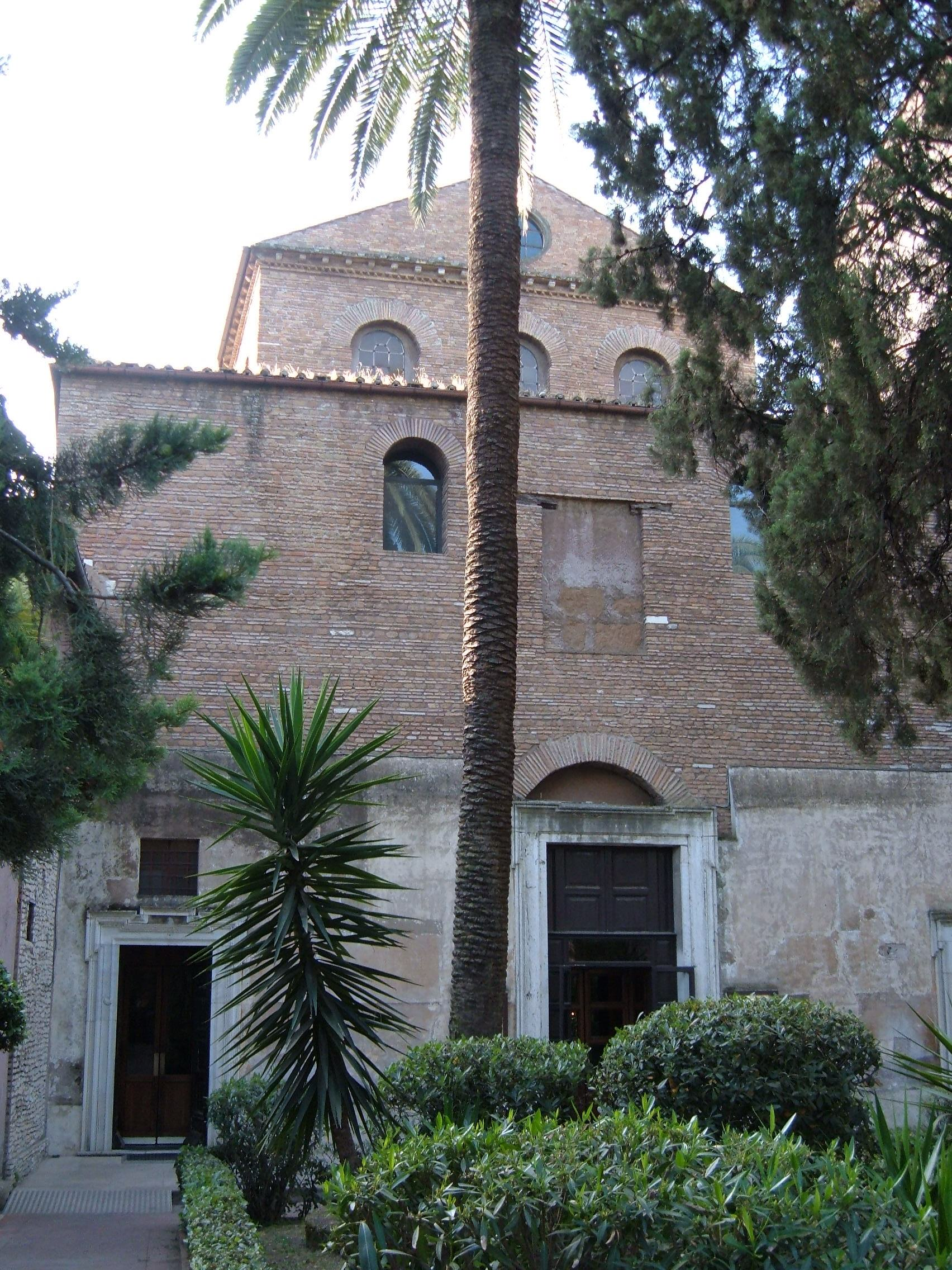
La basilica di Sant'Agnese fuori le mura

- Basilica di Santa Maria in Domnica[13]
- Basilica collegiata di Santa Maria ad Martyres (608, nota come Pantheon)[17]

### VIII secolo
- Chiesa di San Cesareo de Appia[13]
- Chiesa di San Gregorio Nazianzeno[17]
- Chiesa di San Silvestro in Capite[17]
- Basilica di Sant'Eustachio in Platana[16]
- Chiesa dei Santi Andrea e Gregorio al Monte Celio[13]
- Chiesa di Santa Maria in Aquiro (741)[17]
- Chiesa di Sant'Angelo in Pescheria (770)[16]

### IX secolo
- Basilica dei Santi Celso e Giuliano in Banchi[16]
- Basilica di Santa Prassede (817)[13]
- Basilica dei Santi Silvestro e Martino ai Monti (845)[13]
- Basilica di Santa Francesca Romana (850)[17]

### X secolo

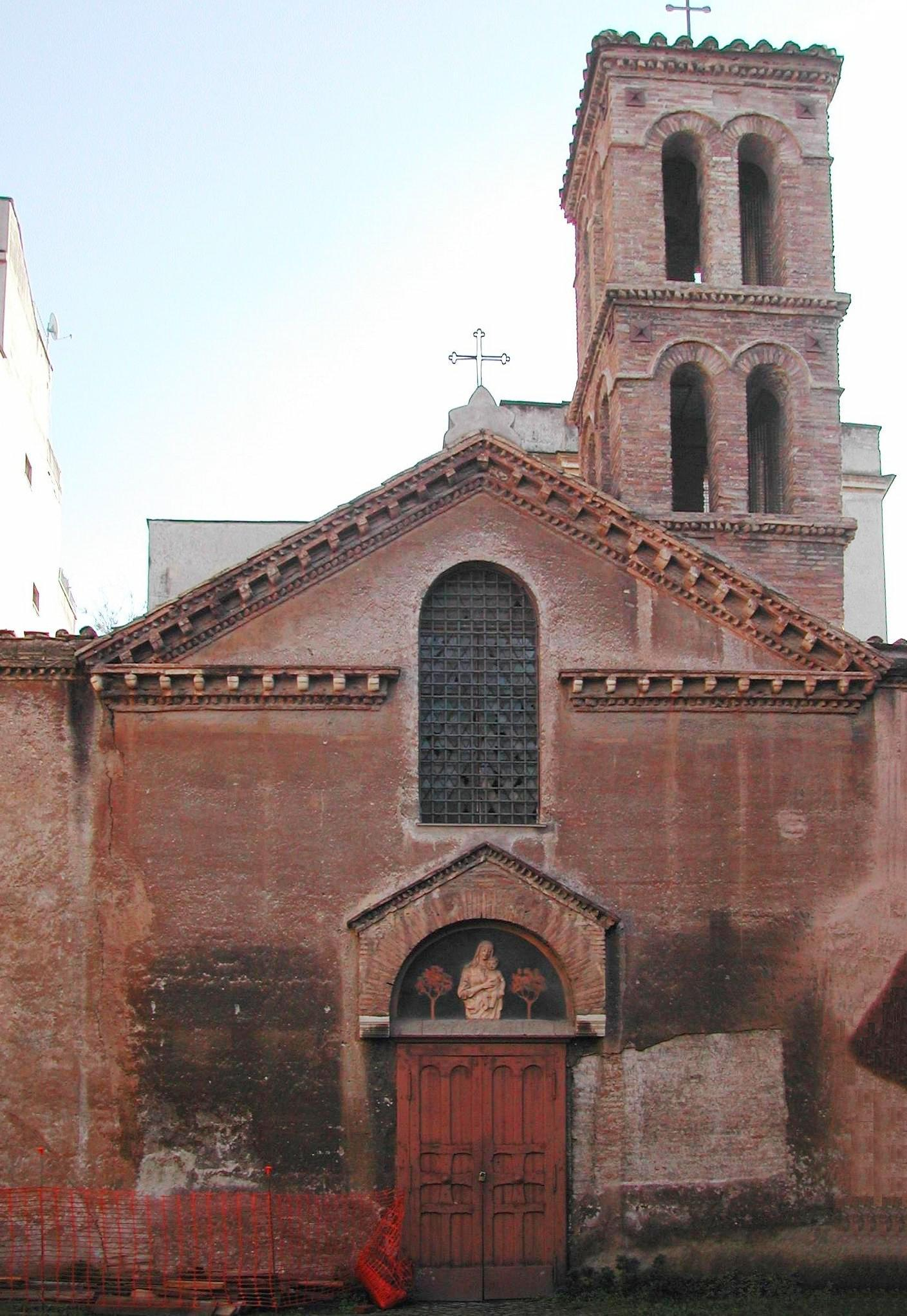
La chiesa di Santa Maria in Cappella

- Chiesa di San Benedetto in Piscinula[14]
- Chiesa di San Cosimato
- Basilica di San Saba[14]
- Chiesa di Santa Maria del Priorato (939)[14]
- Basilica di San Bartolomeo all'Isola (997)[16]

### XI secolo
- Chiesa di San Nicola[18][19]
- Basilica dei Santi Quattro Coronati[13]
- Chiesa di Santa Lucia della Tinta (1002)[16]
- Santuario di Santa Maria in Celsano (1054)[18][19]
- Chiesa di San Biagio degli Armeni (1072)[16]
- Chiesa di Santa Maria in Cappella (1090)[14]
- Basilica di Santa Maria del Popolo (1099)[17]

### XII secolo

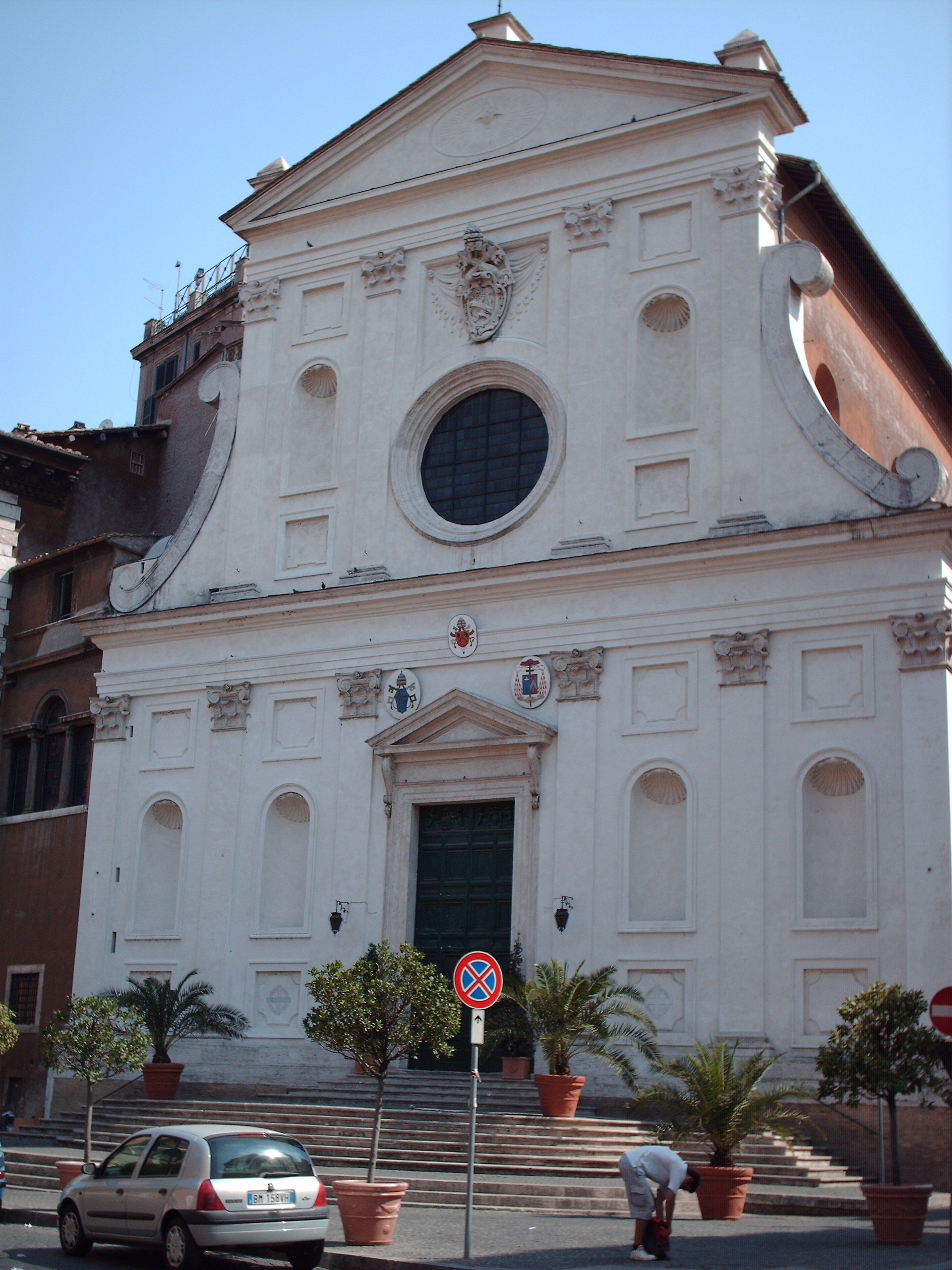
La chiesa di Santo Spirito in Sassia

- Basilica di San Clemente al Laterano[13]
- Chiesa di San Tommaso ai Cenci[16]
- Chiesa di Santa Maria del Buon Consiglio[5]
- Chiesa di Santa Maria della Luce[14]
- Chiesa dei Santi Michele e Magno[20]
- Chiesa di San Salvatore in Onda[16]
- Basilica di Santa Maria in Cosmedin (1123)[14]
- Basilica di San Lorenzo in Lucina (1130)[17]
- Chiesa di Santa Maria del Divino Amore (1131)[17]
- Chiesa di San Tommaso in Parione (1139)[16]
- Chiesa di San Lorenzo in Piscibus (1143)[20]
- Basilica di Santa Maria in Trastevere (1148)[14]
- Chiesa di San Giovanni a Porta Latina (1191)[13]
- Chiesa di San Macuto (1192)[17]

### XIII secolo
- Basilica di San Sisto Vecchio[13]
- Chiesa delle Sante Rufina e Seconda[14]
- Chiesa dell'Annunziatella (1220)
- Chiesa dei Santi Vincenzo e Anastasio alle Tre Fontane (1221)[21]
- Chiesa di Santa Bibiana (1224)[13]
- Chiesa di Sant'Egidio a Borgo (1227)[22]
- Chiesa di Sant'Eusebio all'Esquilino (1238)[13]
- Chiesa di San Lorenzo in Palatio (1278)[13]

### XIV secolo
- Chiesa di Santa Barbara de' Librari (1306)[16]
- Chiesa di Santa Maria dell'Anima (1350)[16]
- Chiesa di Santa Passera[23]

### XV secolo

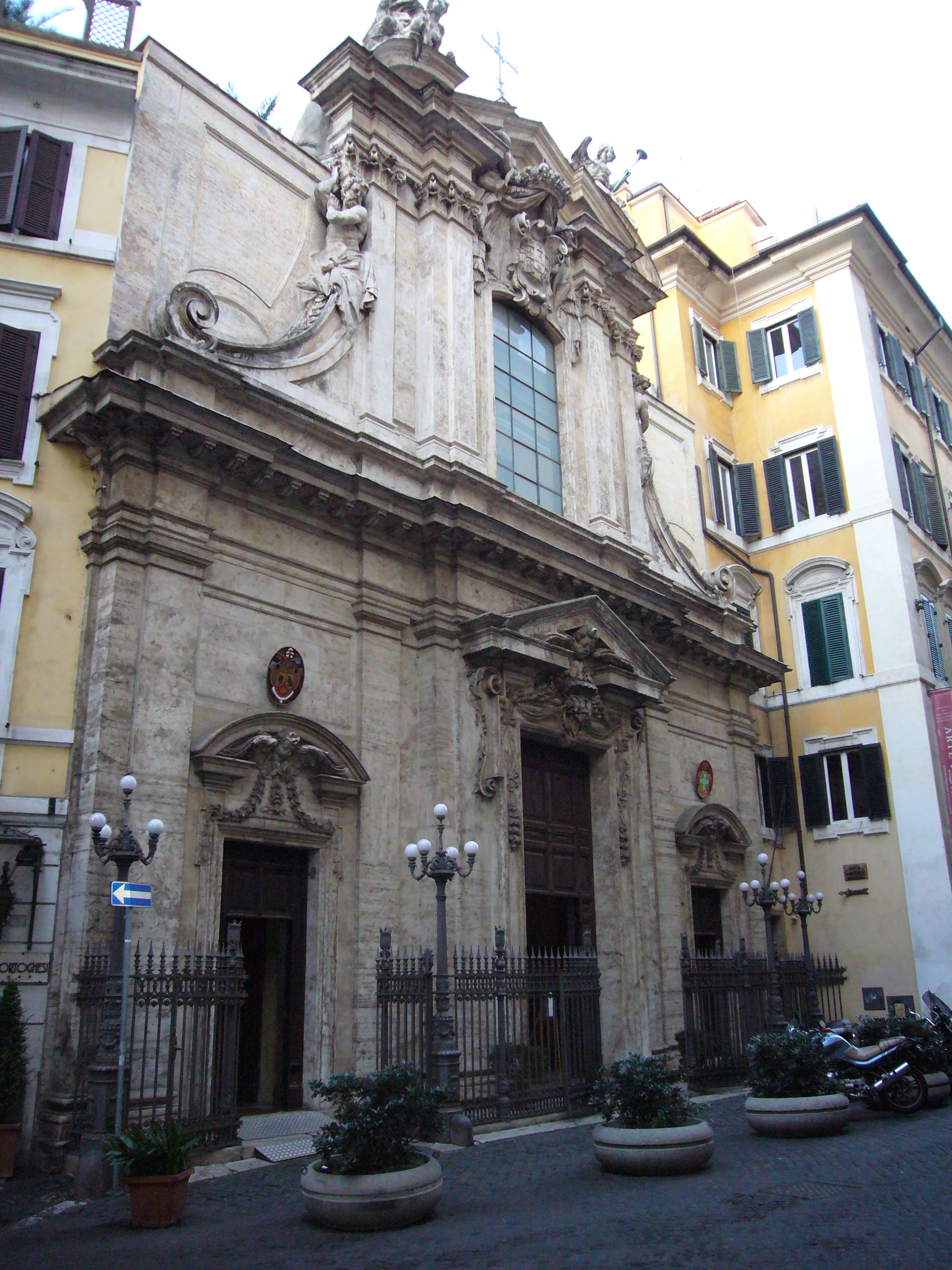
La chiesa di Sant'Antonio in Campo Marzio

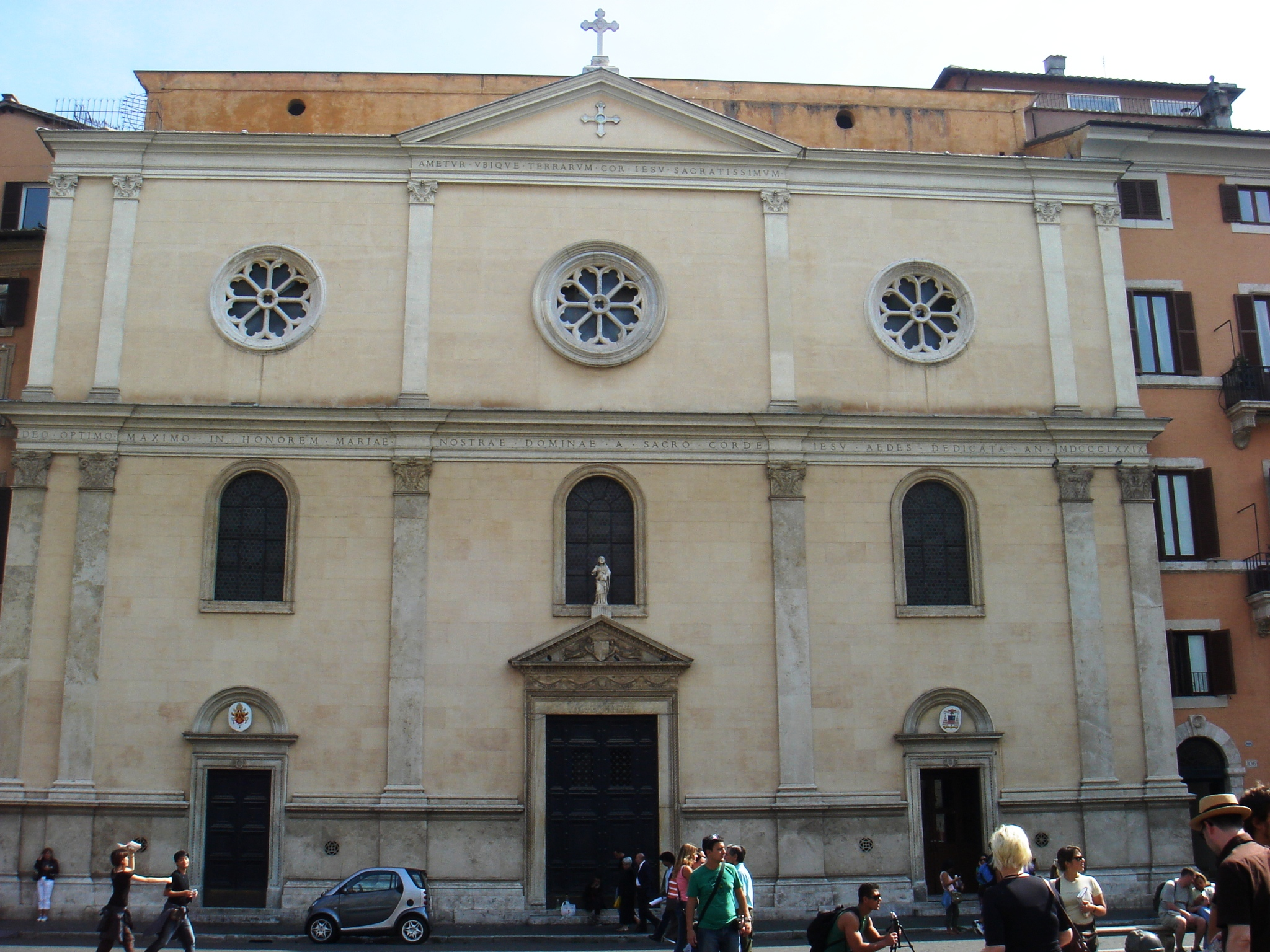
La Chiesa di Nostra Signora del Sacro Cuore

- Chiesa di San Gregorio della Divina Pietà (1403)[16]
- Chiesa di Sant'Onofrio al Gianicolo (1439)[14]
- Chiesa di Sant'Antonio in Campo Marzio (1445)[16]
- Chiesa di Nostra Signora del Sacro Cuore (1450)[16]
- Chiesa di San Pietro in Borgo (1455)[24][25]
- Chiesa di Santa Maria del Buon Aiuto (1476)[13]
- Chiesa dei Santi Vito e Modesto (1477)[13]
- Chiesa di Sant'Antonio Abate all'Esquilino (1481)[13]
- Cappella di Maria Assunta in Cielo (Cappella Sistina)[24][25]
- Chiesa di Santa Maria della Pace (1482)[16]
- Chiesa di Sant'Omobono (1482)[16]
- Basilica dei Santi Trifone e Agostino (1483)[16]
- Cattedrale di Sant'Aurea (1483)[26][27]
- Chiesa di San Pietro in Montorio (1500)[14]
- Basilica di San Pietro in Vincoli (1503)[13]
- Chiesa di San Giovanni in Oleo (1509)[20]
- Chiesa di Santa Maria della Pietà in Camposanto dei Teutonici[24][25]
- Chiesa di Santa Maria del Soccorso e San Filippo Neri a Castelporziano[28]
- Oratorio di Sant'Andrea a Ponte Milvio[29]
- Chiesa di San Pancrazio[18][19]

### XVI secolo
- Cappella di Santa Barbara[18][19]
- Cappella di San Giovanni Battista

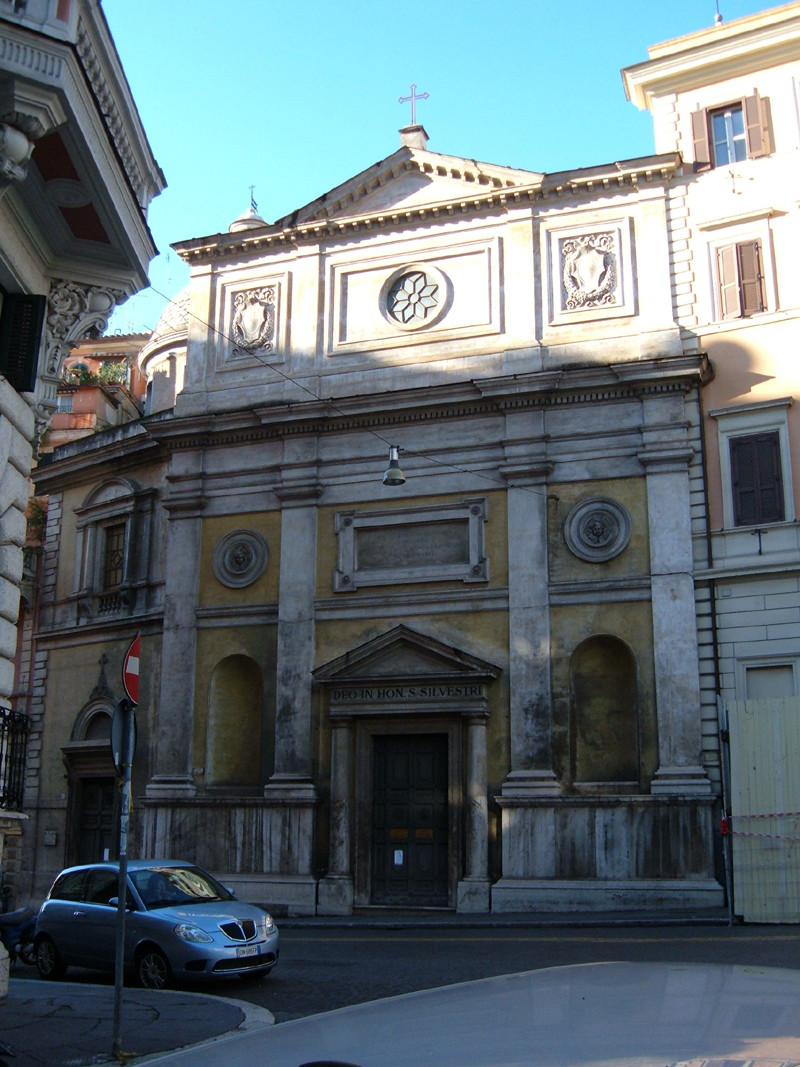
La chiesa di San Silvestro al Quirinale

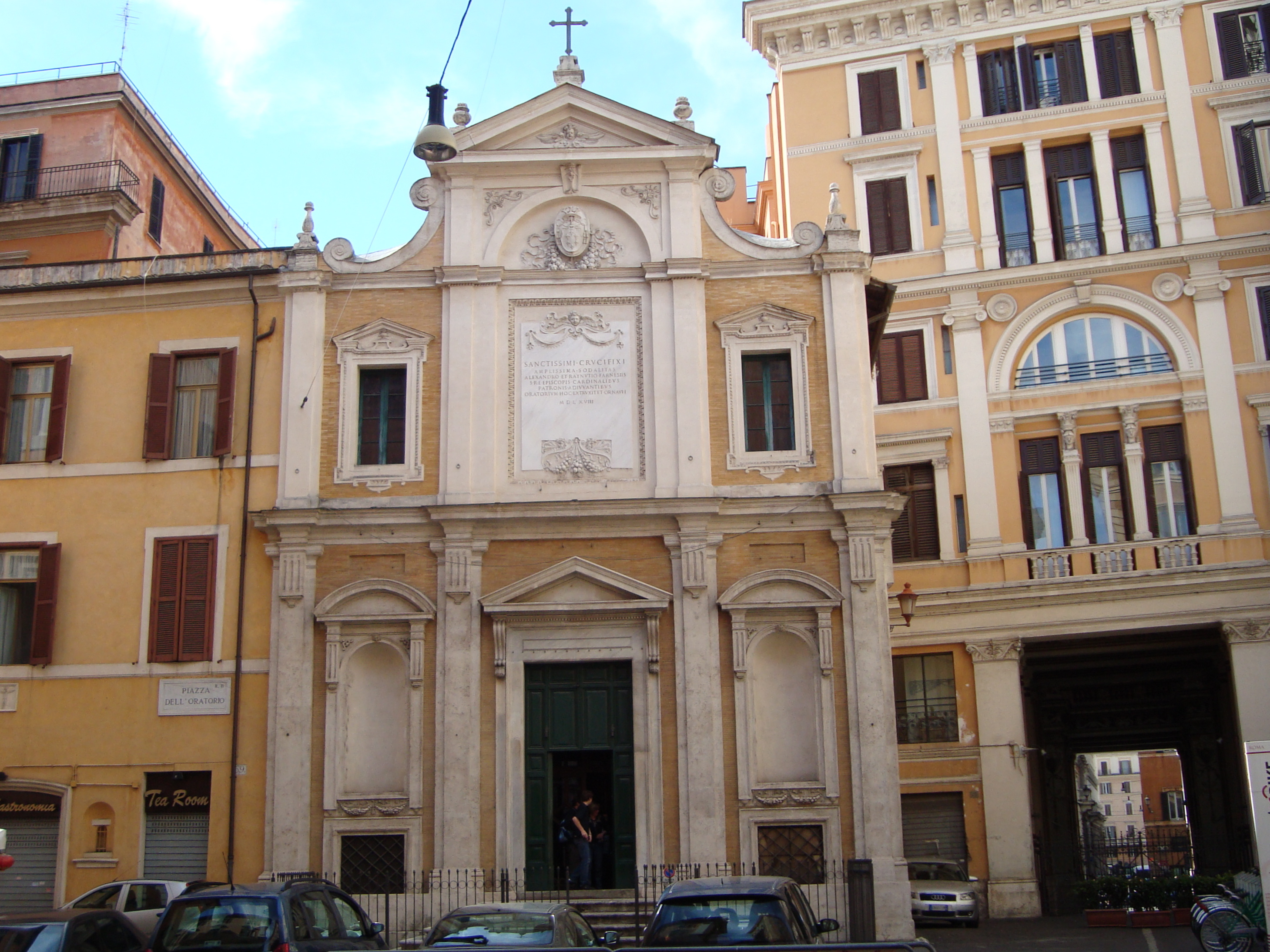
L'oratorio del Santissimo Crocifisso

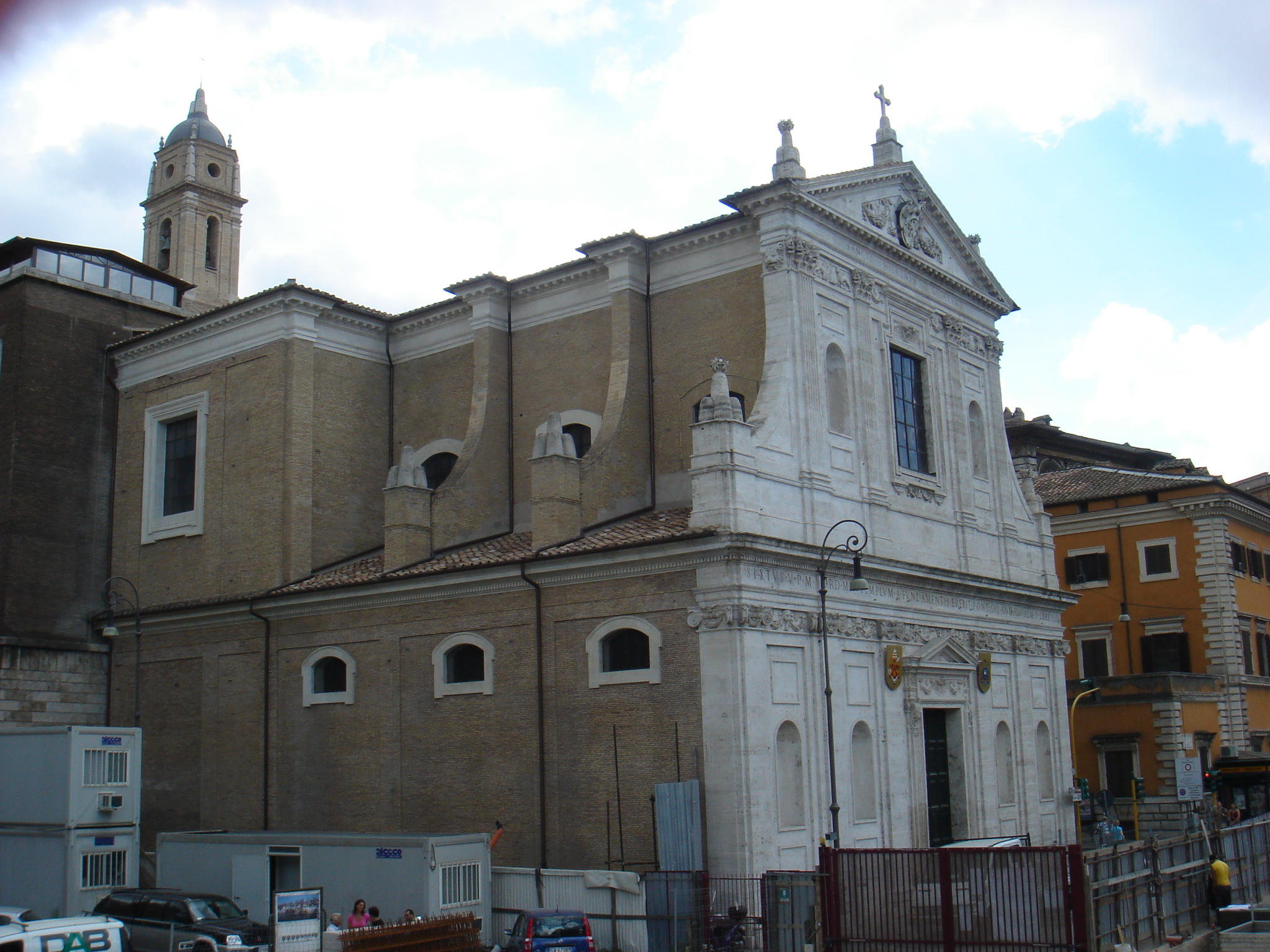
La chiesa di San Girolamo dei Croati

- Oratorio di Santa Maria Annunziata del Gonfalone[16]
- Basilica di Santa Pudenziana[5]
- Chiesa di San Rocco all'Augusteo (1502)[17]
- Chiesa di Santa Lucia del Gonfalone (1511)[16]
- Chiesa di Sant'Eligio dei Ferrari (1513)[16]
- Chiesa di Santa Maria Portae Paradisi (1523)[17]
- Chiesa di San Gregorio dei Muratori (1527)[16]
- Chiesa di San Silvestro al Quirinale (1527)[17]
- Chiesa di Santo Spirito in Sassia (1590)[20]
- Basilica di Santa Cecilia in Trastevere (1599)[14]
- Chiesa di San Lazzaro (1536)[20]
- Chiesetta di Sant'Andrea del Vignola (1553)
- Basilica di Santa Maria degli Angeli e dei Martiri (1561)[5]
- Chiesetta di Santa Maria del Riposo (1561)[30]
- Chiesa di Santa Caterina dei Funari (1564)[16]
- Chiesa di Santa Maria dell'Orto (1567)[14]
- Oratorio del Santissimo Crocifisso (1568)[17]
- Chiesa dei Santi Martino e Sebastiano degli Svizzeri (1568)[25]
- Chiesa dei Santi Bartolomeo e Alessandro dei Bergamaschi (1573)[17]
- Chiesa di San Lorenzo in Panisperna (1574)[5]
- Chiesa di Santa Caterina da Siena a Magnanapoli (1575)[17]
- Chiesa di Sant'Eligio degli Orefici (1575)[16]
- Chiesa di Santa Maria in Trivio (1575)[17]
- Chiesa di San Tommaso di Canterbury (1575)[16]
- Chiesa di Santa Maria del Buon Viaggio (1578)[14]
- Chiesa del Santissimo Nome di Gesù (1580)[17]
- Chiesa di Santa Maria ai Monti (1580)[5]
- Chiesa dei Santi Giovanni Evangelista e Petronio (1581)[16]
- Chiesa di Santo Stanislao dei Polacchi (1582)[16]
- Chiesa di Sant'Atanasio dei Greci (1583)[17]
- Chiesa di Santa Maria Scala Coeli (1584)[21]
- Chiesa dei Santi Quirico e Giulitta (1584)[5]
- Chiesa di Santa Maria di Loreto (1585)[17]
- Chiesa della Santissima Trinità dei Monti (1585)[17]
- Chiesa di San Giovanni Decollato (1588)[16]
- Chiesa di San Bernardo alle Terme (1589)[5]
- Chiesa di San Girolamo dei Croati (1589)[17]
- Chiesa di San Luigi dei Francesi (1589)[16]
- Chiesa di San Pellegrino[24][25]
- Chiesa di Sant'Andrea degli Scozzesi (1592)[16]
- Chiesa di Santa Maria in Monserrato degli Spagnoli (1594)[16]
- Chiesa di Santa Maria Odigitria (1594)[17]
- Chiesa di San Salvatore in Lauro (1594)[16]
- Chiesa di Santa Maria dei Miracoli (1597)[17]
- Chiesa di San Giuseppe a Capo le Case (1598)[17]
- Basilica di San Nicola in Carcere (1599)[16]
- Chiesa di Santa Caterina della Rota[16]
- Chiesa dei Santi Nereo e Achilleo (1600)[13]

### XVII secolo
- Chiesa di San Vittorino[31][32]

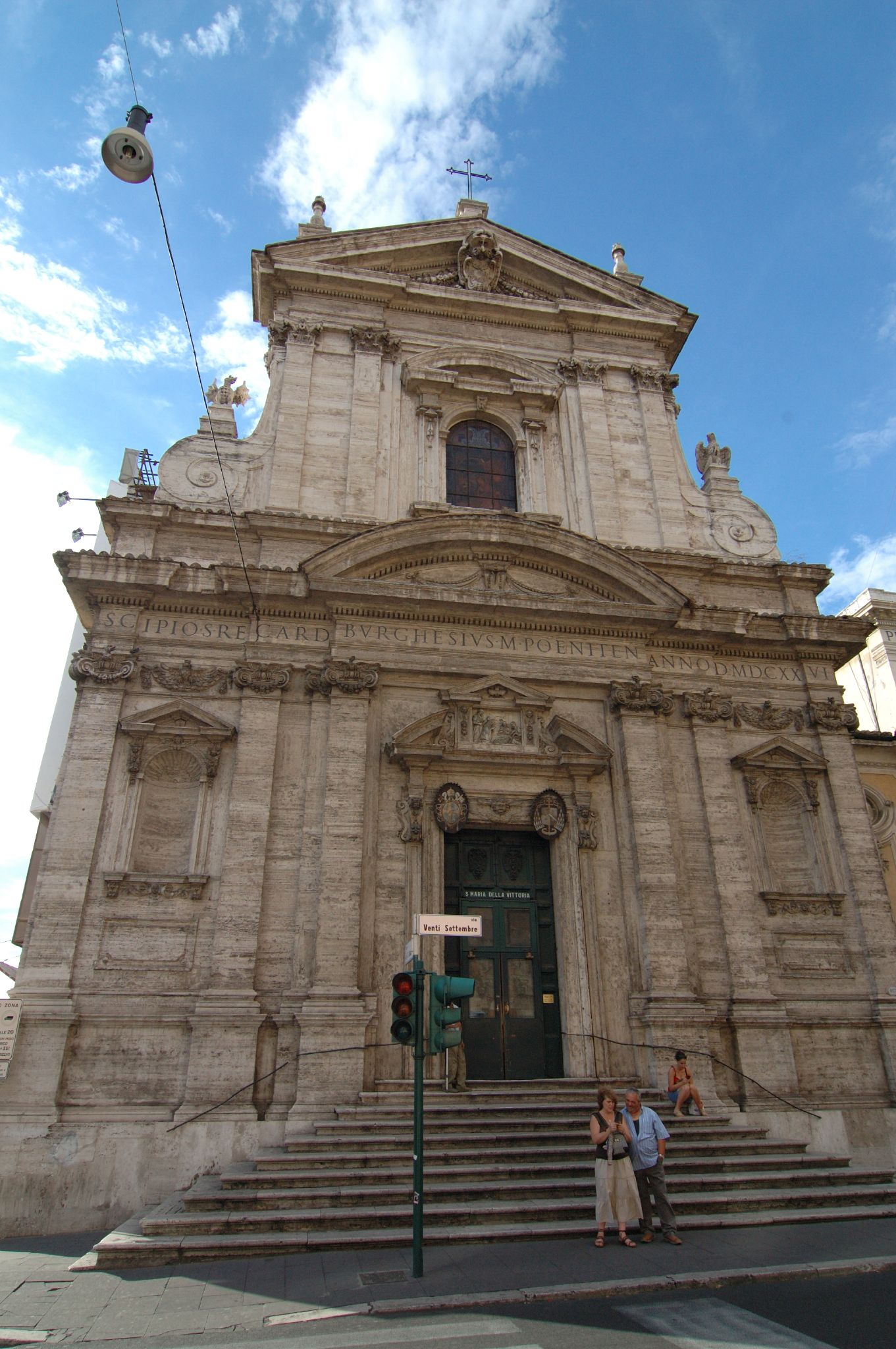
La chiesa di Santa Maria della Vittoria

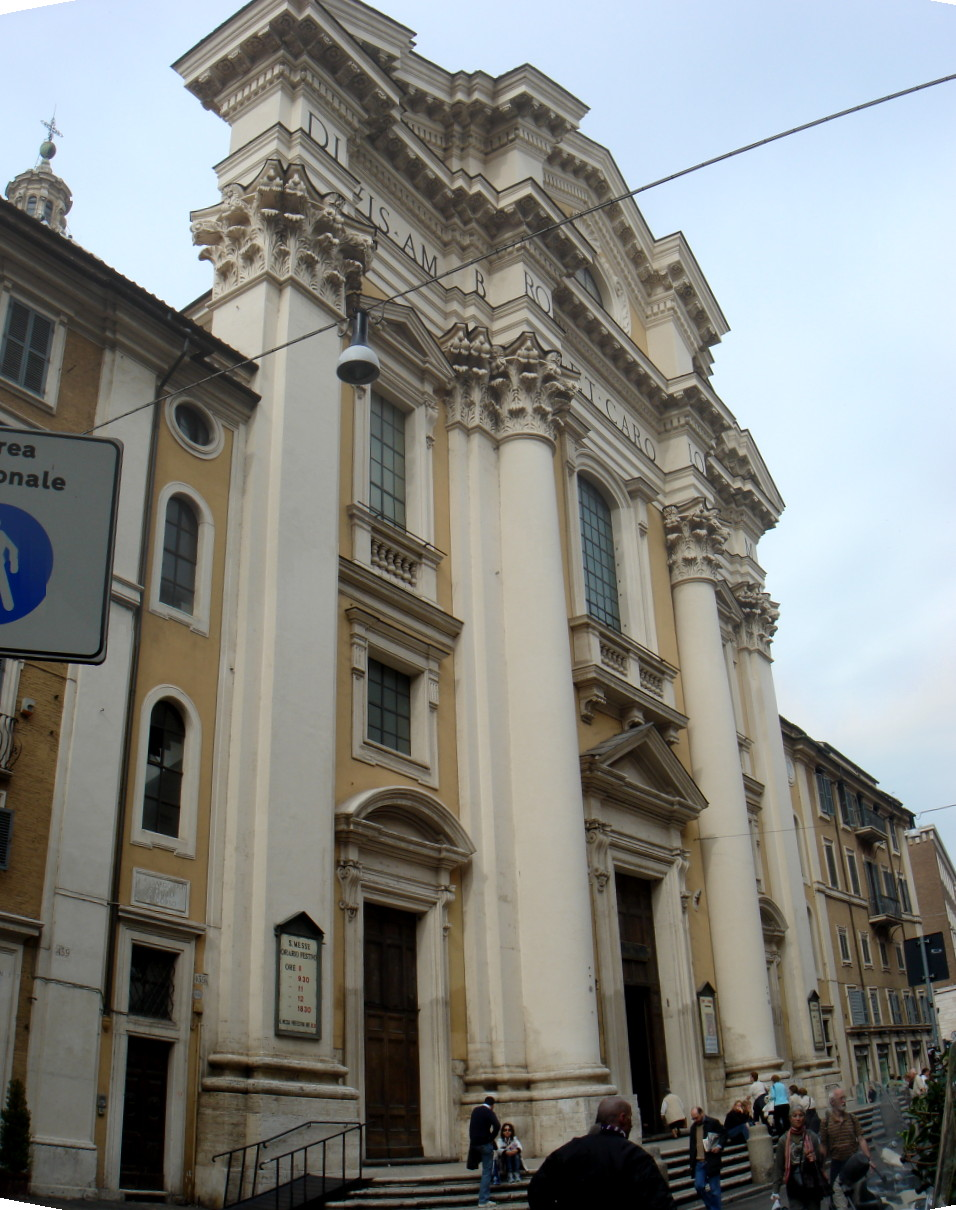
La basilica dei Santi Ambrogio e Carlo al Corso

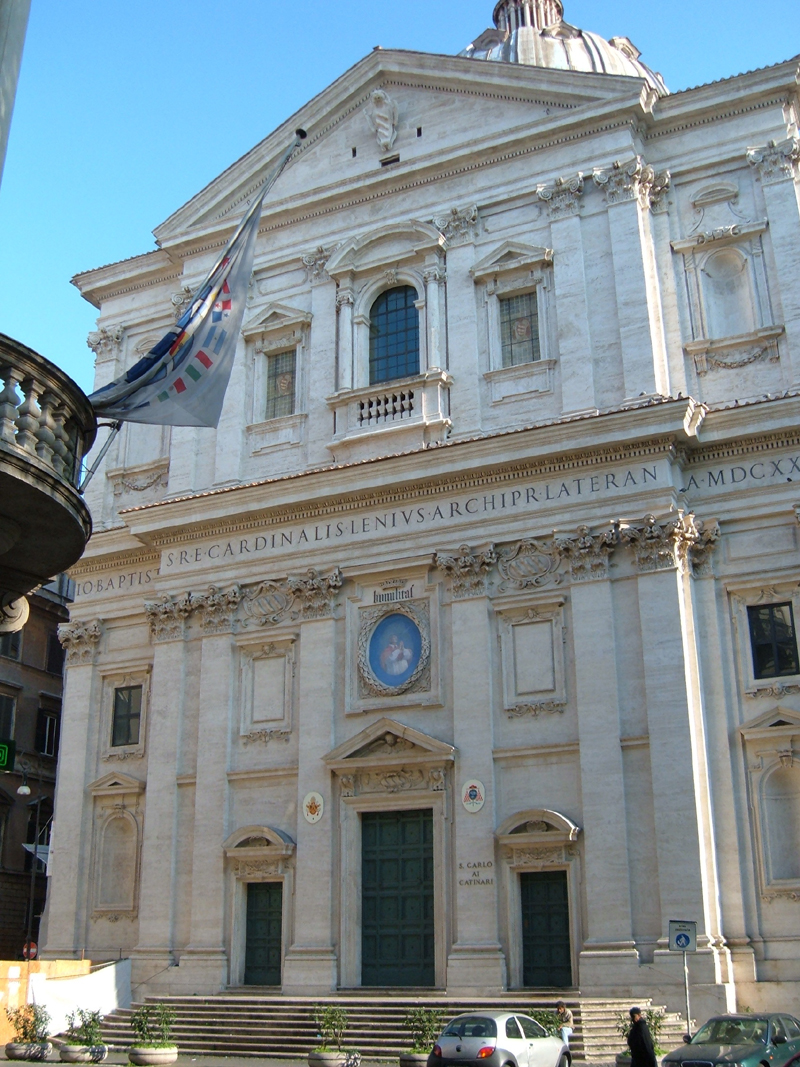
La chiesa dei Santi Biagio e Carlo ai Catinari

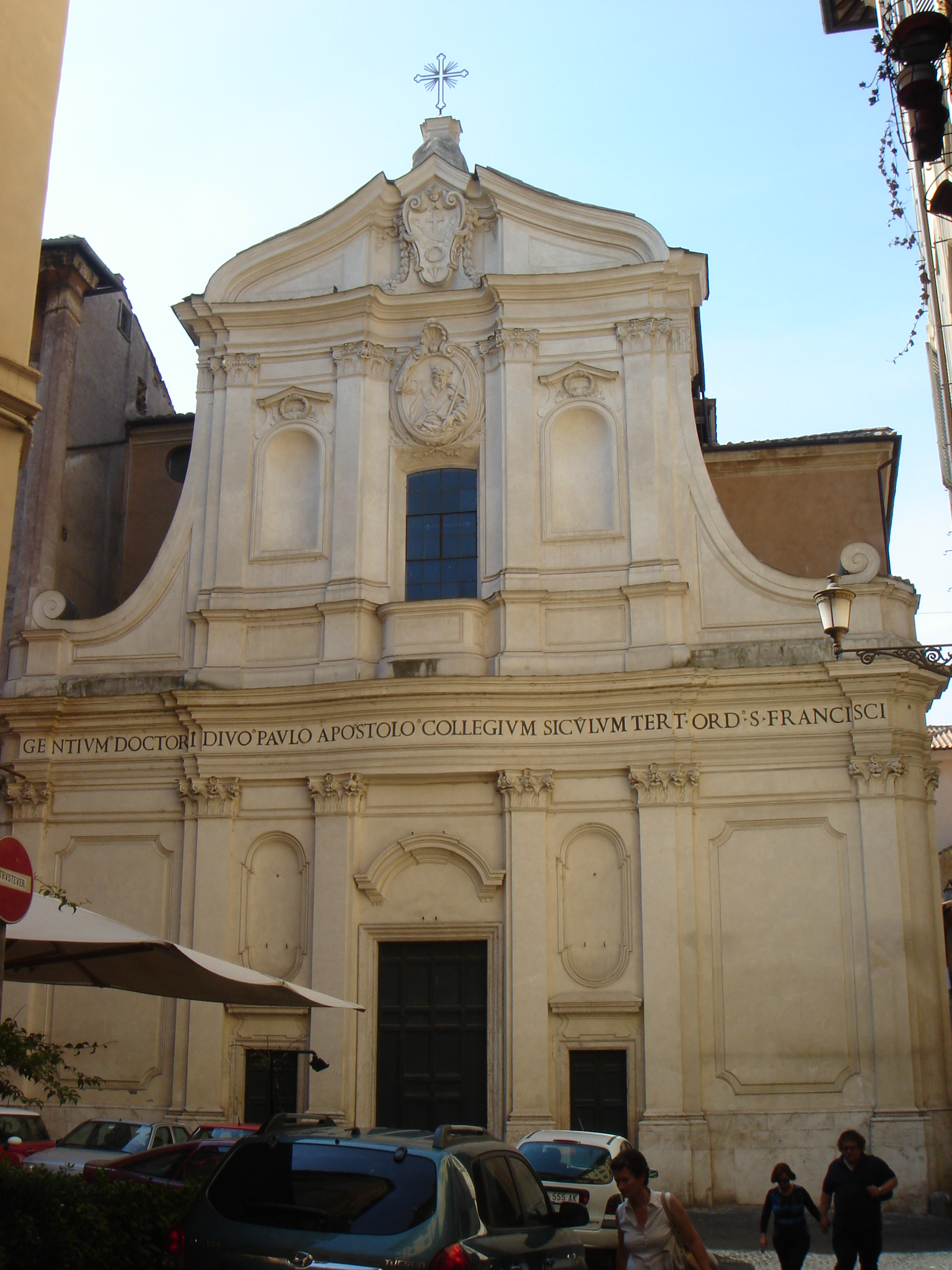
La chiesa di San Paolo alla Regola

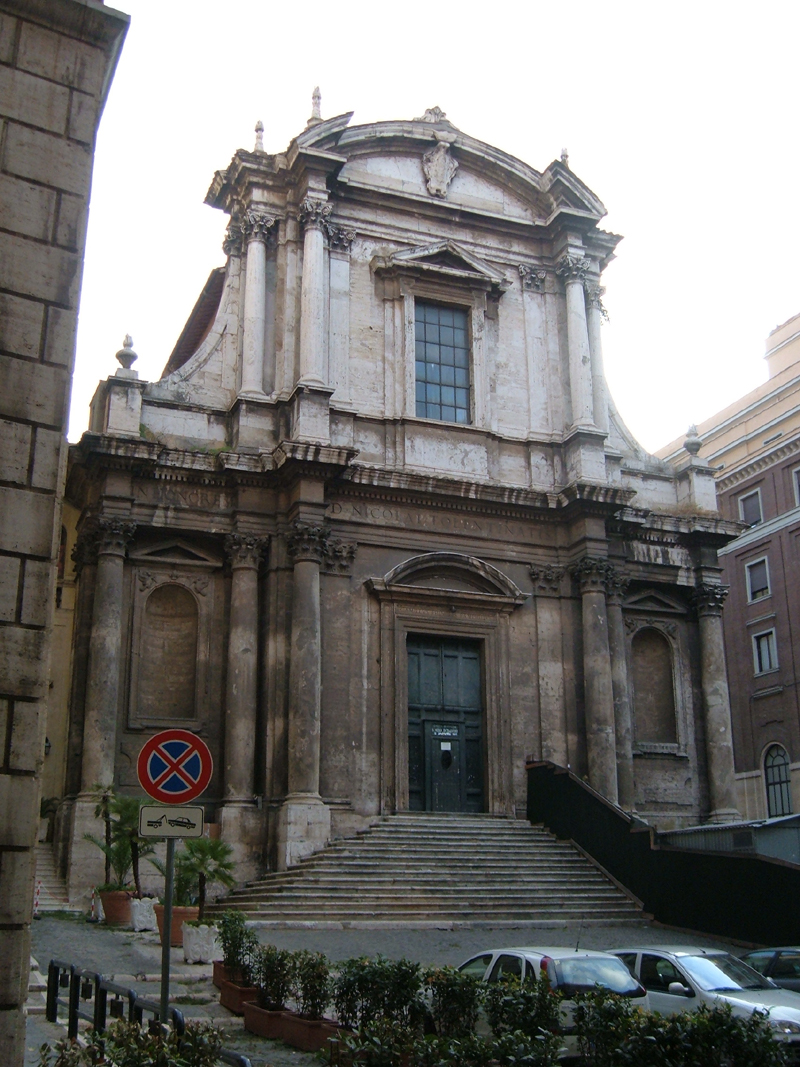
La chiesa di San Nicola da Tolentino

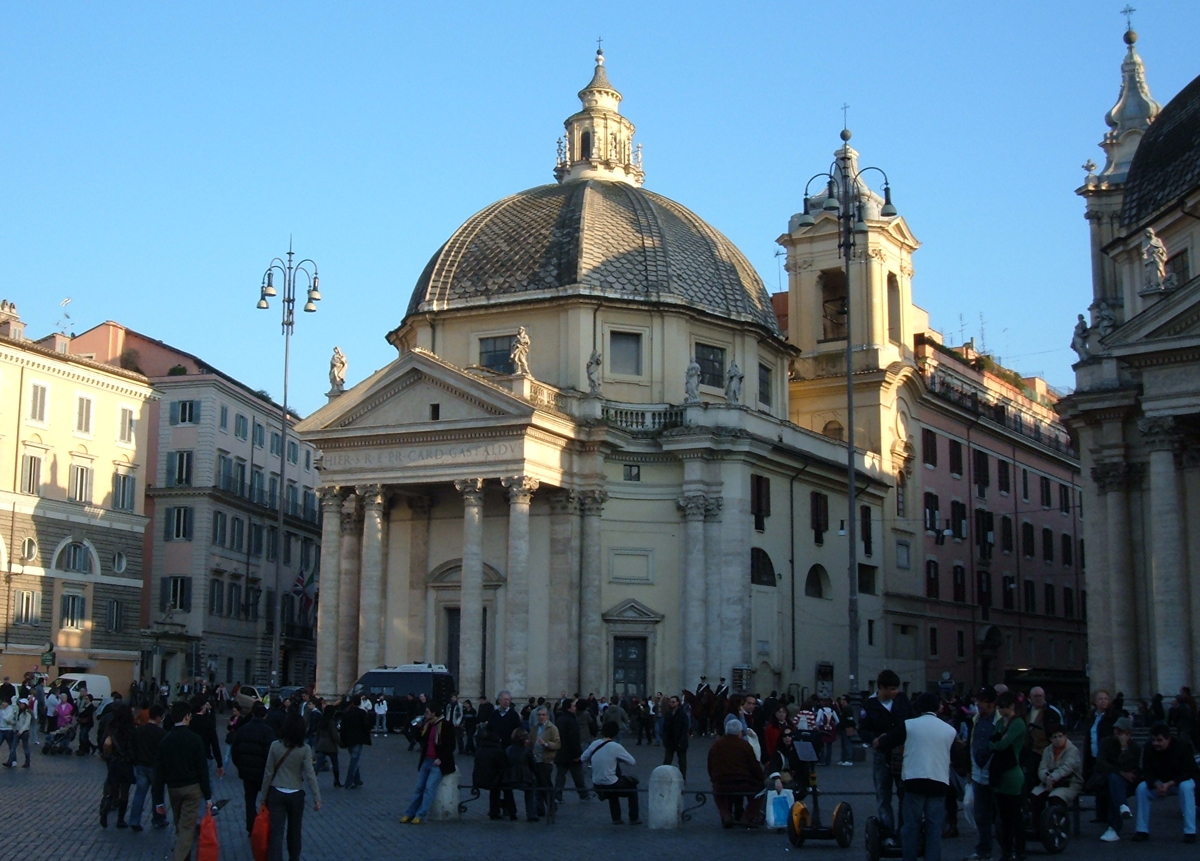
La basilica di Santa Maria in Montesanto presso la piazza del Popolo

- Chiesa di San Giovanni Battista all'Osteria del Curato[33]
- Chiesa di Sant'Ambrogio della Massima[16]
- Chiesa di Sant'Urbano alla Caffarella[9]
- Chiesa di San Paolo alle Tre Fontane (1601)[21]
- Oratorio di Sant'Andrea al Celio (1602)[13]
- Chiesa di San Giacomo in Augusta (1602)[17]
- Chiesa di Santa Susanna alle Terme di Diocleziano (1603)[5]
- Chiesa del Santissimo Sudario dei Piemontesi (1605)[16]
- Chiesa di Santa Maria della Consolazione al Foro Romano (1606)[16]
- Oratorio di San Francesco Saverio (1607)[17]
- Chiesa di Santa Maria della Neve al Colosseo (1607)[5]
- Chiesa dei Santi Gioacchino e Anna alle Quattro Fontane (1607)[5]
- Chiesa di Santo Stefano del Cacco (1607)[17]
- Chiesa di Santa Maria della Scala (1610)[14]
- Chiesa dello Spirito Santo dei Napoletani (1619)[16]
- Chiesa di Santa Maria della Vittoria (1620)[5]
- Basilica dei Santi Ambrogio e Carlo al Corso (1612)[17]
- Chiesa di Santa Maria del Pianto ai Catinari (1612)[16]
- Chiesa di San Callisto (1613)[14]
- Chiesa di San Paolo alla Regola (1613)[16]
- Basilca minore di San Sebastiano fuori le mura (1613)[9]
- Chiesa di Santa Maria in Vallicella (1614)[16]
- Chiesa di Santa Rita da Cascia alle Vergini (1615)[17]
- Chiesa della Santissima Trinità dei Pellegrini (1616)[16]
- Oratorio del Santissimo Sacramento e delle Cinque Piaghe (1617)[16]
- Chiesa di Santa Croce alla Lungara (1619)[14]
- Chiesa dei Santi Biagio e Carlo ai Catinari (1620)[16]
- Chiesa di Santa Maria della Pietà al Colosseo (1622)[13]
- Chiesa di Santa Maria del Carmine (1623)[17]
- Chiesa di San Giovanni della Pigna (1624)[17]
- Chiesa di San Sebastiano al Palatino (1624)[16]
- Santi Benedetto e Scolastica all'Argentina (1625)[17]
- San Bernardino in Panisperna (1625)[5]
- San Bonaventura al Palatino (1625)[16]
- San Crisogono in Trastevere (1626)[14]
- Sant'Ignazio di Loyola in Campo Marzio (1626)[17]
- San Pietro in Vaticano (1626)[24][25]
- Sant'Egidio (1630)[14]
- San Francesco di Paola ai Monti (1630)[5]
- Santa Maria Immacolata a via Veneto (1631)[5]
- Santi Urbano e Lorenzo a Prima Porta (1631, antica chiesa)[34]
- San Nicola dei Lorenesi (1632)[16]
- Santi Cosma e Damiano (1632)[17]
- Santi Andrea e Bartolomeo (1636)
- Santa Anastasia al Palatino (1636)[16]
- Santa Maria delle Piante (Domine Quo Vadis?) (1637)[9]
- Santa Maria del Carmelo in Transpontina (1637)[20]
- Santa Lucia in Selci (1638)[13]
- San Salvatore in Campo (1639)[16]
- San Giovanni Calibita (1640)[16]
- San Carlo alle Quattro Fontane (1641)[5]
- Santa Maria dell'Umiltà (1641)[17]
- Santa Maria in Publicolis (1643)[16]
- San Giacomo alla Lungara (1644)[14]
- Sant'Andrea della Valle (1650)[16]
- San Giovanni Battista a Cesano (1650)[18][19]
- Santa Maria in Portico in Campitelli (1650)[16]
- Santi Vincenzo e Anastasio a Trevi (1650)[17]
- Sant'Agnese in Agone (1652)[16]
- San Nicola da Tolentino agli Orti Sallustiani (1654)[5]
- San Girolamo della Carità a Via Giulia (1654)[16]
- Santa Maria dei Sette Dolori (1655)[14]
- San Lorenzo in Fonte (1656)[5]
- Santa Maria Immacolata della Concezione (1656)
- Sant'Ivo alla Sapienza (1660)[16]
- Santa Prisca (1660)[14]
- Santa Maria in Via Lata (1662)[17]
- Sant'Andrea delle Fratte (1662)[17]
- Santi Domenico e Sisto (1663)[5]
- San Giuseppe dei Falegnami al Foro Romano (1663)[17]
- San Tommaso in Formis all'Arco di Dolabella (1663)[13]
- Santi Luca e Martina (1664)[17]
- Re Magi (1664)
- Santi Ildefonso e Tommaso da Villanova (1667)[17]
- Santa Maria della Visitazione e San Francesco di Sales (1669)
- Santa Maria in Via (1670)[17]
- Sant'Isidoro a Capo le Case (1672)[17]
- Santa Maria del Rosario della Divina Provvidenza (1674)[17]
- Santissimi Nomi di Gesù e Maria in Via Lata (1675)[17]
- San Giuliano dei Fiamminghi (1675)[16]
- San Francesco d'Assisi a Monte Mario (1676)[35]
- San Michele a Ripa (1676)
- Sant'Andrea al Quirinale (1678)[5]
- Santa Maria in Montesanto (1679)[17]
- Santa Margherita in Trastevere (1680)[14]
- San Basilio agli Orti Sallustiani (1682)[5]
- Santa Maria in Monterone (1682)[16]
- San Francesco d'Assisi a Ripa Grande (1685)[14]
- Santa Maria del Suffragio (1685)[16]
- Santa Maria della Concezione in Campo Marzio (1685)[17]
- San Pantaleo (1689)[16]
- Sant'Andrea apostolo (1690)
- Santa Maria (1693)[18][19]
- Santa Croce e San Bonaventura dei Lucchesi (1695)[17]
- San Marcello al Corso (1697)[17]

### XVIII secolo
- Santissima Annunziata[17]
- Sant'Anna dei Palafrenieri[24][25]
- Santa Brigida a Campo de' Fiori[16]

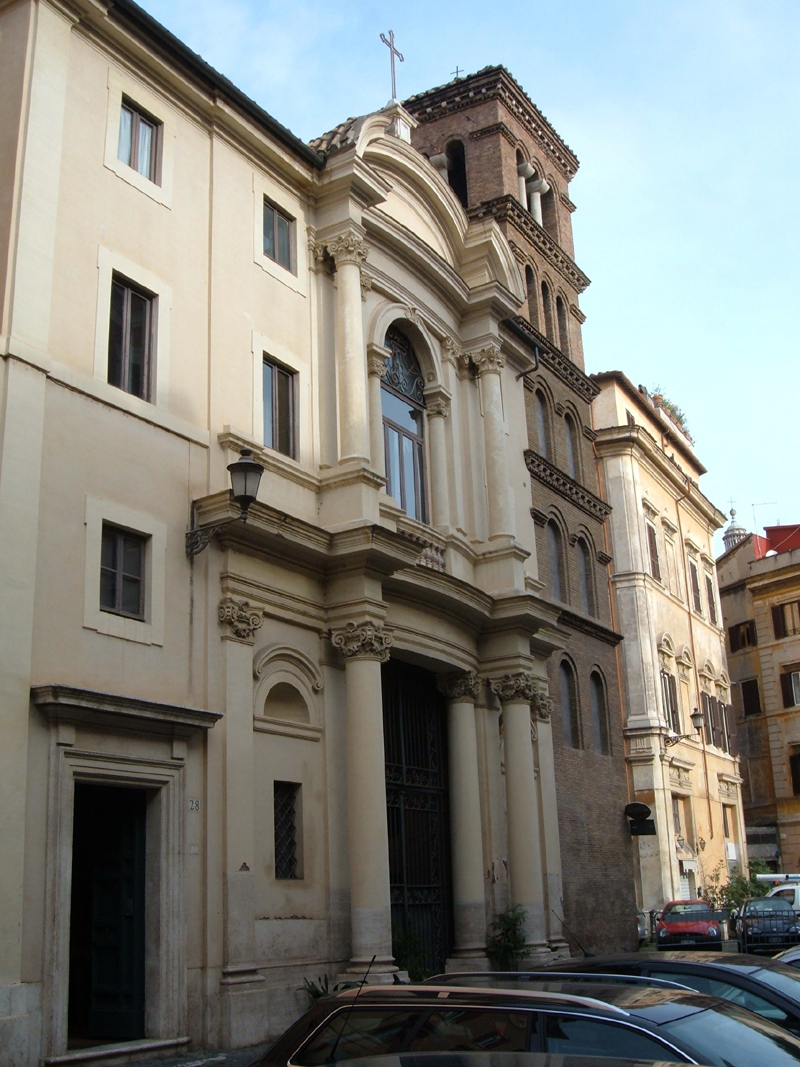
La chiesa di Santa Maria in Monticelli

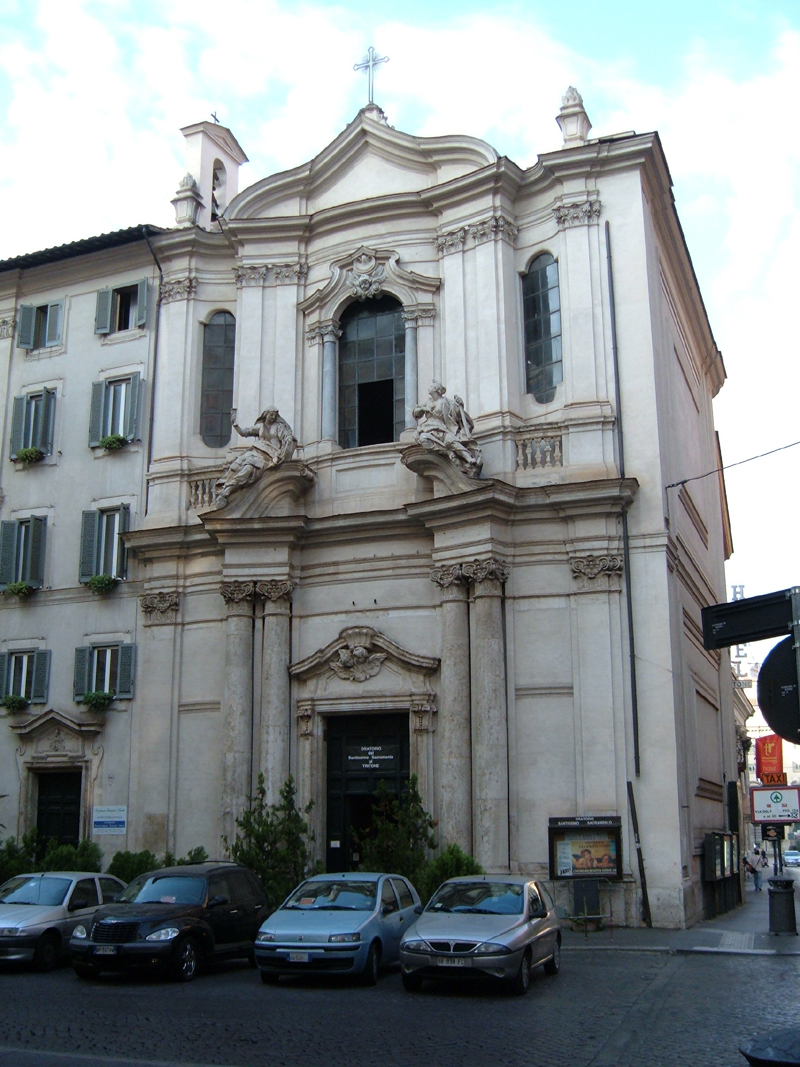
La chiesa del Santissimo Sacramento

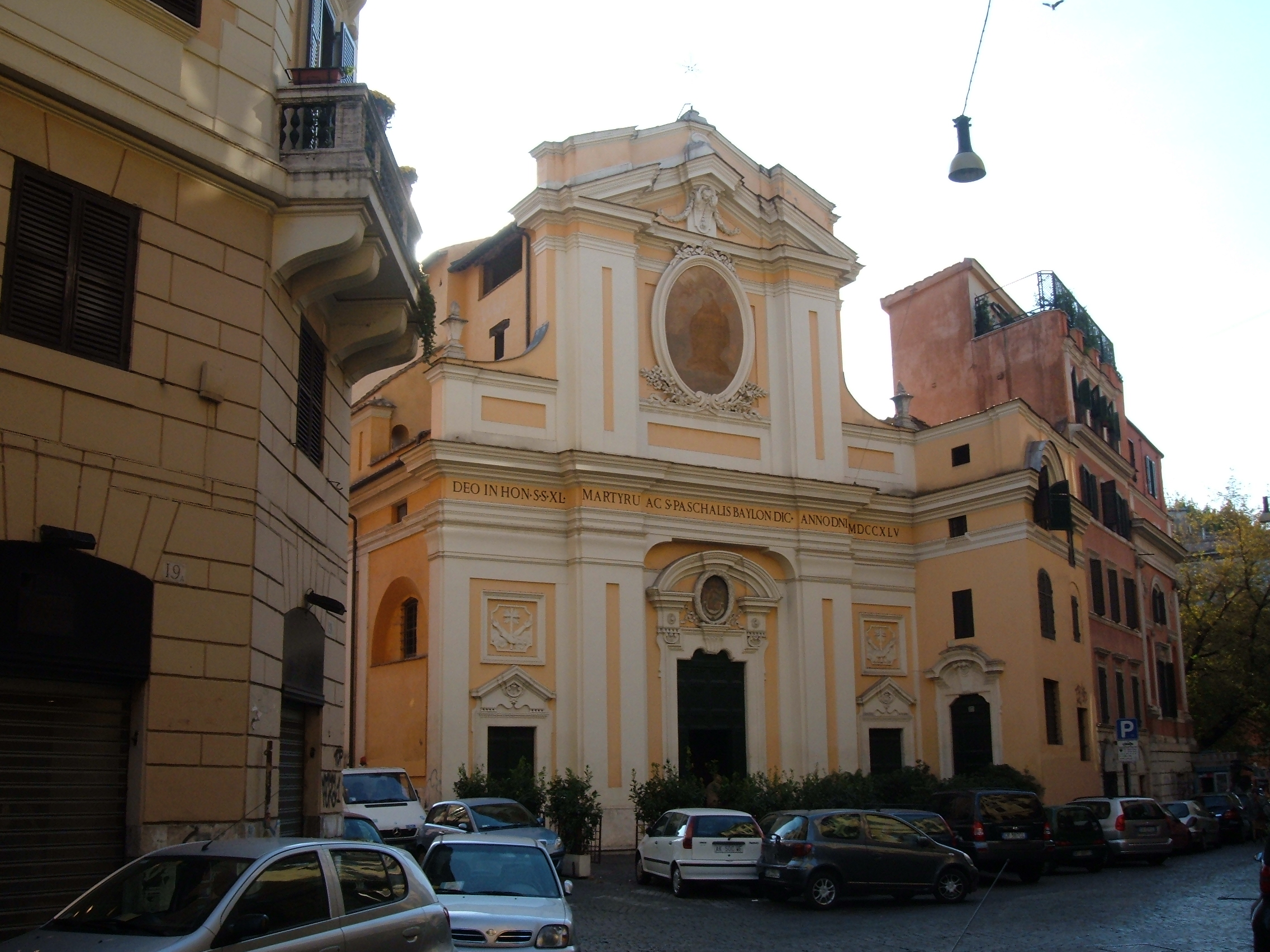
La chiesa dei Santi Quaranta Martiri e San Pasquale Baylon

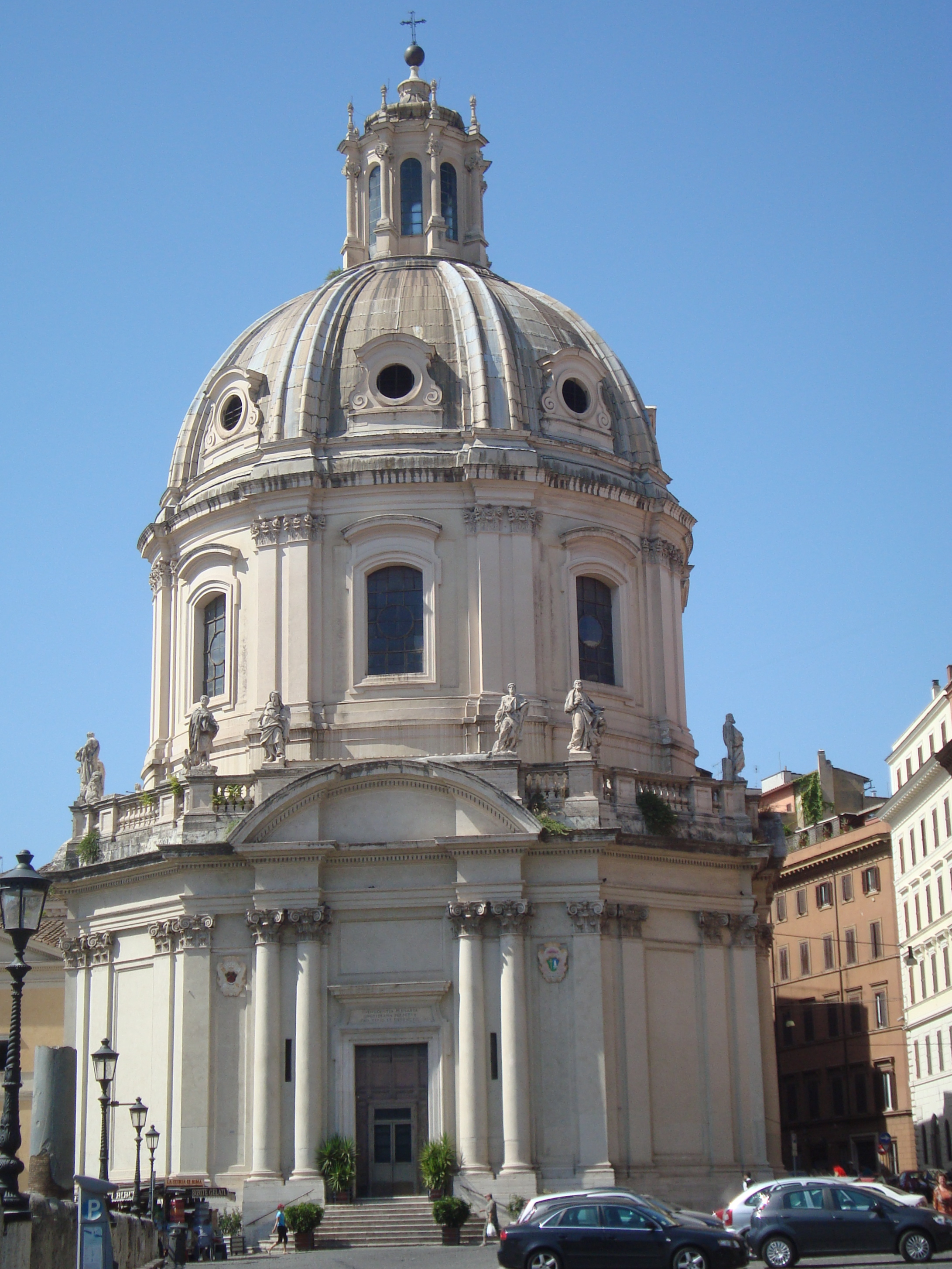
La chiesa del Santissimo Nome di Maria al Foro Traiano

- Sant'Andrea apostolo in Castel di Decima[36]
- Sante Rufina e Seconda a Porcareccina (1700)[18][19]
- San Giovanni in Laterano (1702)[13]
- Santi XII Apostoli (1702)[17]
- Santa Maria a San Vittorino (1703)[31][32]
- Santo Stefano degli Abissini (1706)[24][25]
- Sant'Agata in Trastevere (1711)[14]
- Santi Giovanni e Paolo al Celio (1715)[13]
- Santa Maria in Monticelli (1716)[16]
- Santa Maria delle Grazie alle Fornaci (1720)[30]
- Santissime Stimmate di San Francesco (1721)[17]
- Gesù Nazareno all'Argentina (1724)[16]
- Santi Maria e Gallicano (1725)
- Santa Maria sopra Minerva (1725)[17]
- Santa Maria del Rosario a Monte Mario (1726)[35]
- Sant'Agata dei Goti (1729)[5]
- San Nicola dei Prefetti (1730)[17]
- Santissimo Sacramento al Tritone (1730)[17]
- Santi Gioacchino e Anna ai Monti (1731)[13]
- Santa Maria della Quercia a Campo de' Fiori (1731)[16]
- San Giovanni Battista dei Fiorentini (1734)[16]
- San Giuseppe alla Lungara (1734)[14]
- Santa Maria Maddalena in Campo Marzio (1735)[17]
- Gesù Bambino all'Esquilino (1736)[13]
- San Giovanni Battista dei Genovesi (1737)[14]
- Santa Maria dell'Orazione e Morte (1737)[16]
- Santi Sergio e Bacco degli Ucraini (1741)[5]
- San Filippo Neri all'Olgiata (1744)[18][19]
- Madonna del Divino Amore (1745, antico santuario)[36]
- Santa Maria Annunziata in Borgo (1745)[20]
- Santi Claudio e Andrea dei Borgognoni (1746)[17]
- Santissima Trinità degli Spagnoli (1746)[17]
- Santi Quaranta Martiri e San Pasquale Baylon (1747)[14]
- Sant'Apollinare alle Terme Neroniane (1748)[16]
- San Salvatore alle Coppelle (1750)[16]
- Santi Bonifacio e Alessio all'Aventino (1750)[14]
- San Marco Evangelista al Campidoglio (1750)[17]
- Santissimo Nome di Maria al Foro Traiano (1751)[17]
- Santi Marcellino e Pietro al Laterano (1751)[13]
- Santi Silvestro e Dorotea in Trastevere (1756)[14]
- Santa Croce in Gerusalemme (1758)[13]
- Santa Caterina da Siena a Via Giulia (1760)[16]
- San Salvatore ai Monti (1762)[5]
- Santissimo Sacramento al Laterano (1765)
- San Benedetto Giuseppe Labre ai Monti (1783)
- Santa Maria Immacolata a Villa Borghese (1792)[29]
- Madonna dell'Arco Oscuro (1797)
- Santa Maria in Aracoeli (1799)[17]

### XIX secolo

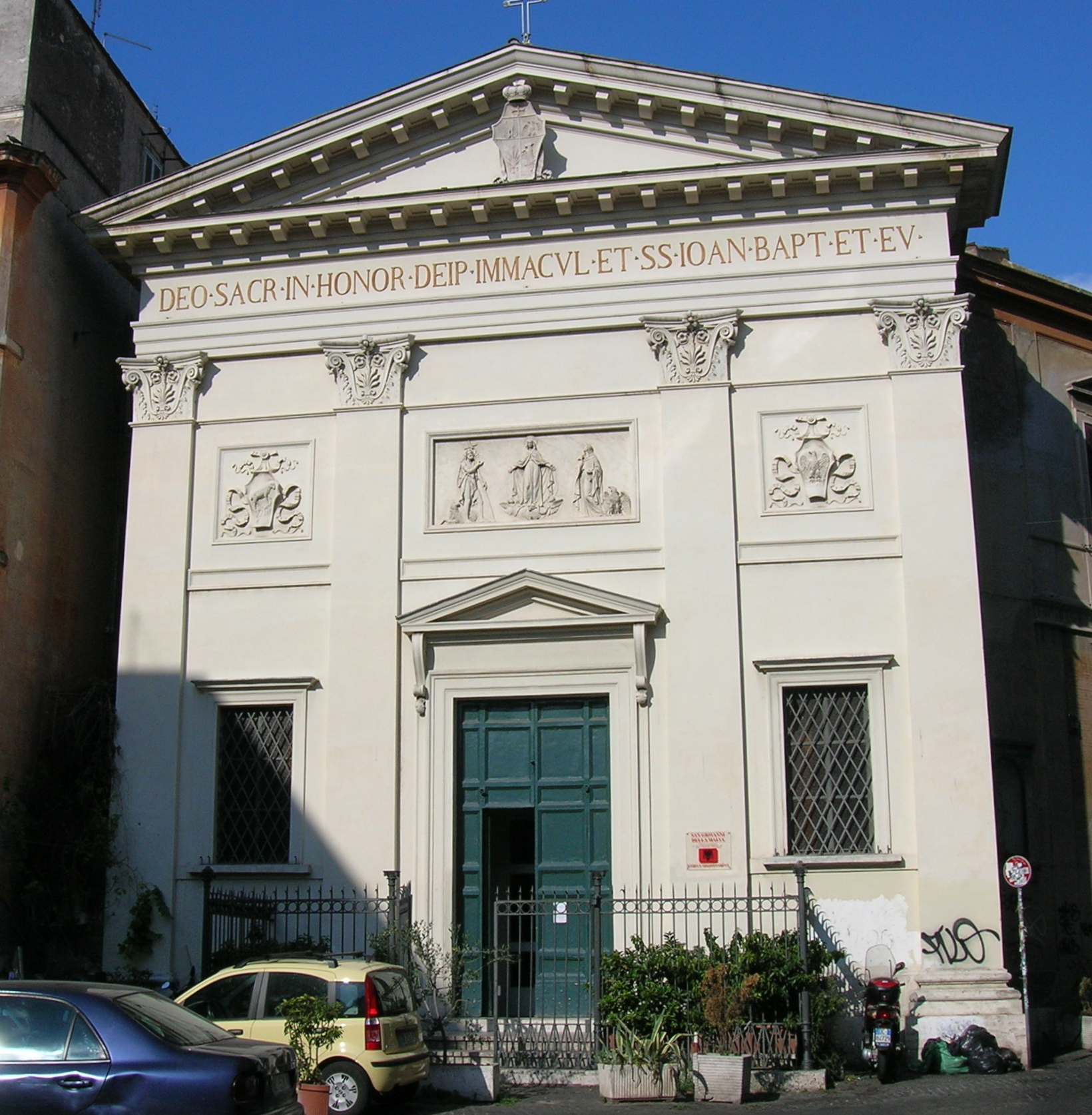
La chiesa di San Giovanni della Malva in Trastevere

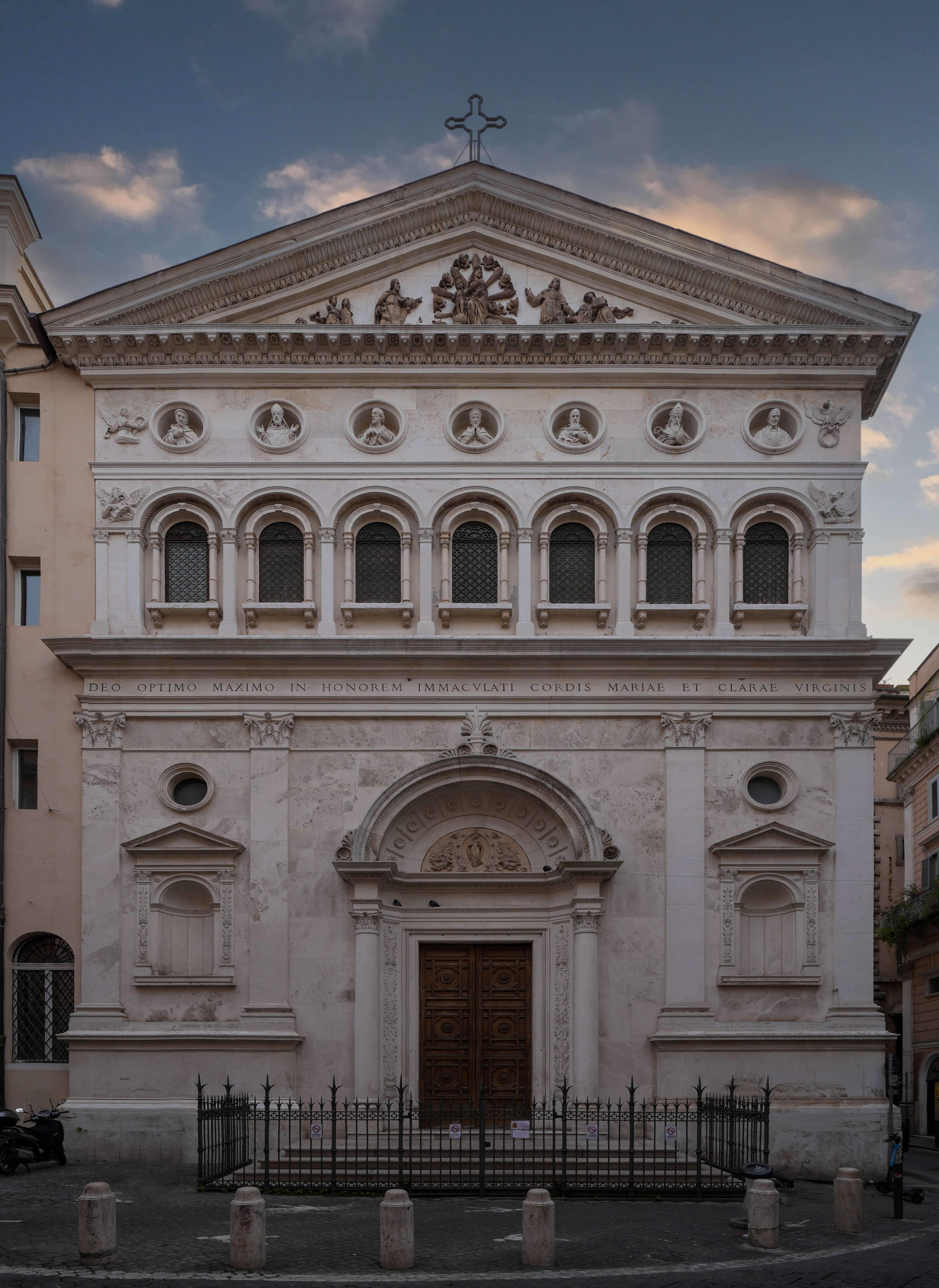
La chiesa di Santa Chiara

- Sant'Ignazio di Loyola alla Storta[18][19]
- Sante Rufina e Seconda a Boccea (1700)[18][19]
- Santi Isidoro e Eurosia (1818)[37]
- Santa Maria Addolorata in Trastevere (1819)[14]
- Santa Maria Assunta al Gianicolo (1820)[14]
- San Lorenzo in Damaso (1820)[16]
- San Filippo Neri all'Esquilino (1829)[13]
- Santo Spirito a Castel di Guido (1841)[18][19]
- Sacro Cuore di Gesù a Villa Lante (1843)[14]
- San Francesco Saverio in Via Portuense (1848)[38]
- San Giovanni della Malva in Trastevere (1851)[14]
- Santa Maria dell'Archetto (1851)[17]
- San Paolo fuori le mura (1854)[37]
- Sant'Alfonso all'Esquilino (1859)[13]
- Santa Maria della Misericordia al Verano (1859)[39]
- Preziosissimo Sangue di Nostro Signore Gesù Cristo al Laterano (1860)[13]
- Natività di Nostro Signore Gesù Cristo (1862)[16]
- San Lorenzo fuori le mura (1864)[39]
- Sant'Antonio Abate all'Aventino (1878)[14]
- Santi Giorgio e Martiri inglesi[17]
- Sacro Cuore di Gesù al Castro Pretorio (1887)[5]
- Sacra Famiglia di Nazareth all'Esquilino (1888)[13]
- Sant'Antonio da Padova a Via Merulana (1888)[13]
- San Giuseppe ai Prati (1888)[20]
- Sant'Ivo dei Bretoni (1888)[16]
- Resurrezione di Nostro Signore Gesù Cristo (1889)[17]
- San Giovanni Battista de La Salle alla Piazza di Spagna (1889)[17]
- Santa Chiara (1890)[17]
- San Giuseppe di Cluny (1890)
- San Primitivo (1890)[31][32]
- San Marone (1890)[17]
- Corpus Domini (1893)[39]
- San Vincenzo de Paoli all'Aventino (1893)[14]
- Sant'Anselmo all'Aventino (1896)[14]
- San Gioacchino in Prati (1898)[20]
- Santissimo Rosario di Pompei (1898)
- Sant'Elena (1899)

### XX secolo
- Maria Santissima della Strada[18][19]

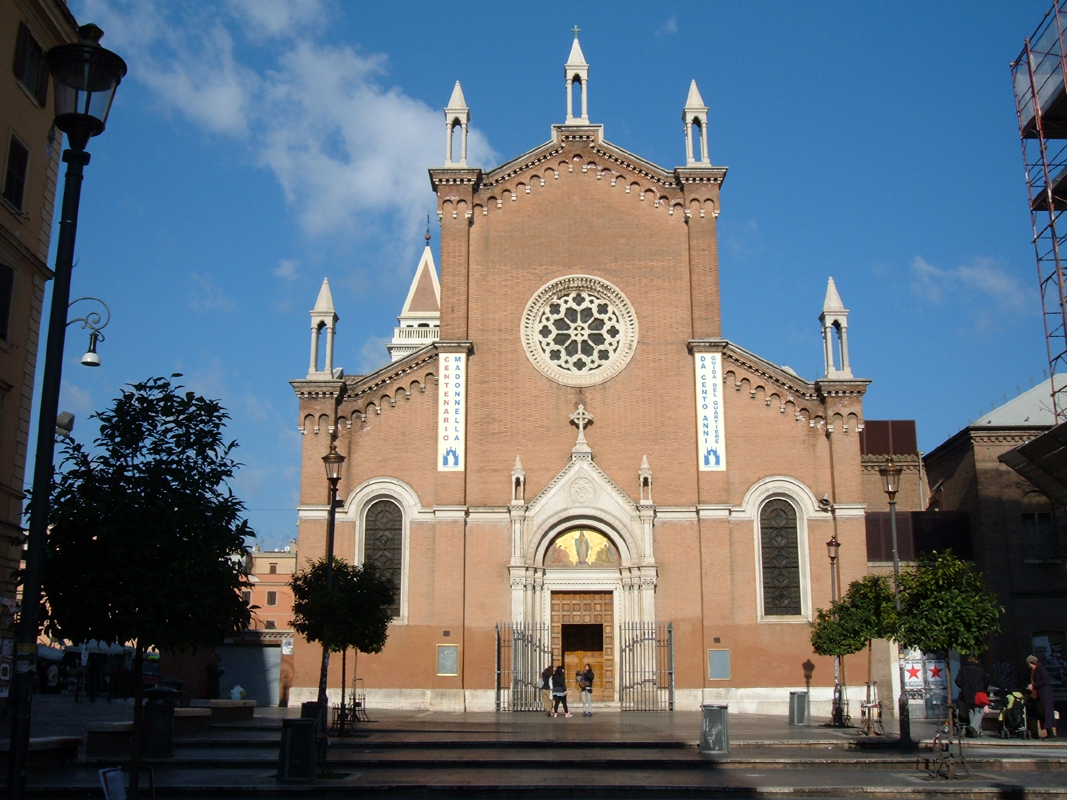
Chiesa di Santa Maria Immacolata e San Giovanni Berchmans

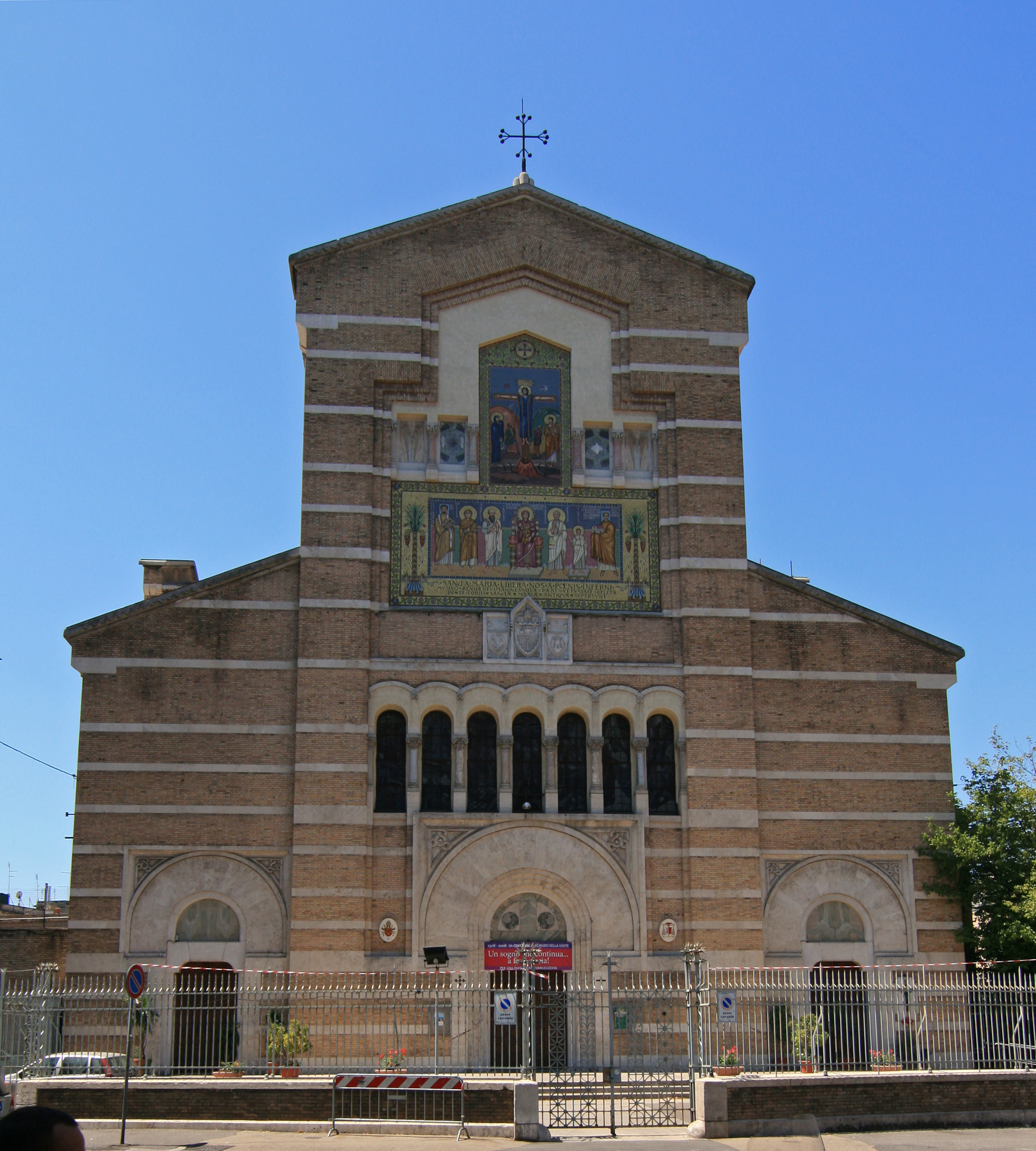
Chiesa di Santa Maria Liberatrice

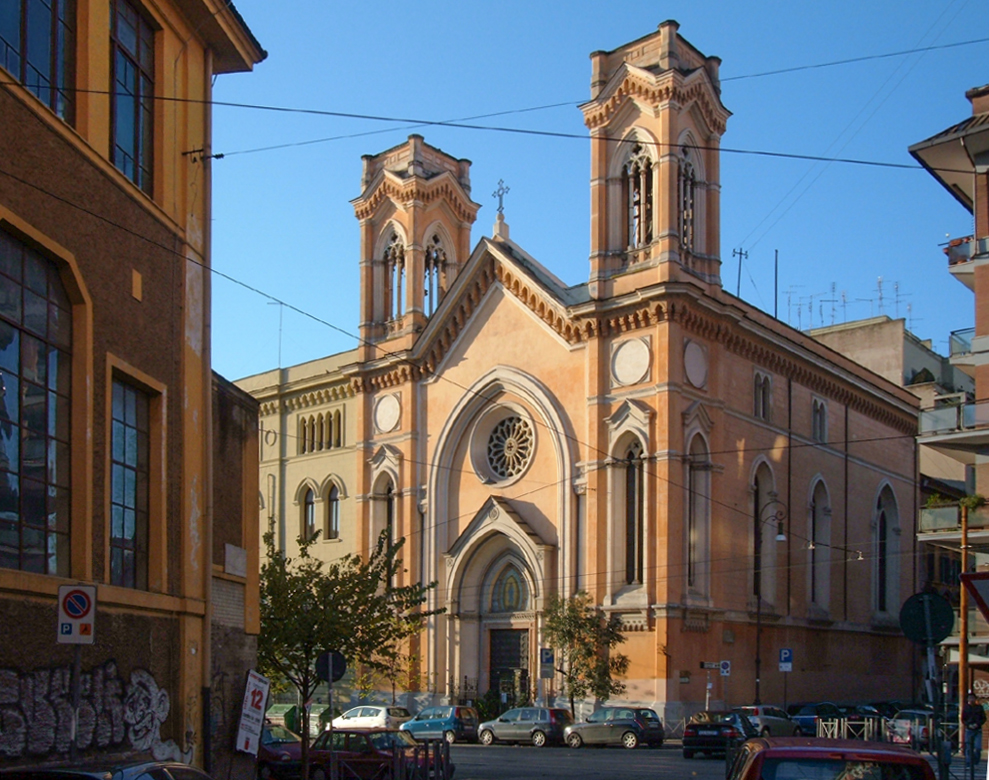
Chiesa di Santa Maria Immacolata all'Esquilino

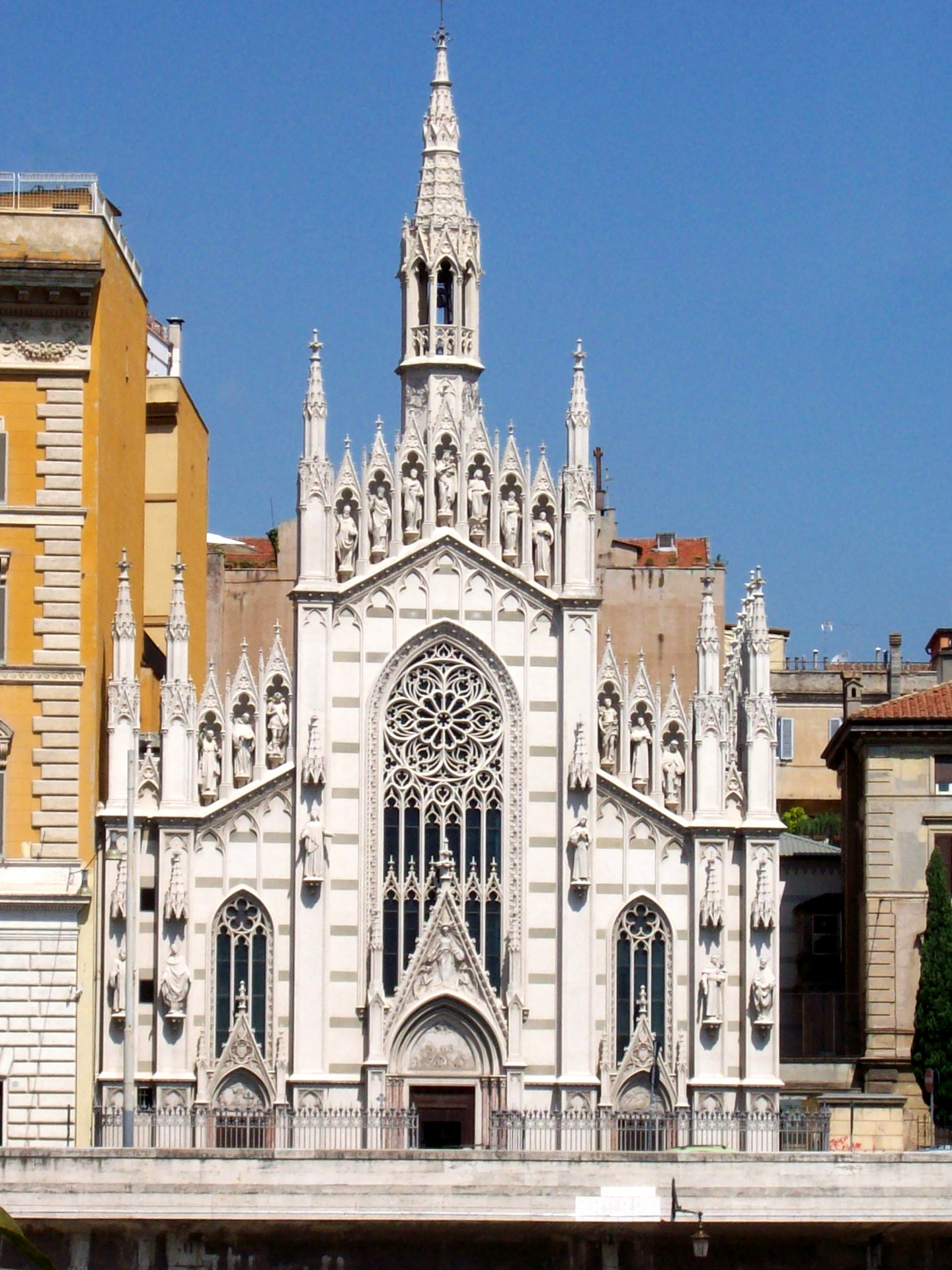
Chiesa del Sacro Cuore del Suffragio

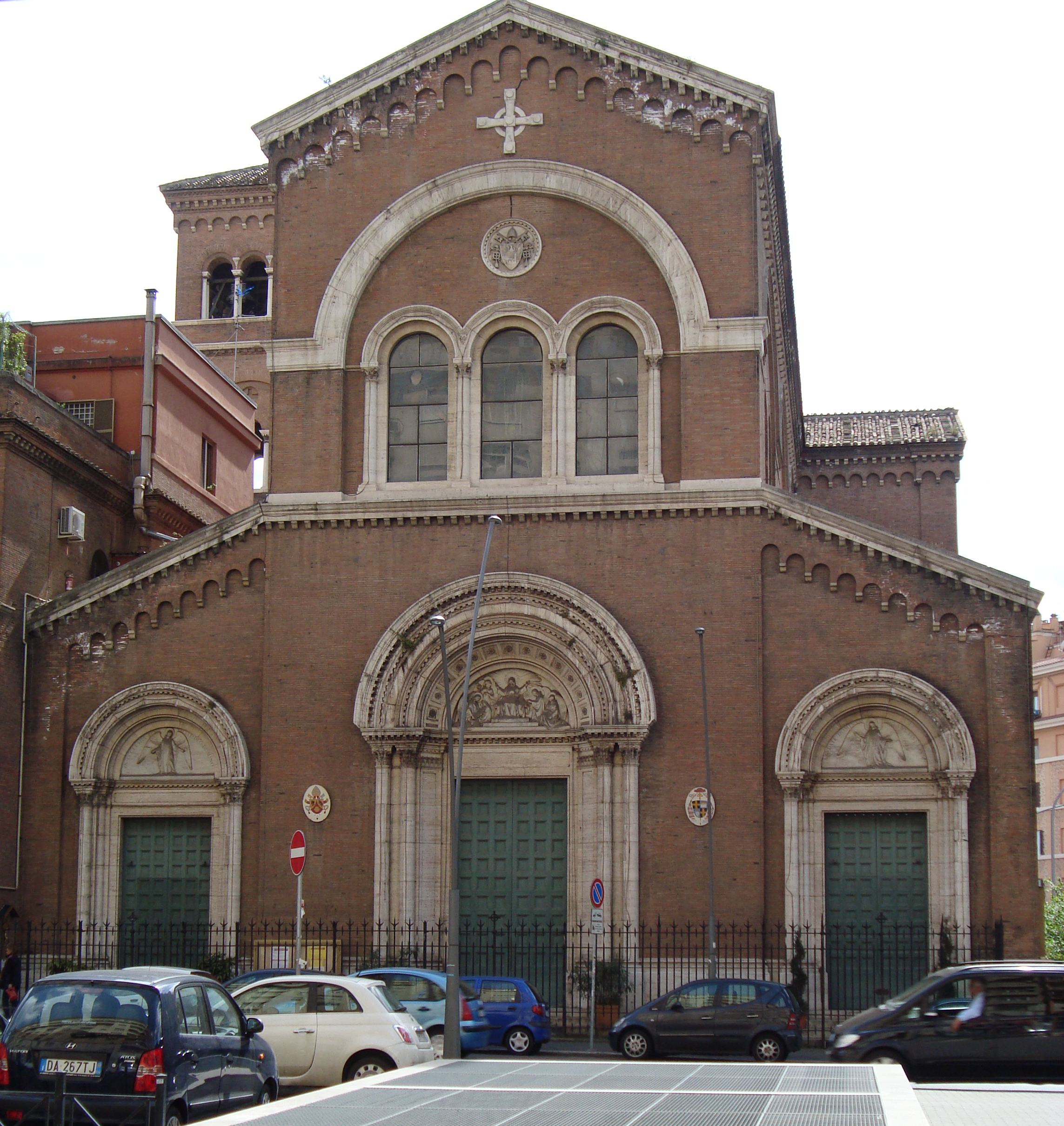
Chiesa di Ognissanti

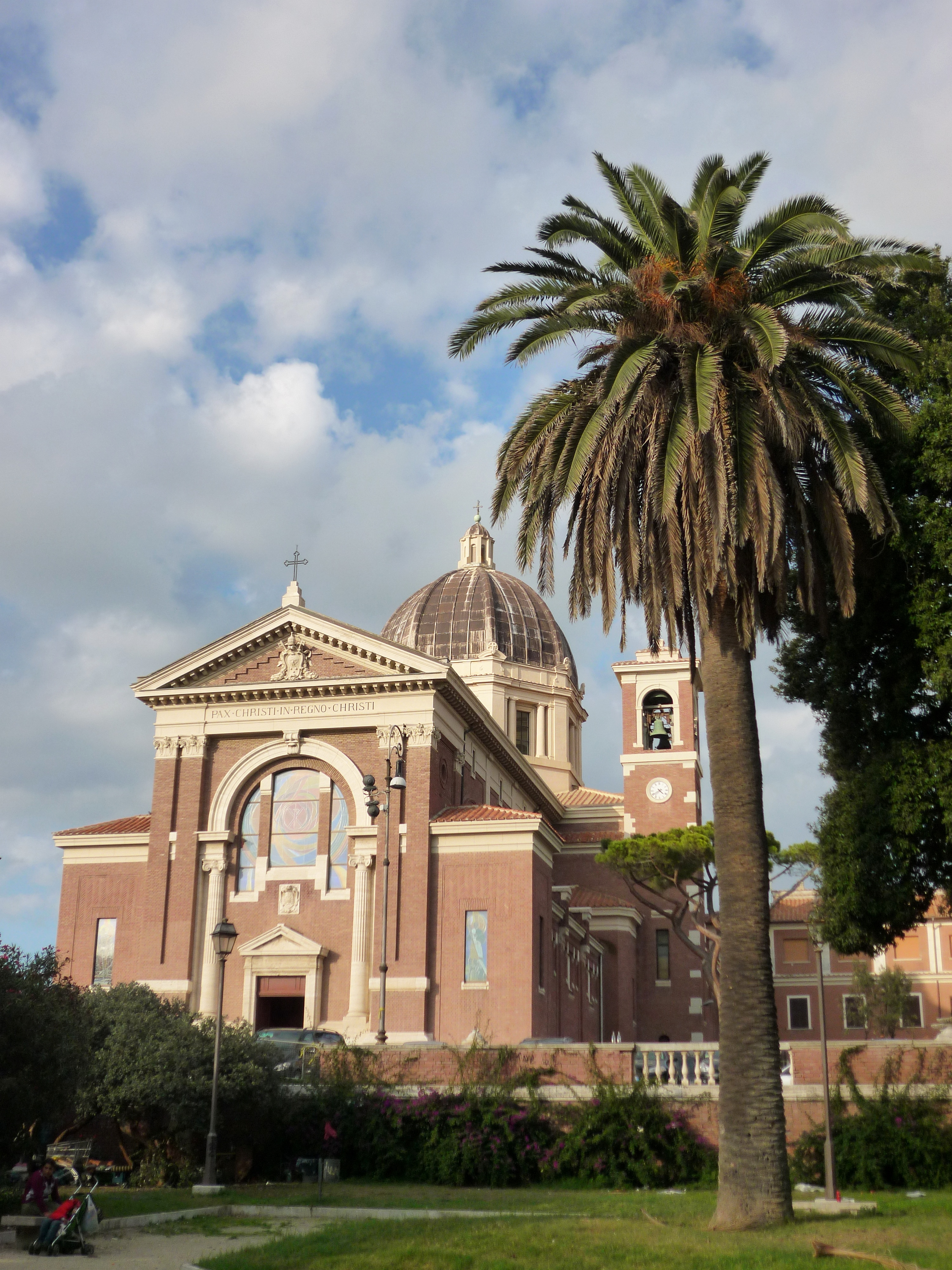
Chiesa di Santa Maria Regina Pacis

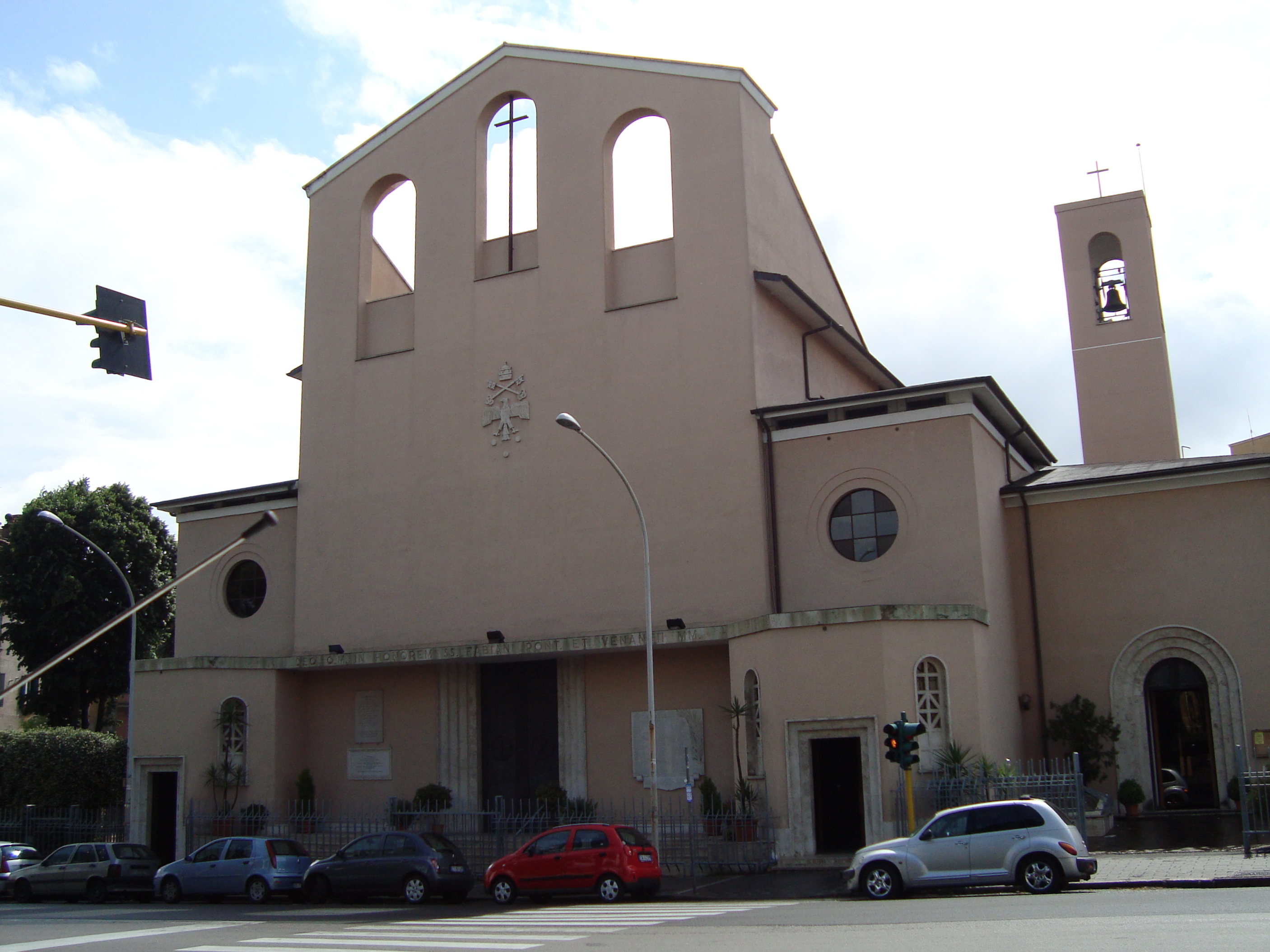
Chiesa dei Santi Fabiano e Venanzio

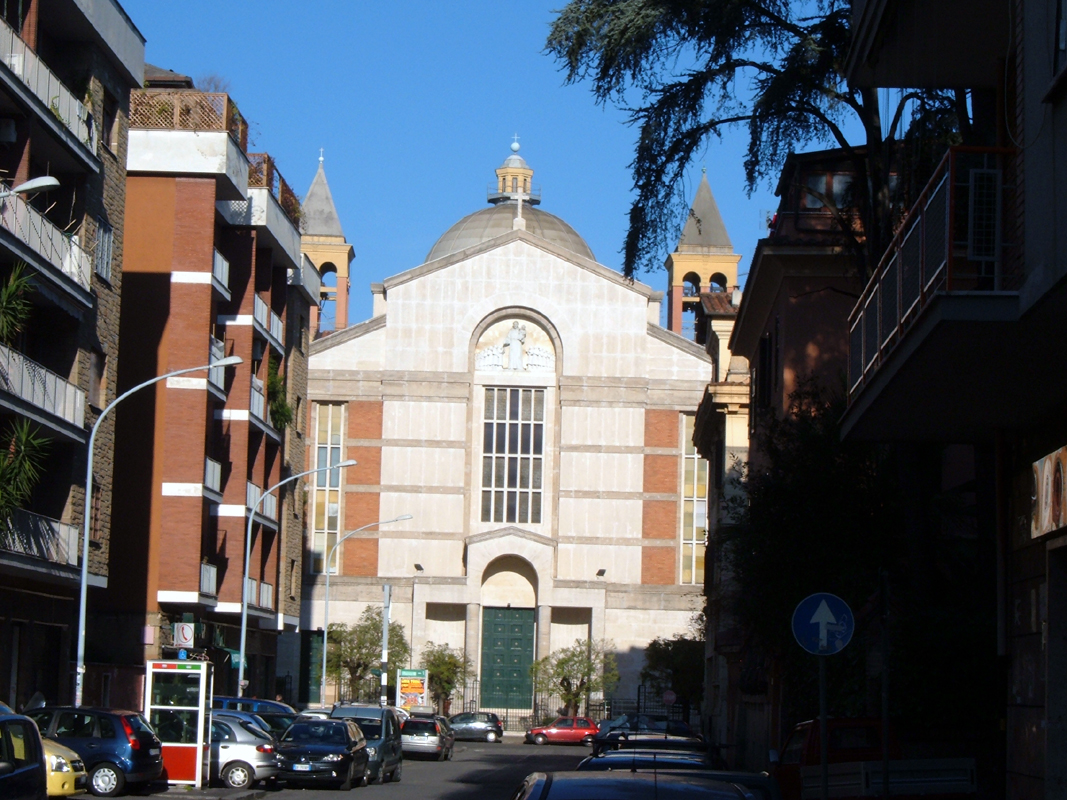
Chiesa di Sant'Antonio da Padova alla Circonvallazione Appia

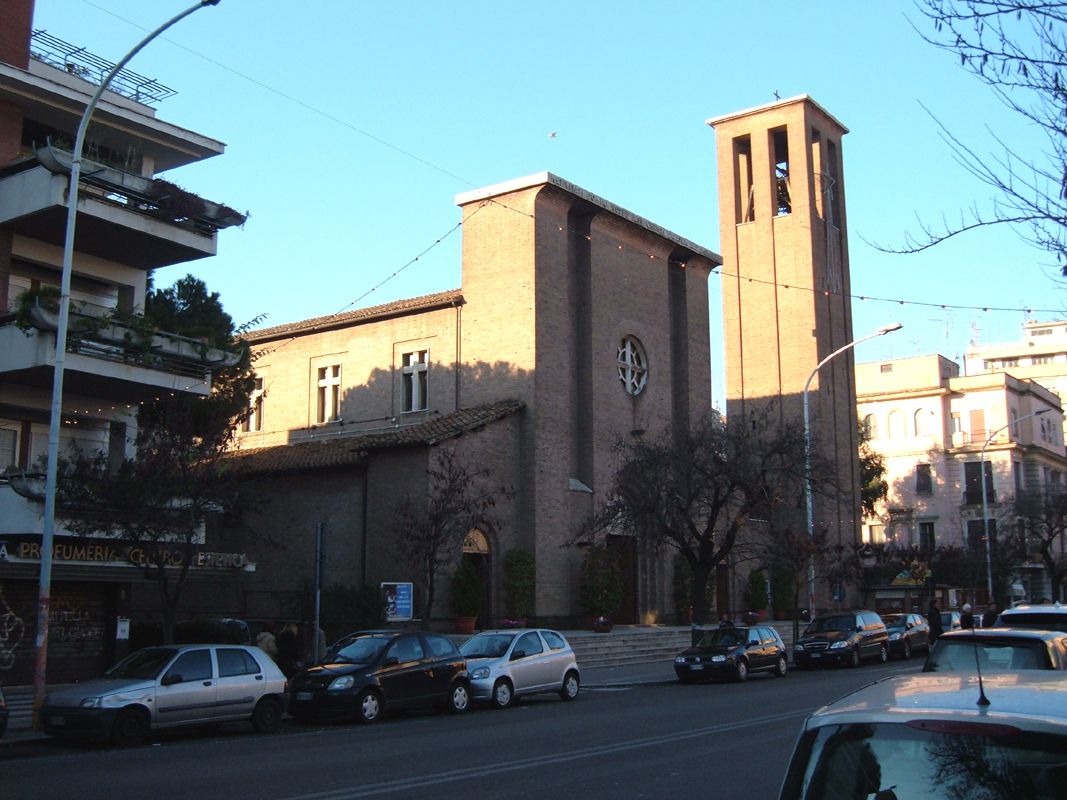
Chiesa della Natività di Nostro Signore Gesù Cristo

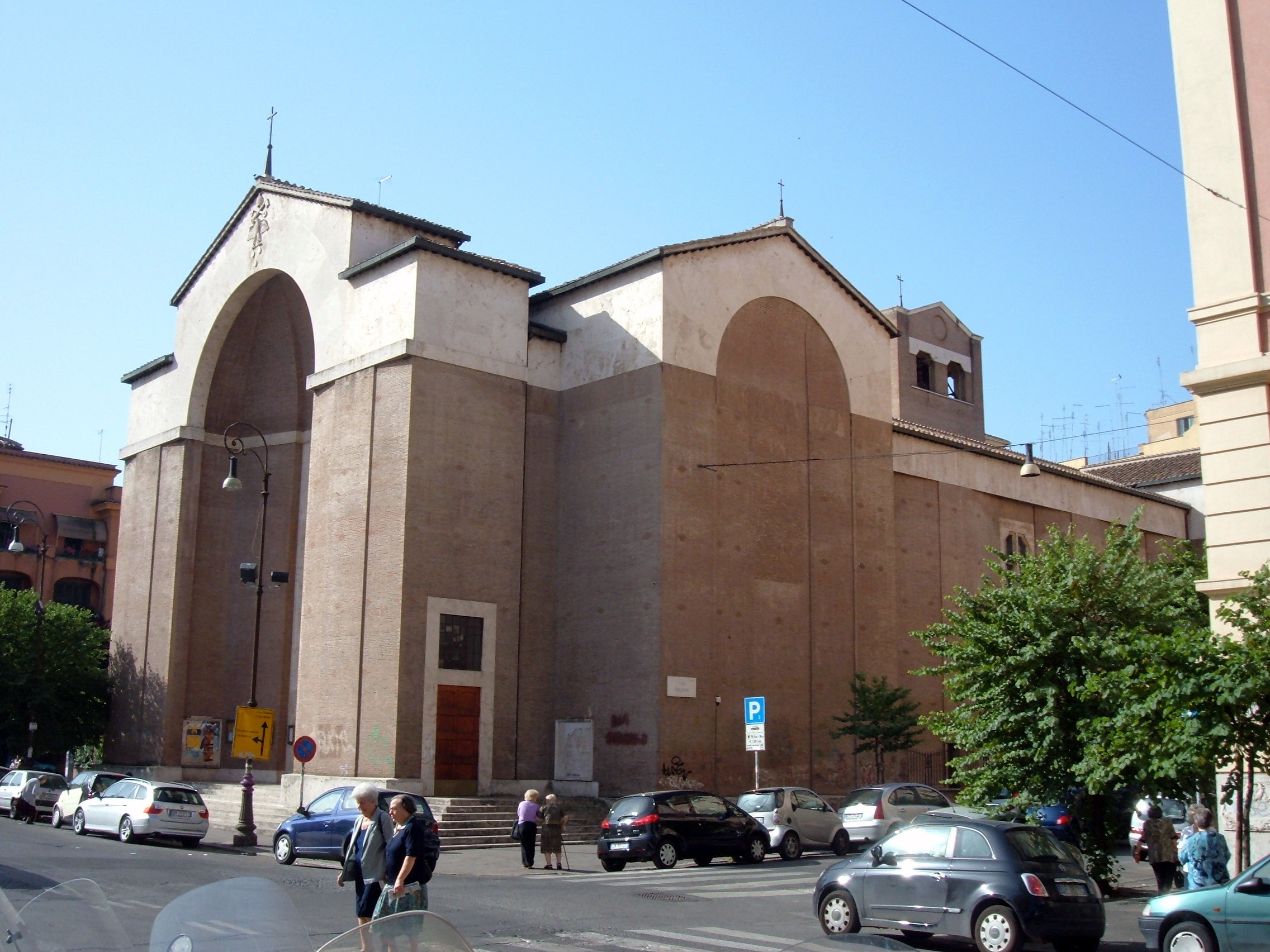
Chiesa di San Saturnino

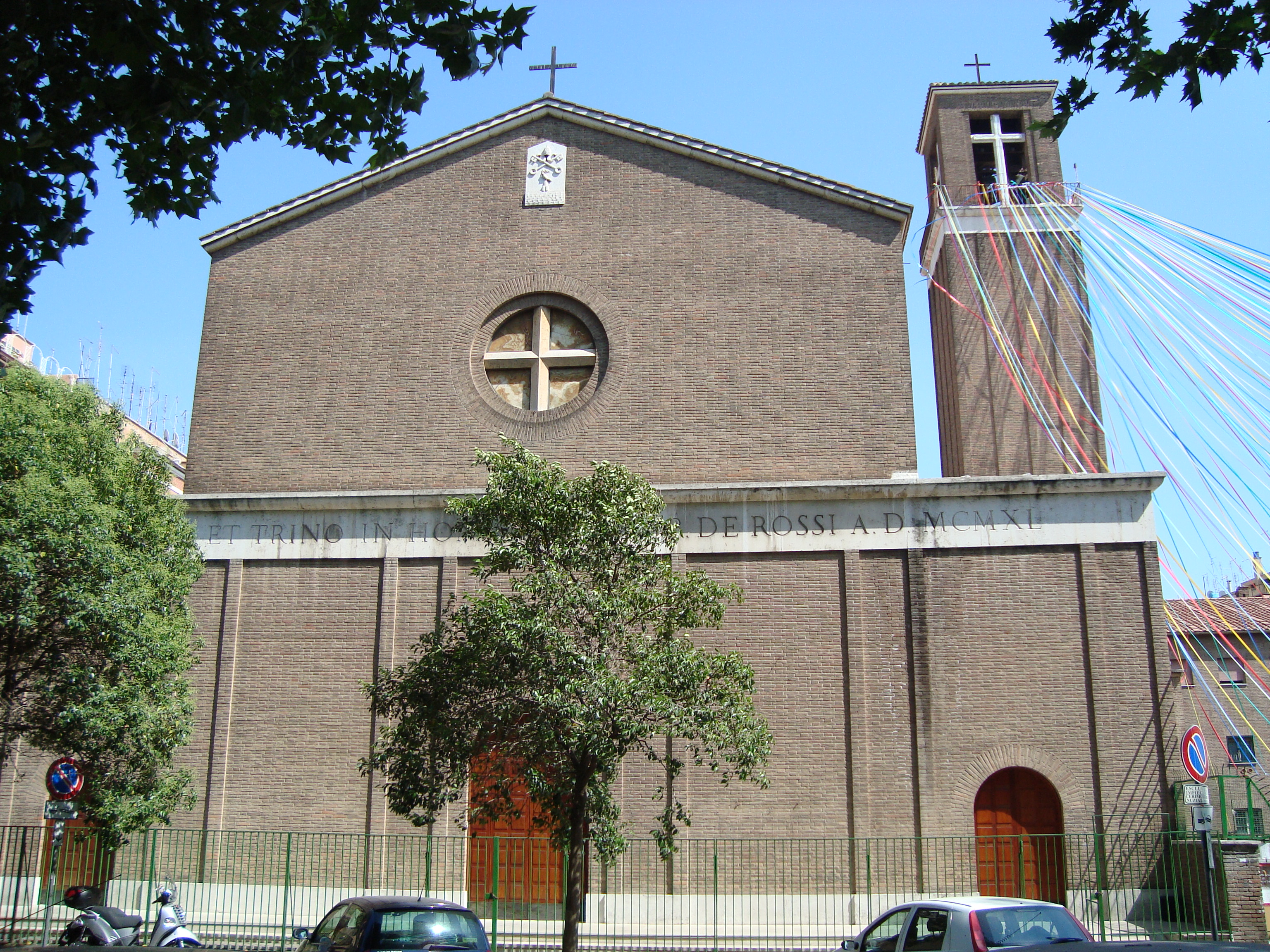
Chiesa di San Giovanni Battista de Rossi

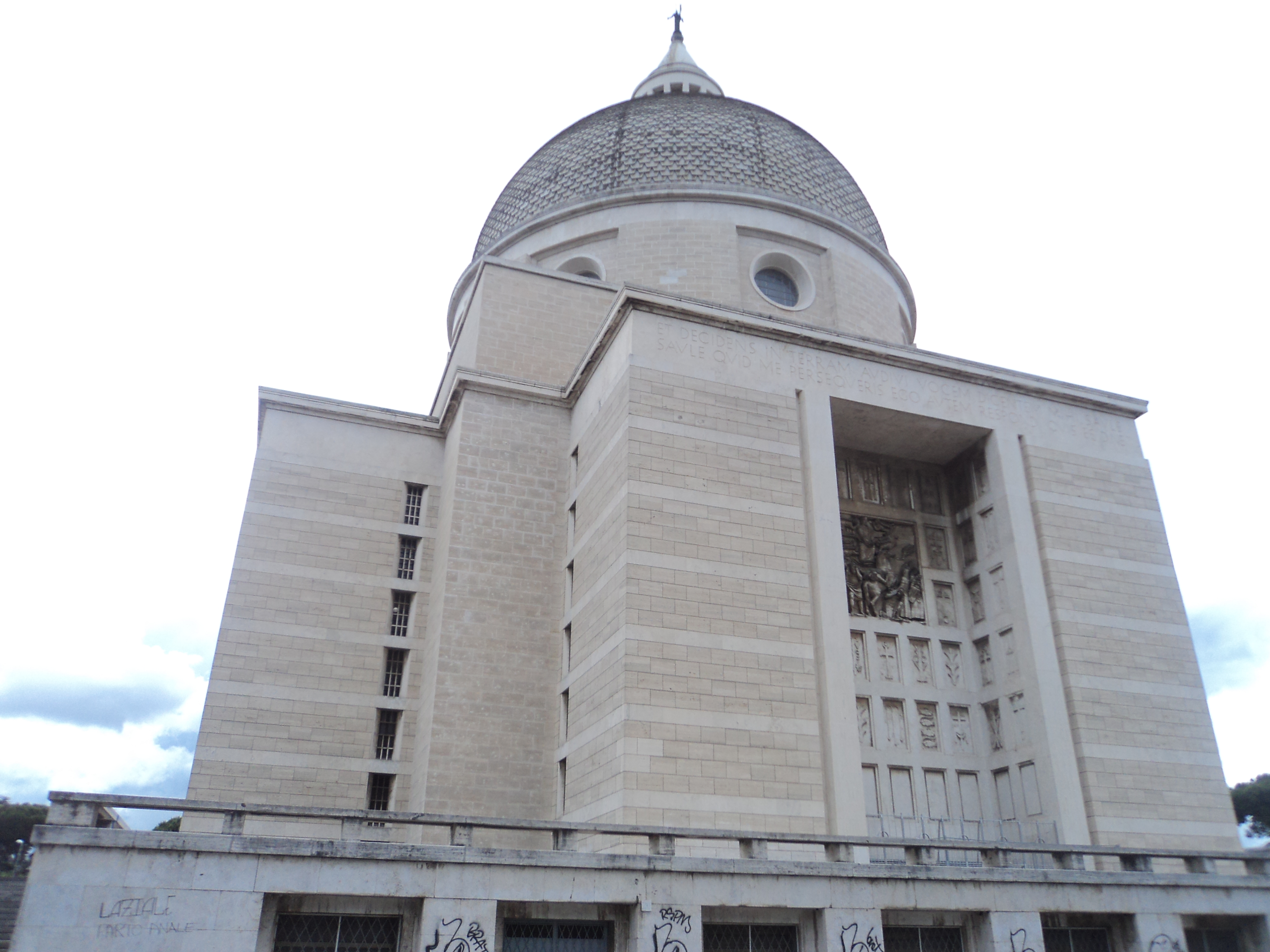
Basilica dei Santi Pietro e Paolo

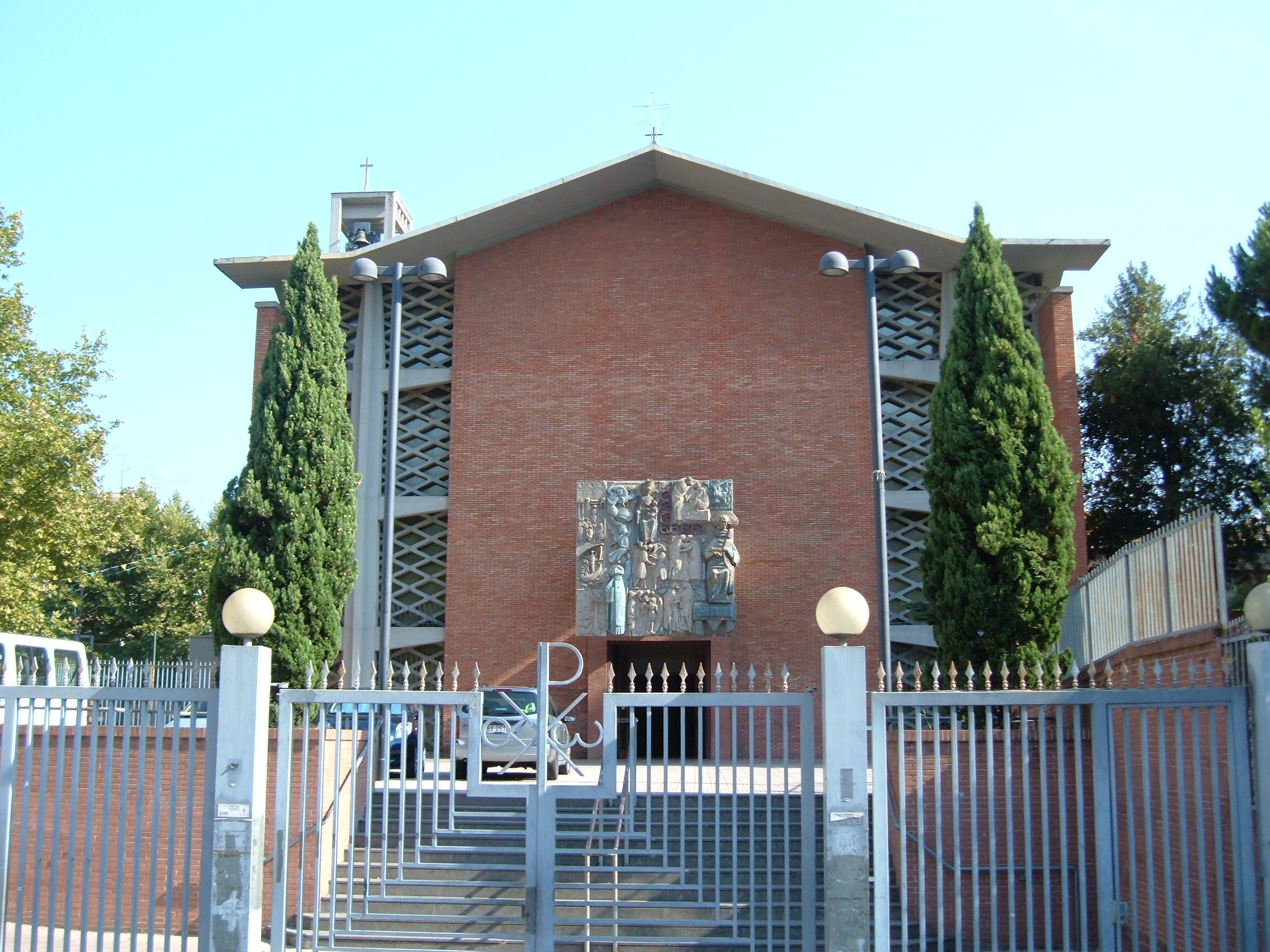
Chiesa di San Luca Evangelista

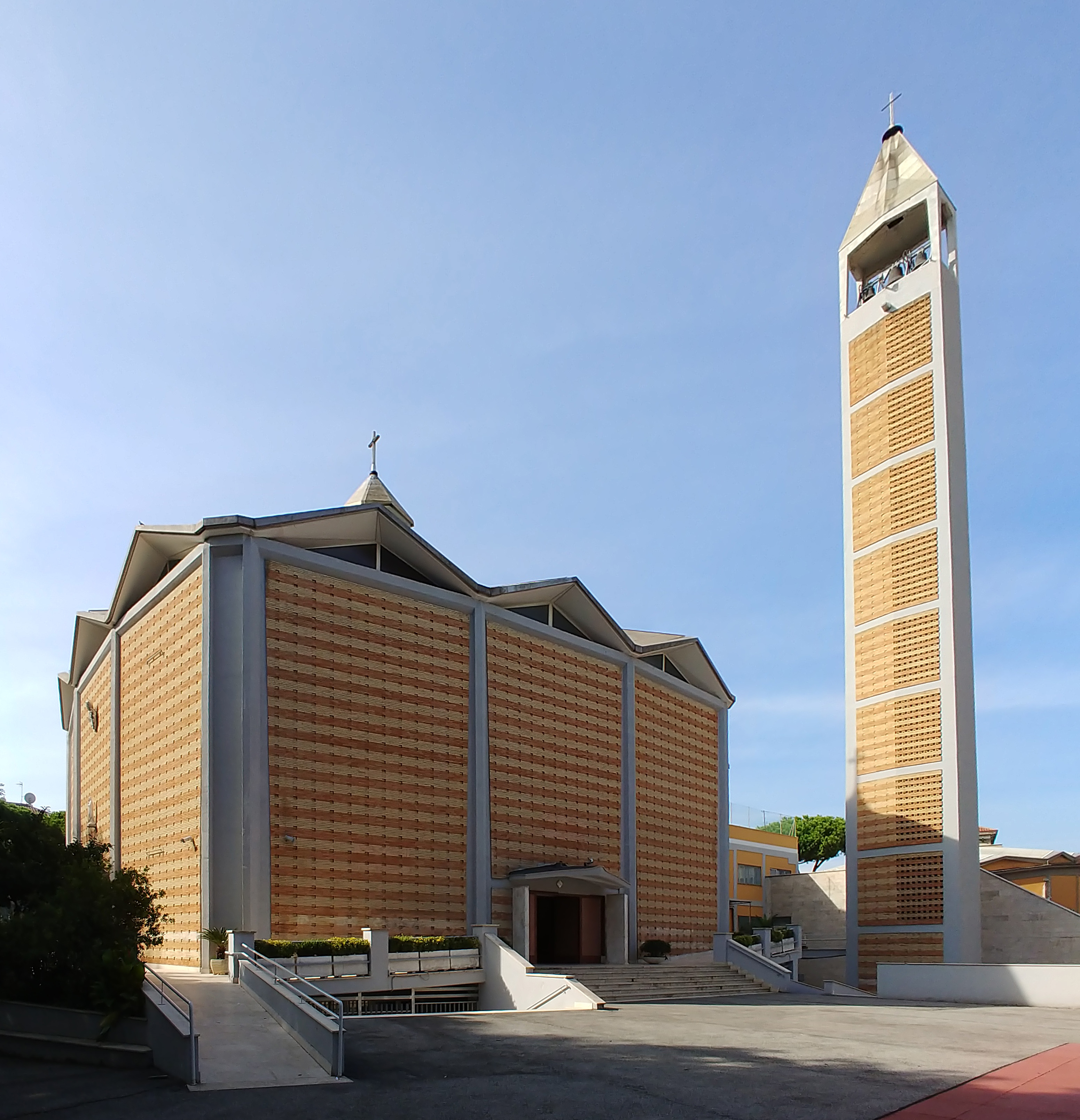
Chiesa di Nostra Signora di Lourdes a Tor Marancia

Basilica del Sacro Cuore Immacolato di Maria

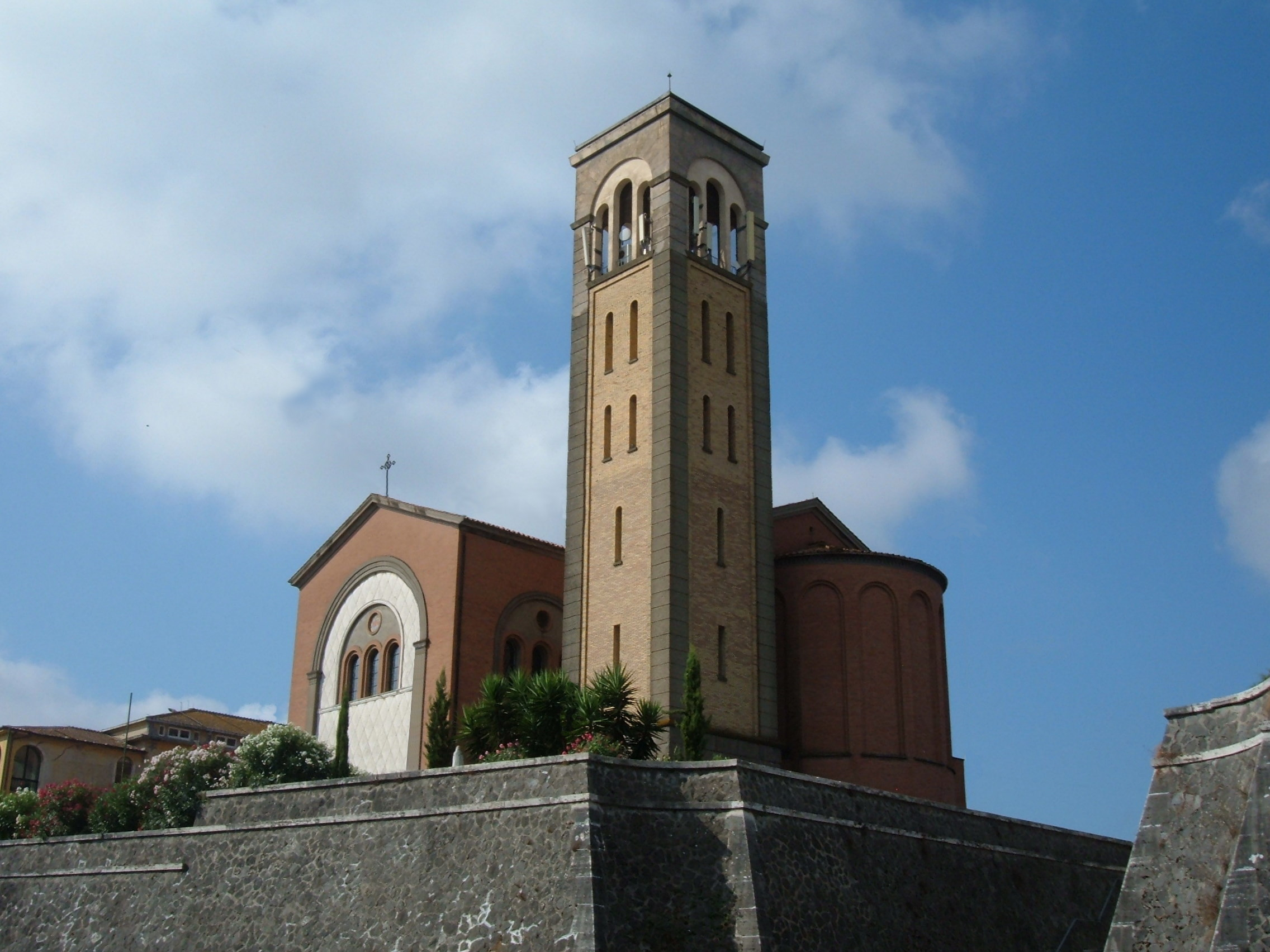
Cattedrale dei Sacri Cuori di Gesù e Maria

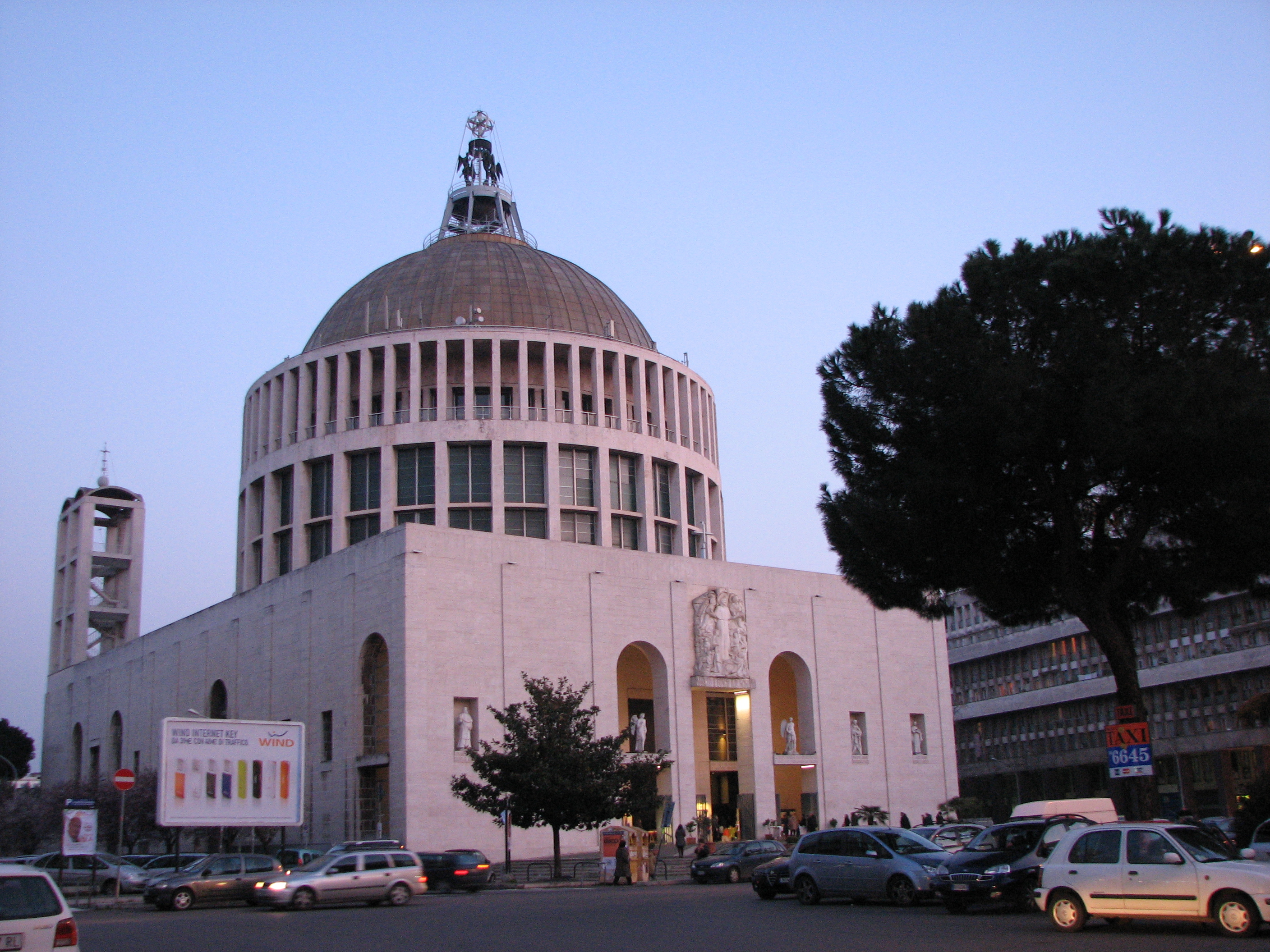
Basilica di San Giovanni Bosco

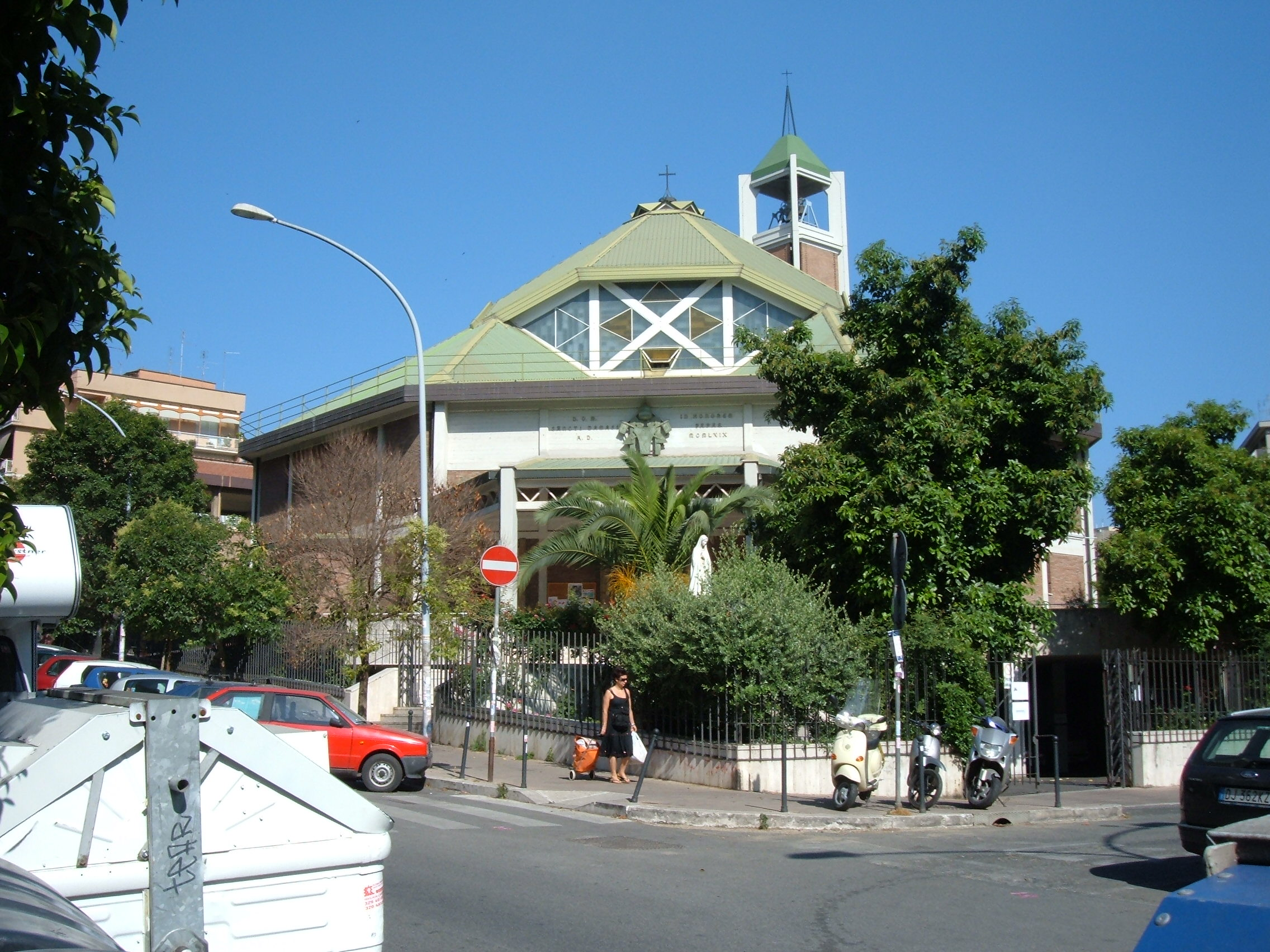
Chiesa di San Damaso

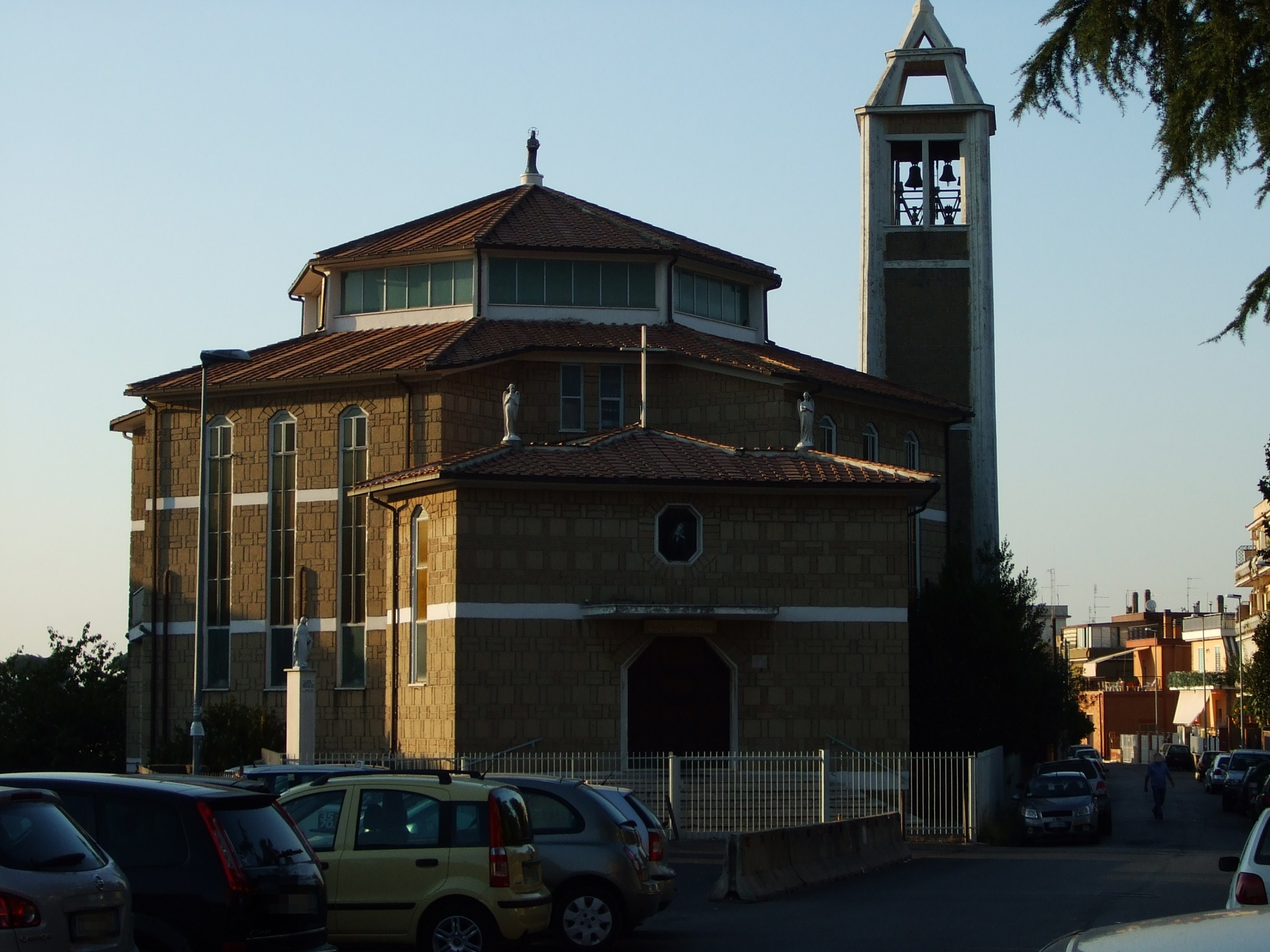
Chiesa di Santa Rita da Cascia a Casalotti

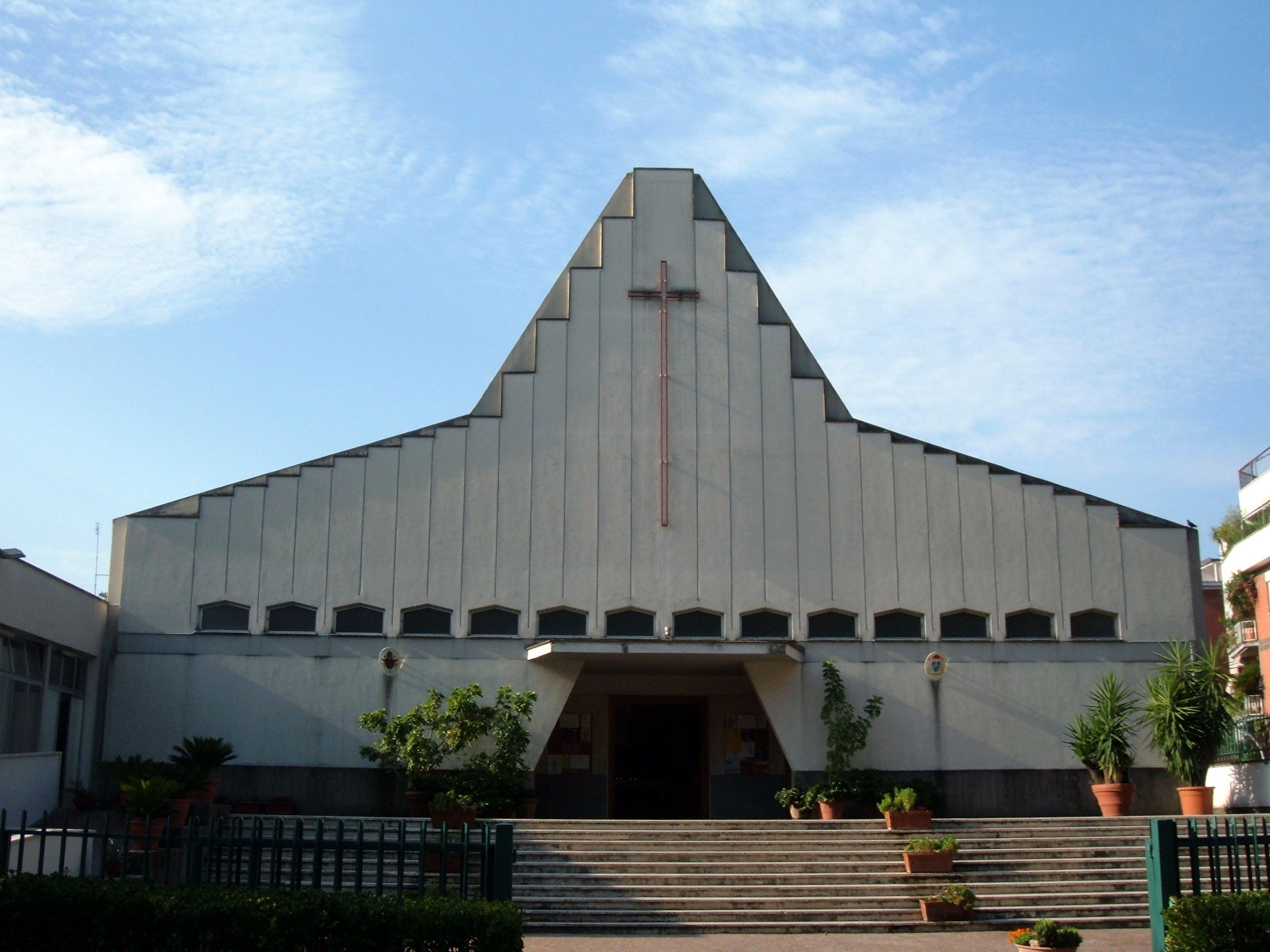
Chiesa di San Ponziano

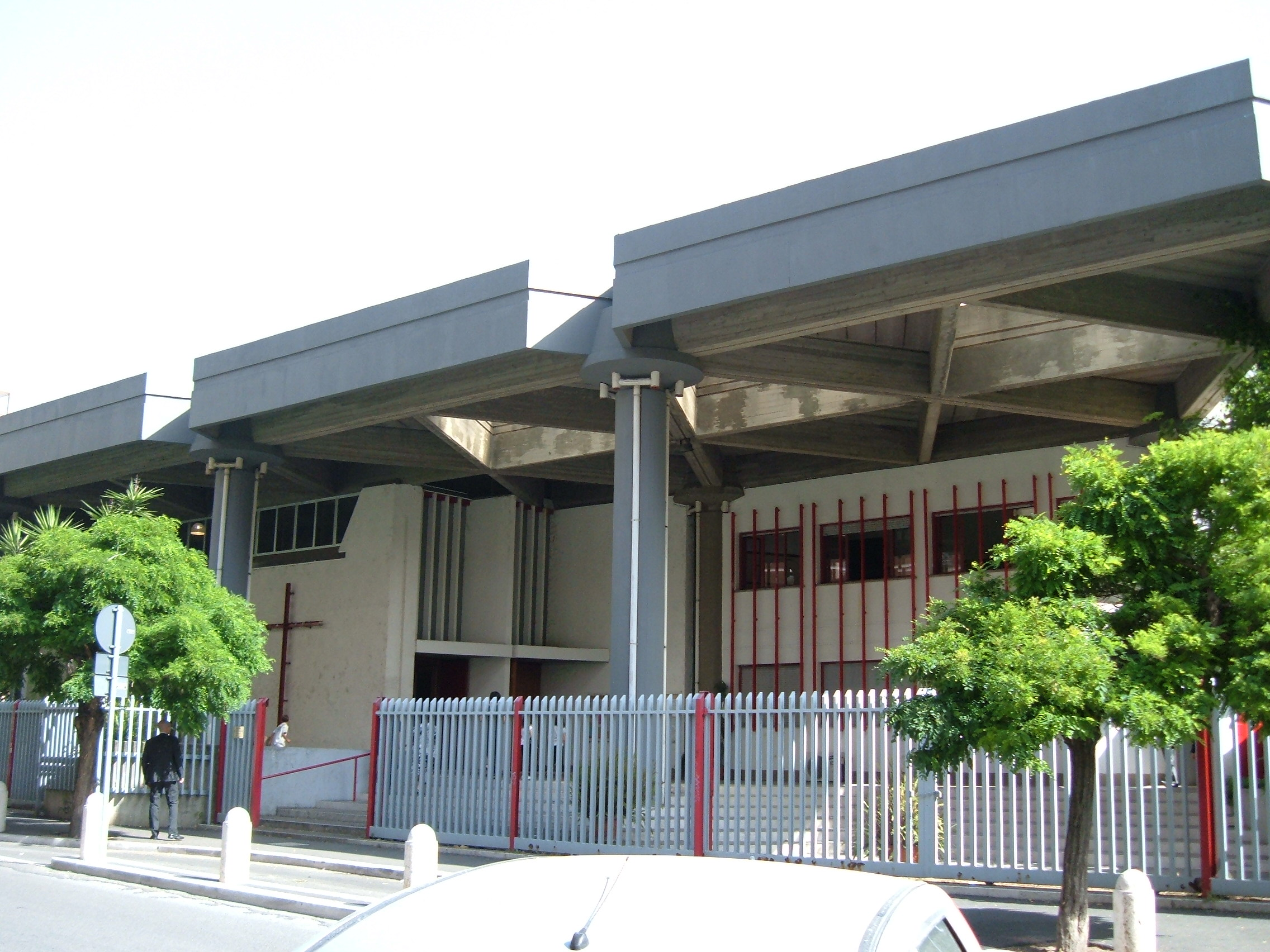
Chiesa della Santissima Trinità a Villa Chigi

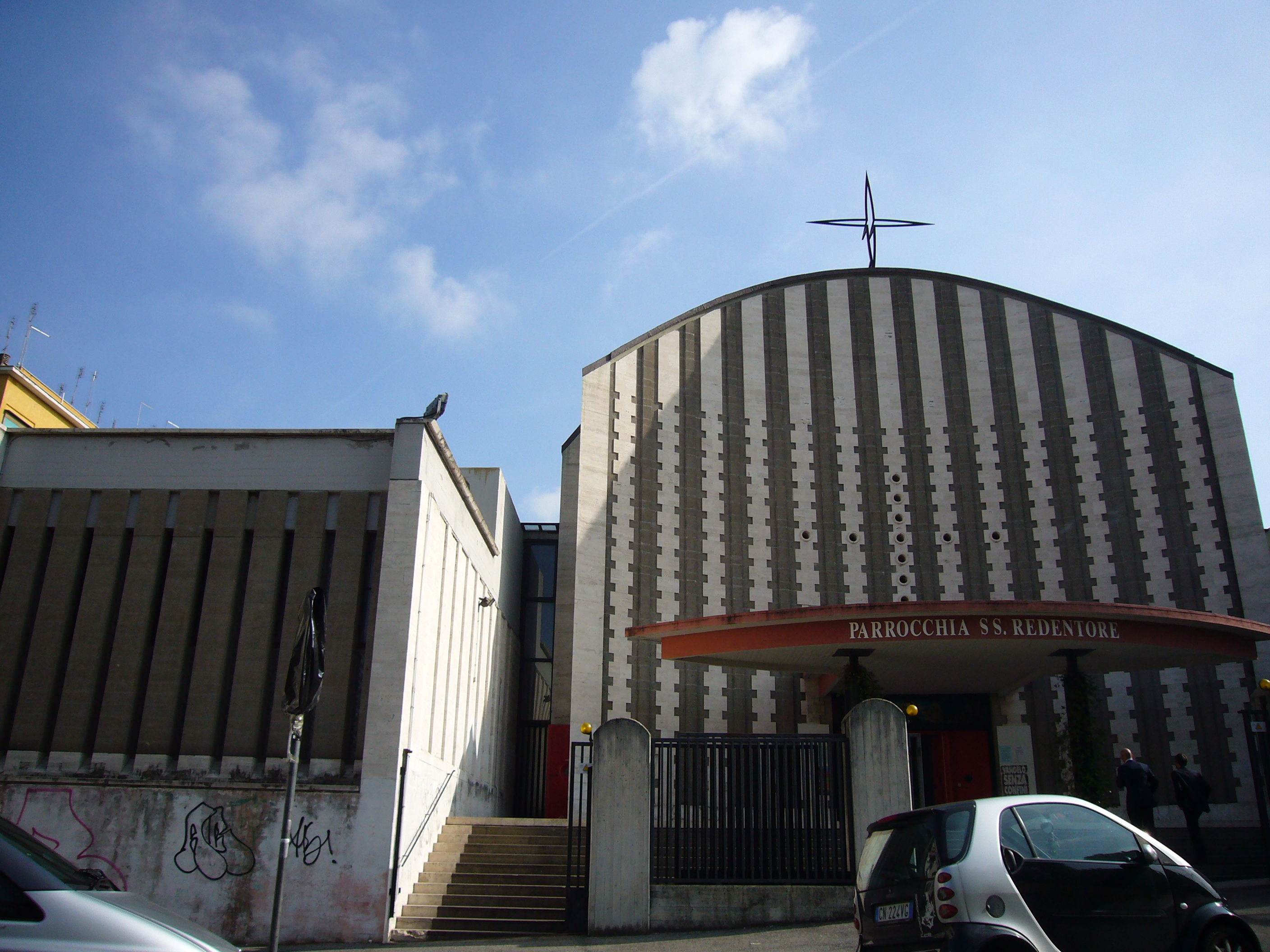
Chiesa del Santissimo Redentore a Val Melaina

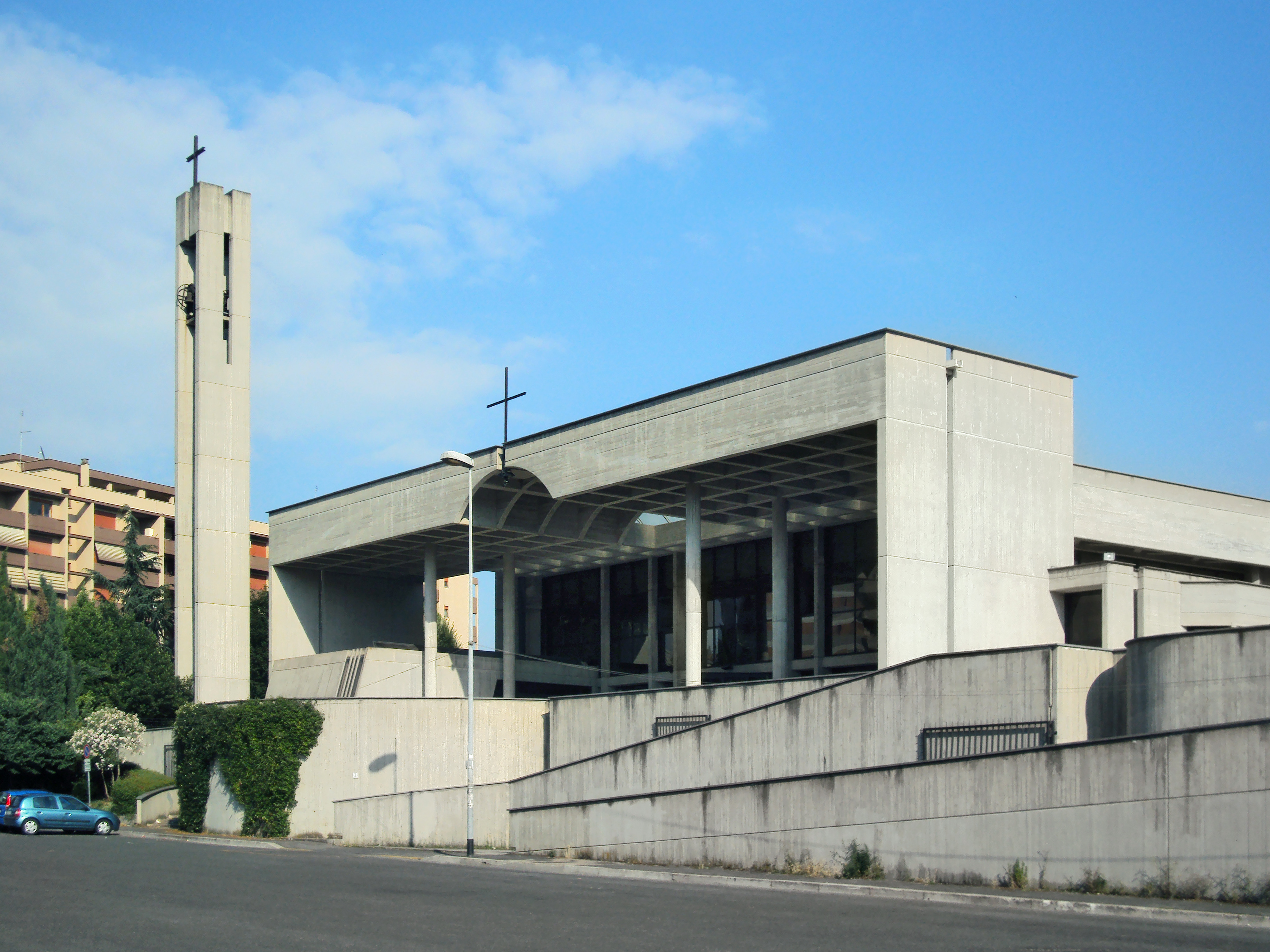
La chiesa di Sant'Ugo

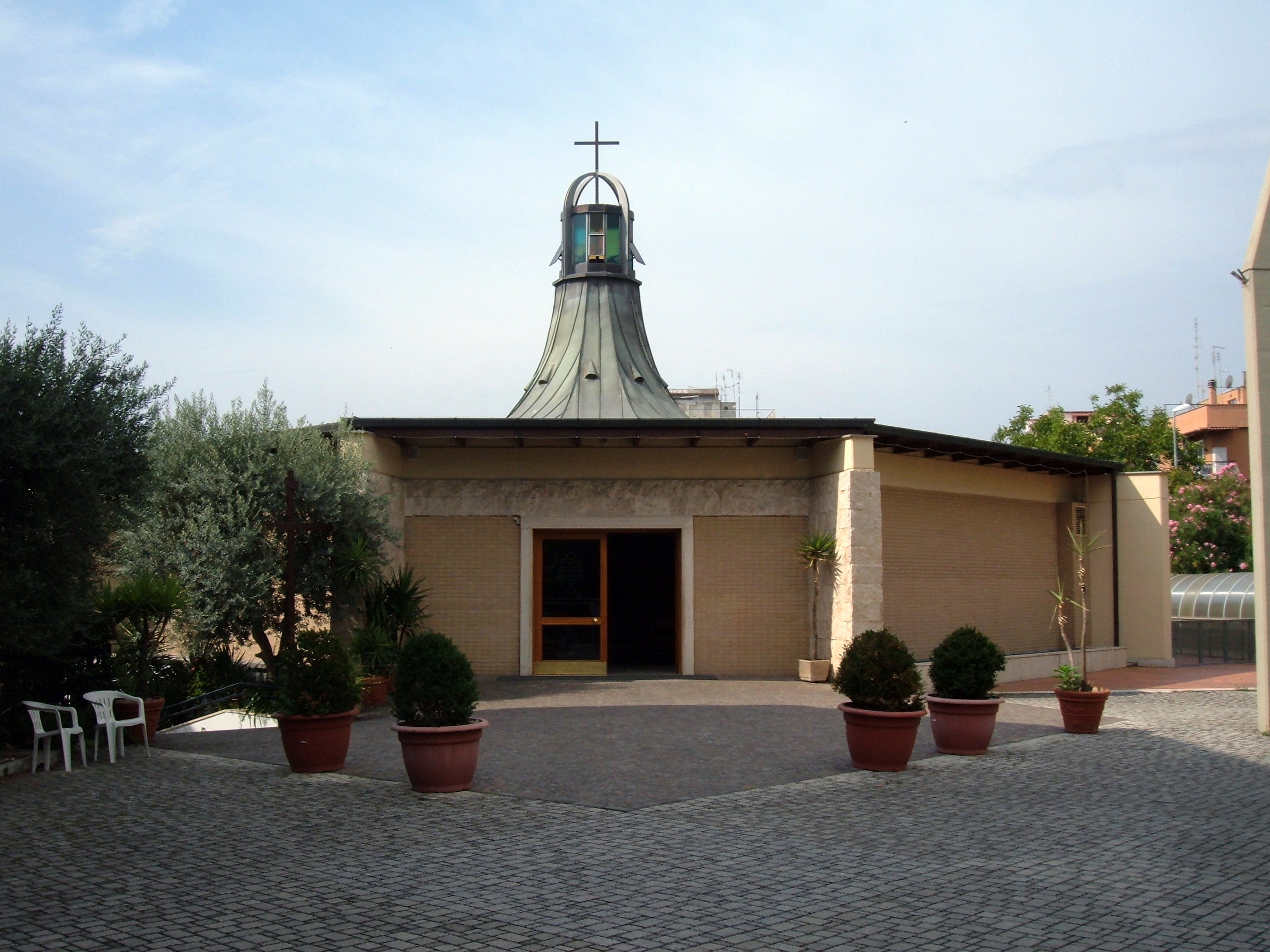
Chiesa di San Cleto

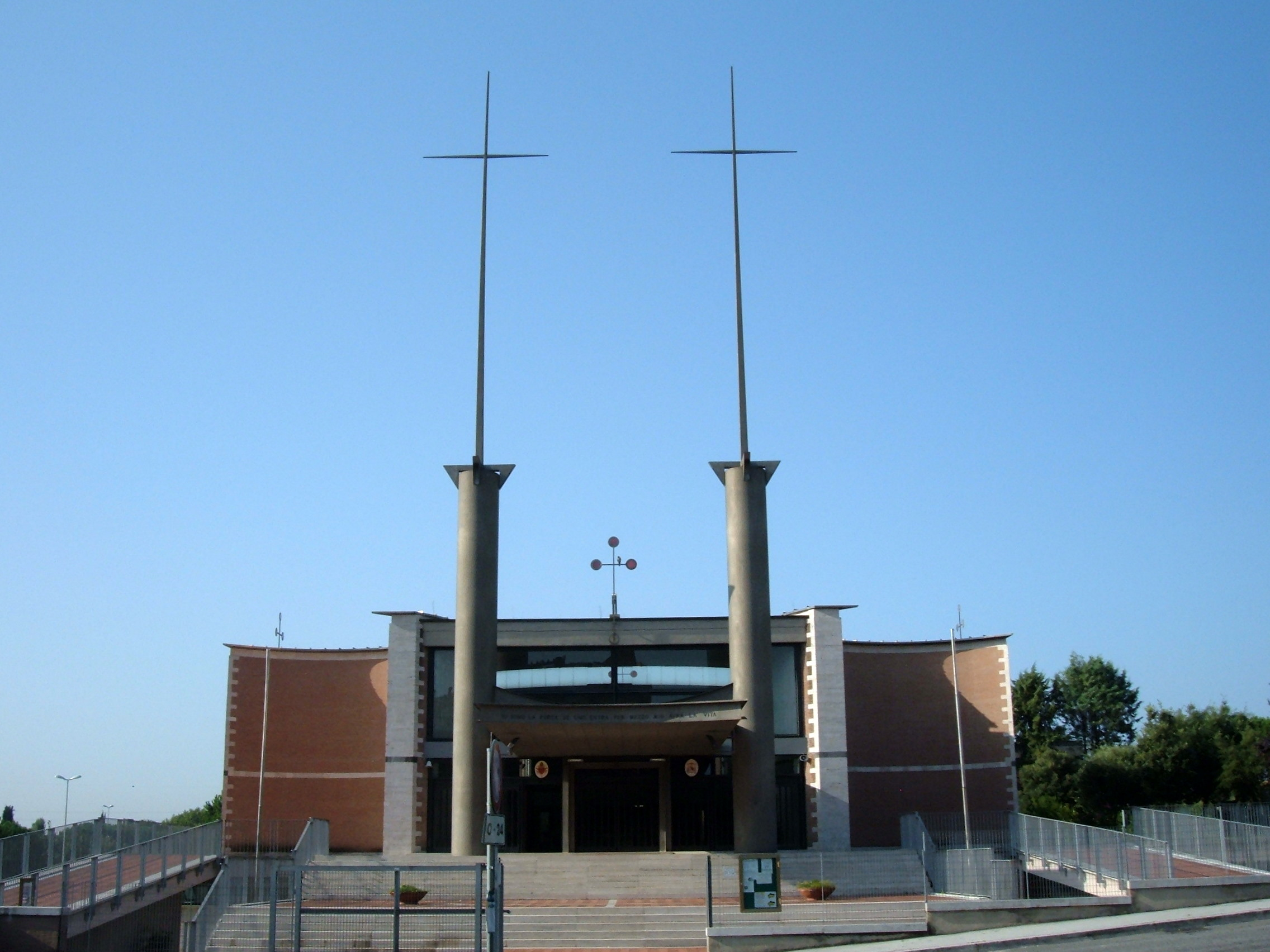
Chiesa di San Liborio

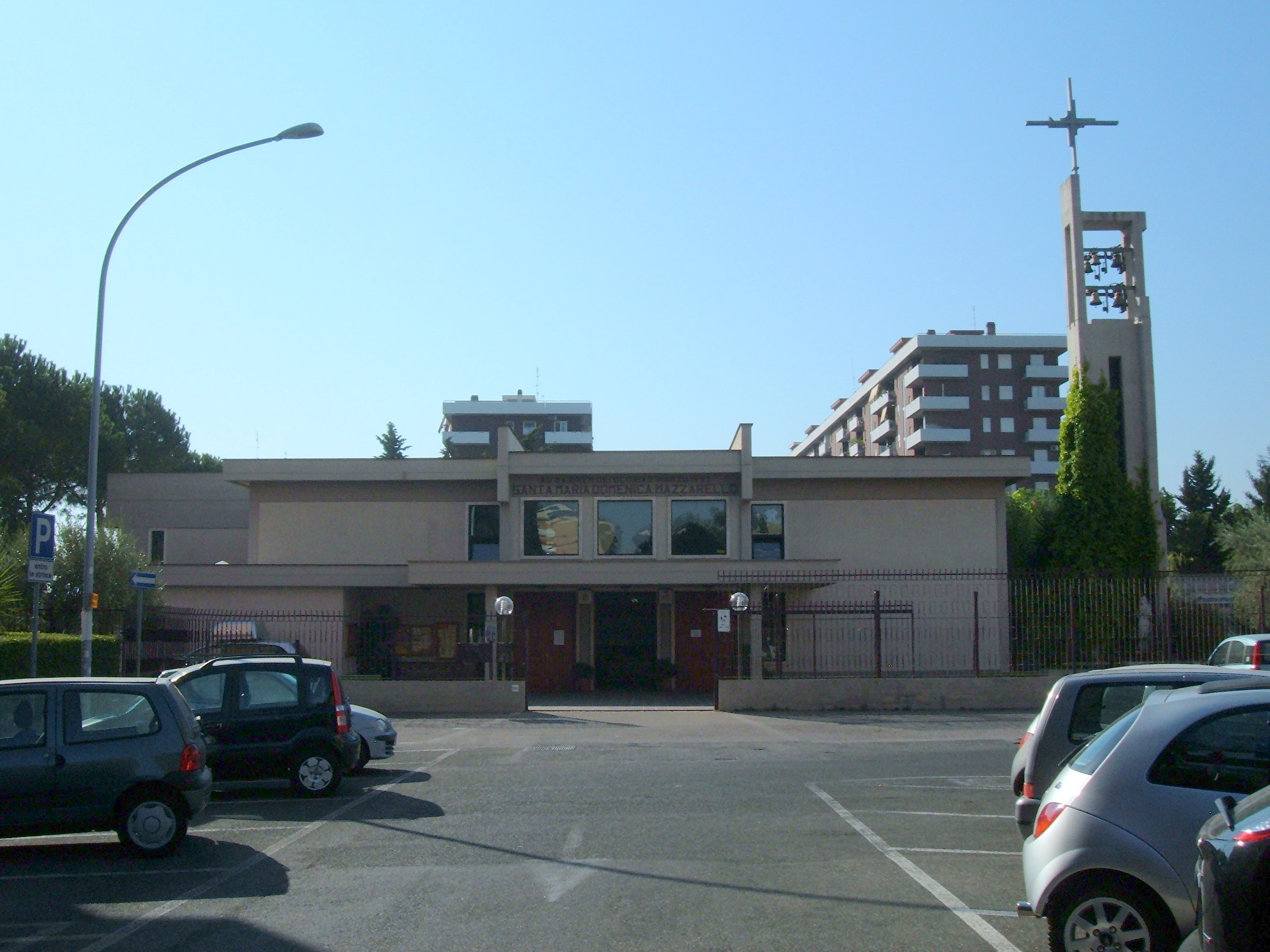
Chiesa di Santa Maria Domenica Mazzarello

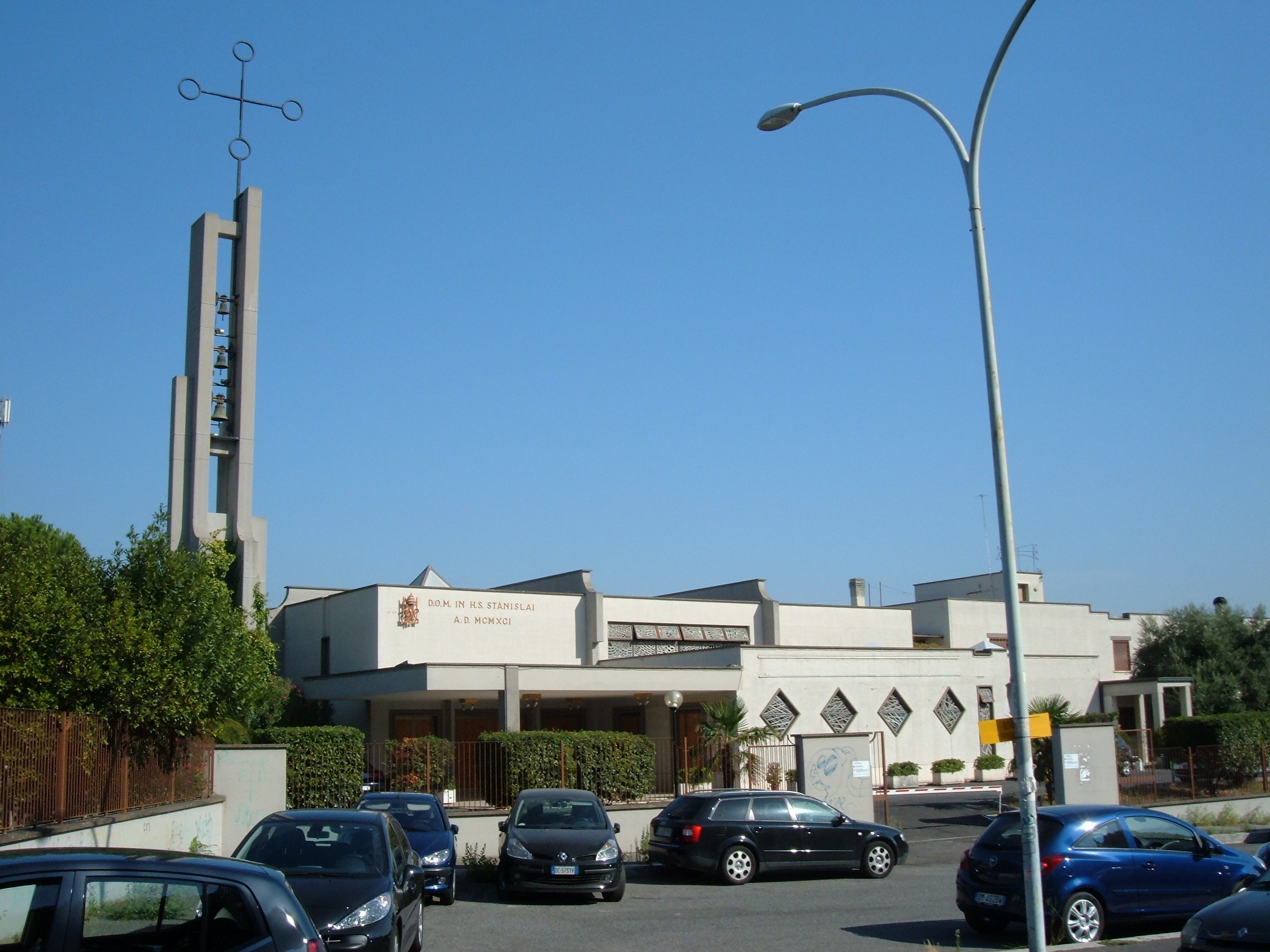
Chiesa di San Stanislao

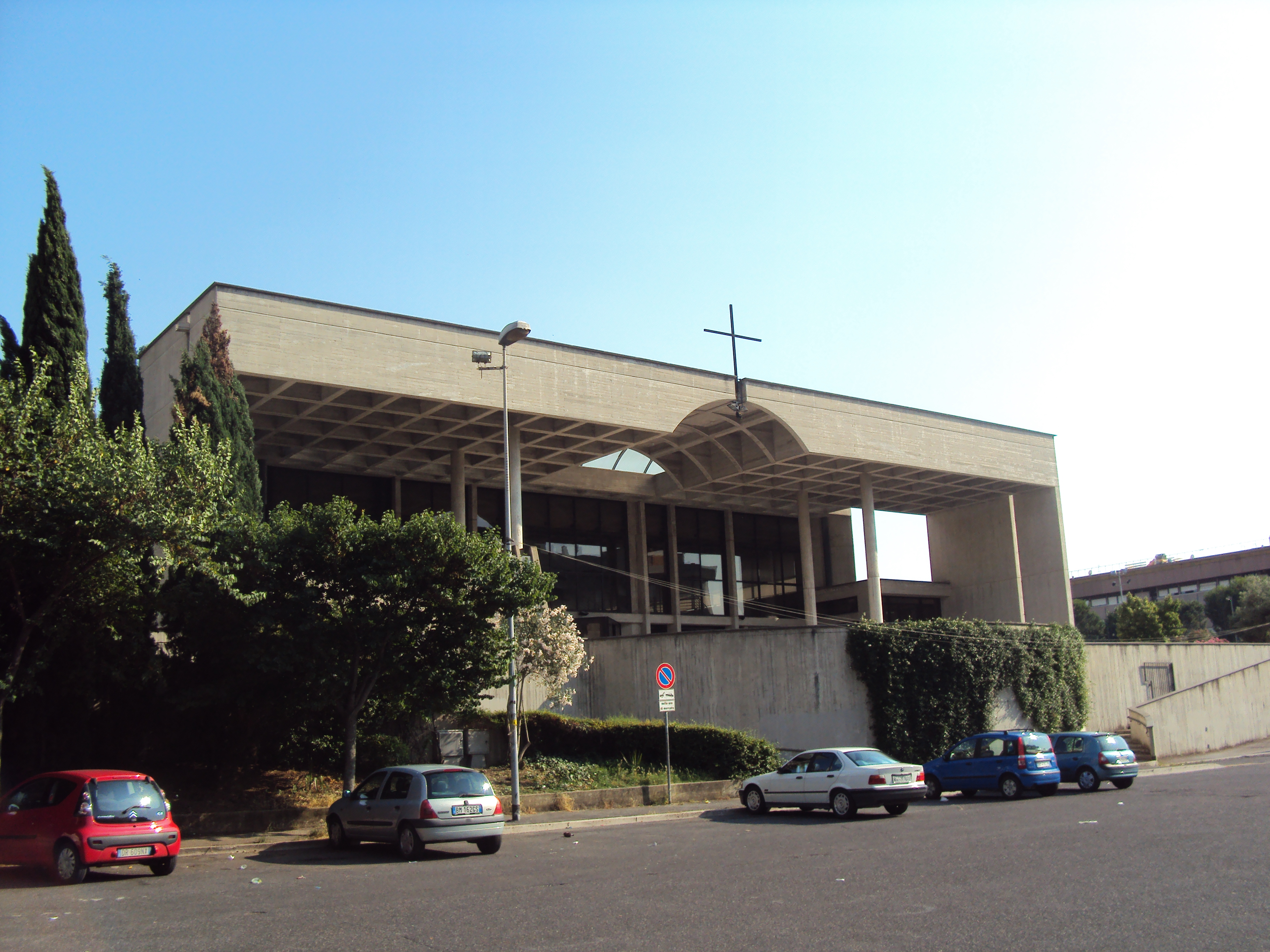
Chiesa di Sant'Ugo

- Natività di Maria Santissima a Selva Candida[18][19]
- San Filippo Neri all'Acquedotto Felice[40]
- Sacra Famiglia di Nazareth a Ponte Galeria
- Santa Maria dei Pellegrini e Sant'Aristide[41]
- Madonna del Rosario[36]
- San Luigi de Montfort[42]
- Santa Chiara alla Borghesiana[43]
- San Francesco di Sales a Via della Visitazione[44]
- Santa Maria della Consolazione a Piazza Ottavilla[15]
- Santa Rosalia all'Acquafedda[30]
- Santa Teresa d'Avila (1902)[29]
- Corpus Christi (1904)
- Santa Maria Regina dei Minori[5]
- San Giuseppe a via Nomentana (1905)[39]
- Santissimo Redentore e Santa Francesca Saverio Cabrini (1906)[5]
- Santa Maria Addolorata a Tor di Quinto (1907)[34]
- San Patrizio a Villa Ludovisi (1908)[5]
- Santa Maria Liberatrice (1908)[14]
- Santa Maria Immacolata e San Giovanni Berchmans (1909)[39]
- San Camillo de Lellis (1910)[5]
- San Giuseppe al Trionfale (1912)[20]
- Santa Maria Immacolata alla Cervelletta (1912)[45]
- Santa Croce a Via Flaminia (1913)[29]
- Santa Maria Regina dei Cuori (1913)[29]
- Santa Maria Immacolata all'Esquilino (1914)[13]
- Santa Maria del Rosario di Pompei alla Magliana (1915)[23]
- Sacro Cuore di Gesù a Via Piave (1916)[5]
- Sant'Elena (1916)[46]
- Santa Maria del Buon Consiglio a Via Tuscolana (1916)[40]
- Santa Maria del Rosario in Prati (1916)[20]
- Santa Maria della Provvidenza (1917)[15]
- Ognissanti (1919)[47]
- Santissima Trinità della Missione in Prati (1920)[20]
- Sacro Cuore di Gesù in Prati (1921)[20]
- San Tommaso Moro (1921)[39]
- Santa Maria della Provvidenza a Valle Aurelia (1921)[30]
- Santi Marcellino e Pietro ad Duas Lauros (1922)[46]
- Santa Maria dell'Olivo a Settecamini (1923)[48]
- Beata Vergine Maria del Carmine (1925)
- Santa Margherita Maria Alacoque (1925)[13]
- Sant'Anna al Laterano (1927)[13]
- Santa Maria Addolorata all'Esquilino (1928)[13]
- Santa Maria Regina Pacis a Ostia Lido (1928)[26]
- San Luigi Gonzaga ai Parioli (1929)[29]
- San Giosafat al Gianicolo (1930)[14]
- San Leone (1930)[30]
- Santa Maria del Ritiro al Gianicolo (1930)[14]
- San Giuda Taddeo (1931)[12]
- Santa Maria Regina della Famiglia (1931)[24][25]
- Nostra Signora di Guadalupe a Monte Mario (1932)[49]
- San Nicola al Villaggio dei Pescatori (1932)[26]
- Santa Maria Addolorata a piazza Buenos Aires (1932)[12]
- Santa Teresa del Bambin Gesù in Panfilo (1932)[29]
- Santi Angeli Custodi (1932)[50]
- San Francesco Saverio alla Garbatella (1933)[37]
- San Fulgenzio (1933)[35]
- Sant'Antonio Maria Zaccaria (1933)[14]
- Santa Maria della Visitazione all'Aurelio (1933)[30]
- Sacro Cuore di Cristo Re (1934)[20]
- Santa Maria del Carmine e San Giuseppe al Casaletto (1934)[23]
- Sant'Ippolito (1935)[39]
- Santa Maria Immacolata a Grottarossa (1935)[34]
- Sacro Cuore di Gesù a Ponte Mammolo (1936)[48]
- Sacro Cuore Immacolato di Maria ai Parioli (1936)[29]
- San Leonardo da Porto Maurizio (1936)[41]
- Santa Francesca Romana all'Ardeatino (1936)[9]
- Santa Lucia a Piazza d'Armi (1936)[20]
- Santa Maria Ausiliatrice (1936)[47]
- Santa Maria Regina Apostolorum (1936)[20]
- Santissimo Crocifisso (1936)[38]
- Trasfigurazione di Nostro Signore Gesù Cristo (1936)[15]
- Gran Madre di Dio (1937)[34]
- Natività di Nostro Signore Gesù Cristo (1937)[47]
- Preziosissimo Sangue di Nostro Signore Gesù Cristo (1937)[47]
- San Filippo Neri alla Pineta Sacchetti (1937)[30]
- Sant'Alessandro (1937)[50]
- San Michele Arcangelo a Pietralata (1938)[44]
- Sant'Antonio da Padova a Via Salaria (1938)[51]
- Sant'Antonio da Padova alla Circonvallazione Appia (1938)[47]
- Santa Maria del Soccorso (1938)[44]
- San Tarcisio (1939)[33]
- Santissima Trinità a Lunghezza (1939)[42]
- San Giovanni Battista de Rossi (1940)[47]
- San Saturnino (1940)[12]
- Santa Galla (1940)[37]
- Santa Giovanna Antida Thouret (1940)[20]
- San Felice da Cantalice (1941)[52]
- San Michele Arcangelo al Flaminio (1941)[34]
- Sant'Andrea apostolo (1941)[34]
- Santa Maria Causa Nostrae Laetitiae (1941)[43]
- Santa Maria delle Grazie al Trionfale (1941)[20]
- Santa Monica (1941)[20]
- Santa Emeranziana (1942)[12]
- Santa Maria Janua Coeli a Monte Spaccato (1942)[30]
- Santa Maria Regina Pacis (1942)[15]
- Santi Francesco e Caterina Patroni d'Italia (1942)[15]
- San Giovanni Battista a Monte Mario (1945)[35]
- Santa Maria Consolatrice (1945)[46]
- San Giovanni Battista dei Cavalieri di Rodi (1946)[5]
- Divina Sapienza (1948)[39]
- Santi Antonio di Padova e Annibale Maria (1948)[47]
- San Pietro Canisio agli Orti Sallustiani (1949)[5]
- San Francesco di Sales a Via Portuense (1950)[15]
- San Vincenzo de' Paoli (1950)[45]
- Sacri Cuori di Gesù e Maria a La Storta (1950)[18][19]
- Santa Maria Assunta al Tufello (1950)[51]
- Santa Maria Mediatrice (1950)[30]
- Santi Marco Evangelista e Pio X (1950)[18][19]
- Santi Ottavio e compagni martiri (1950)[53]
- Santissimo Crocifisso alla Stazione Termini (1950)[5]
- Sant'Eugenio (1951)[29]
- Santa Maria Assunta e San Giuseppe a Primavalle (1951)[49]
- Santa Maria di Loreto a Boccea (1951)[18][19]
- Santa Maria Stella Matutina (1951)[35]
- Santa Paola Romana (1951)[35]
- San Leone I (1952)[46]
- Santa Maria Madre della Misericordia (1952)[52]
- Santa Maria Mater Ecclesiae a Viale Vaticano (1952)[20]
- San Benedetto fuori Porta San Paolo (1953)[37]
- Immacolata Concezione a Piana del Sole[18][19]
- San Giustino (1953)[45]
- San Matteo (1953)[33]
- Santa Barbara (1953)[33]
- Ascensione di Nostro Signore Gesù Cristo (1954)[45]
- San Basilio in Piazzale Recanati (1954)[48]
- San Francesco d'Assisi ad Acilia (1954)[28]
- Sant'Ireneo a Centocelle (1954)[52]
- Santa Gemma Galgani a Casalotti (1954)
- Santa Maria della Fiducia (1954)[43]
- Santa Maria Goretti (1954)[12]
- Santa Maria Regina degli Apostoli alla Montagnola (1954)[37]
- Santo Stefano Protomartire (1954)[33]
- San Filippo in Eurosia (1955)[37]
- Sacro Cuore di Gesù Agonizzante a Vitinia (1955)[28]
- Sant'Angela Merici (1955)[39]
- Santi Pietro e Paolo (1955)[21]
- San Gabriele Arcangelo all'Acqua Traversa (1956)[35]
- San Giuseppe da Copertino (1956, antica chiesa)[21]
- San Lauro alla Pisana (1956)[38]
- Santa Maria del Terzo Millennio alle Tre Fontane (1956)[21]
- Santa Rita da Cascia a Monte Mario (1956)[49]
- Santi Sette Fondatori (1956)[39]
- Preziosissimo Sangue di Nostro Signore Gesù Cristo a Via Flaminia (1957)[34]
- San Barnaba (1957)[46]
- San Luca Evangelista a Via Prenestina (1957)[46]
- San Raffaele Arcangelo (1957)[23]
- San Rocco a Malagrotta (1957)[18][19]
- Sacri Cuori di Gesù e Maria (1957)[12]
- Sant'Ignazio d'Antiochia (1957)[33]
- Santa Maria di Loreto a Castelverde (1957, antica chiesa)[42]
- Nostra Signora di Guadalupe e San Filippo (1958)[30]
- Nostra Signora di Lourdes a Tor Marancia (1958)[9]
- San Ferdinando Re (1958)[33]
- San Giuseppe Artigiano a Via Tiburtina (1958)[44]
- Santa Francesca Cabrini (1958)[39]
- Santa Marcella (1958)[14]
- Santa Maria della Mercede e Sant'Adriano (1958)[12]
- Santa Maria Immacolata a Via Laurentina (1958)[21]
- Beata Vergina Maria Immacolata alla Giustiniana (1958)[18][19]
- Gesù Bambino a Sacco Pastore (1959)[50]
- Gesù Buon Pastore alla Montagnola (1959)[9]
- San Gregorio VII (1959)[30]
- San Roberto Bellarmino (1959)[29]
- Santa Maria della Perseveranza (1959)[38]
- Santa Maria Nuova a Casal Lumbroso (1959)[18][19]
- Santi Fabiano e Venanzio (1959)[47]
- Gesù Divino Lavoratore (1960)[23]
- San Girolamo a Corviale (1960)[38]
- San Giuda Taddeo ai Cessati Spiriti (1960)[47]
- San Giuseppe Cafasso (1960)[46]
- Santa Maria di Nazareth (1960, antica chiesa)[18][19]
- Santa Maria della Salute (1960)[49]
- Santa Maria Mediatrice alla Borgata Gordiani (1960)[52]
- San Domenico Savio (1961)[48]
- San Giulio (1961)[15]
- San Pio X alla Balduina (1961)[35]
- Sant'Atanasio a Via Tiburtina (1961)[44]
- Nostra Signora del Santissimo Sacramento e dei Santi Martiri Canadesi (1962)[39]
- Sacra Famiglia a Villa Troili (1962)[38]
- San Pio V (1962)[30]
- Sant'Agapito (1962)[52]
- Santa Chiara a Vigna Clara (1962)[34]
- Resurrezione di Nostro Signore Gesù Cristo (1963)[43]
- San Giorgio in Acilia (1963)[41]
- San Gregorio Magno (1963)[23]
- Santa Maria Regina dei Martiri in Via Ostiense (1963)[28]
- Sant'Eligio ad Ovile (1963)[42]
- San Giovanni Bosco (1964)[40]
- San Gregorio Barbarigo (1964)[21]
- San Raimondo Nonnato (1964)[33]
- Santa Maria Madre della Divina Grazia (1964)[18][19]
- Nostra Signora de La Salette (1965)[15]
- San Giovanni Battista in Collatino (1965)[44]
- San Martino I papa (1965)[47]
- Santa Rita da Cascia a Casalotti (1965)[18][19]
- Santa Maria Mater Ecclesiae a Tor di Valle (1966, antica chiesa)[21]
- Gesù Divino Maestro (1967)[38]
- Nostro Signore Gesù Cristo Divino Maestro (1967)[49]
- San Policarpo all'Acquedotto Claudio (1967)[40]
- Santa Silvia (1968)[23]
- Santi Protomartiri Romani (1968)[30]
- San Damaso a Monteverde (1969)[15]
- San Giovanni Crisostomo (1969)[50]
- Santa Sofia (1969)[49]
- Sante Perpetua e Felicita (1969)[21]
- Corpus Domini a Massimina (1970)[18][19]
- San Giuseppe all'Aurelio (1970)[30]
- San Luigi Grignion de Montfort (1970)[49]
- San Timoteo a Casal Palocco (1970)[41]
- Santa Maria Regina Mundi (1970)[45]
- Assunzione di Maria a Tuscolano (1971)[40]
- Nostra Signora di Częstochowa (1971)[45]
- Santa Maria della Visitazione a Collatino (1971)[44]
- Santi Urbano e Lorenzo a Prima Porta (1971, nuova chiesa)[34]
- Sant'Andrea Apostolo alla Osteria Nuova (1971)[18][19]
- Sacra Famiglia di Nazareth (1972)[52]
- San Giuseppe da Copertino (1972, nuova chiesa)[21]
- San Marco Evangelista in Agro Laurentino (1972)[21]
- Santa Monica al Lido di Ostia (1972)[26]
- San Fedele da Sigmaringa (1973)[44]
- Sant'Achille (1973)[50]
- Sant'Ambrogio a Valle Aurelia (1973)[30]
- San Ponziano (1974)[50]
- Madonna di Fatima alla Massimina (1975)[18][19]
- San Cipriano a Torrevecchia (1975)[49]
- Santo Rosario a Selva Nera (1975)[18][19]
- San Melchiade (1976)[34]
- Gesù Adolescente (1977)[45]
- Santissimo Redentore a Val Melaina (1977)[51]
- Nostra Signora di Coromoto (1978)[15]
- Sacra Famiglia a Via Portuense (1978)[23]
- San Mattia (1978)[50]
- San Maurizio martire ad Acilia (1978)[28]
- Santa Maria Immacolata di Lourdes (1978)[30]
- Santa Maria Stella Maris (1978)[26]
- Nostra Signora di Fátima a San Vittorino (1979)[31][32]
- San Bruno alla Pisana (1979)[38]
- San Gaetano (1979)[34]
- San Giovanni Evangelista a Spinaceto (1979)[36]
- San Giuseppe Cottolengo a Valle Aurelia (1979)[30]
- San Romualdo abate (1979)[36]
- Santissima Trinità a Villa Chigi (1979)[12]
- San Giovanni Calabria (1980)[18][19]
- Santa Giovanna Antida Thouret (1980)[21]
- Santi Crisante e Daria (1980)[51]
- Santi Martiri dell'Uganda (1980)[9]
- San Gaspare del Bufalo (1981)[47]
- Santissimo Nome di Maria in Via Latina (1981)[47]
- Spirito Santo alla Ferratella (1981)[21]
- Nostra Signora di Bonaria (1982)[26]
- San Gerardo Maiella (1982)[52]
- Nostra Signora di Fatima (1983)[53]
- San Paolo della Croce a Corviale (1983)[38]
- Santa Famiglia (1983)[36]
- Santa Maria della Consolazione a Tre Pini Poggio dei Fiori (1983)[36]
- Santa Maria Maddalena de' Pazzi (1983)[48]
- Santa Maria Madre della Chiesa (1983)[10][11]
- Santi Gioacchino e Anna (1984)[40]
- Santa Maria del Ponte e San Giuseppe (1985)[28]
- Santa Rita a Torre Angela (1985)[43]
- Cristo Re a Morena (1986)[10][11]
- San Carlo da Sezze (1987)[41]
- San Valentino al Villaggio Olimpico (1986)[29]
- Santa Maria del Carmelo a Mostacciano (1986)[21]
- Santa Melania juniore (1986)[41]
- Santa Maria Madre del Redentore (1987)[43]
- Santissima Annunziata a Via Ardeatina (1987)[9]
- Gesù di Nazareth (1988)[44]
- San Leonardo Murialdo (1988)[37]
- San Tommaso d'Aquino ad Alessandrino (1988)[45]
- Santa Gemma Galgani (1988)[50]
- Santa Maria Mater Ecclesiae a Torrino (1988, nuova chiesa)[21]
- Santa Bernadette Soubirous (1989)[44]
- Sant'Andrea Corsini (1989)[33]
- San Bernardino da Siena (1989)[43]
- San Crispino da Viterbo (1990)[34]
- San Giovanni Maria Vianney (1990)[43]
- Santa Maria Assunta e San Michele a Castel Romano (1990)[36]
- San Mauro abate (1990)[21]
- San Vigilio (1990)[9]
- Sant'Alberto Magno (1991)[51]
- Santissimo Corpo e Sangue di Cristo (1991)[47]
- San Giovanni Leonardi (1991)[45]
- Santa Giulia Billiart (1991)[46]
- Sant'Igino papa (1991)[44]
- San Stanislao (1991)[40]
- Sant'Ugo (1991)[51]
- Santissimo Sacramento a Tor de' Schiavi (1991)[52]
- Santi Aquila e Priscilla (1992)[23]
- San Filippo Apostolo (1992)[34]
- San Gelasio I papa (1992)[48]
- Santa Maria Immacolata e San Giuseppe Benedetto Labre (1992)[47]
- Santi Simone e Giuda Taddeo (1992)[43]
- San Bernardo da Chiaravalle (1993)[52]
- Sant'Anna in Via di Torre Morena (1993)[33]
- San Giuseppe Moscati (1993)[40]
- San Frumenzio ai Prati Fiscali (1994)[51]
- San Bartolomeo apostolo (1995)[53]
- San Gaudenzio a Torre Nova (1995)[43]
- Gesù Divin Salvatore (1995)[36]
- San Girolamo Emiliani (1995)[33]
- San Giuliano (1995)[34]
- Santa Maria della Speranza (1995)[51]
- Santa Rosa da Viterbo (1995)[34]
- San Clemente in Via Val Sillaro (1995)[51]
- Santa Marta (1996)[24][25]
- Santa Maria del Silenzio (1996)[19]
- Sant'Andrea Avellino (1996)[53]
- San Cleto (1996)[48]
- San Josemaría Escrivá (1996)[9]
- Santa Maddalena di Canossa (1996)[53]
- Nostra Signora di Valme (1996)[23]
- San Vincenzo Pallotti (1996)[44]
- San Benedetto Giuseppe Labre (1997)[48]
- San Michele Arcangelo a Giardini di Corcolle (1997)[31][32]
- Santi Cirillo e Metodio (1997)[28]
- Santa Maria Domenica Mazzarello (1997)[40]
- Santi Innocenzo I papa e Guido vescovo (1998)[51]
- San Liborio (1998)[48]
- Nostra Signora del Suffragio e Sant'Agostino di Canterbury (1998)[45]
- San Sebastiano a Cesano (1998)[18][19]
- San Bonaventura da Bagnoregio (1999)[45]
- San Lino (1999)[30]
- Sant'Enrico (1999)[48]
- Madonna del Divino Amore (1999, nuovo santuario)[36]
- Sant'Alessio (2000)[48]
- San Domenico di Guzmán (2000)[50]
- Santa Margherita Maria Alacoque a Tor Vergata (2000)[43]
- Natività di Maria (2000)[38]
- San Nicola di Bari a Lido di Ostia (2000)[26]
- Sant'Alfonso dei Liguori (2000)[34]

### XXI secolo
- San Francesco d'Assisi a Lunghezzina[31][32]

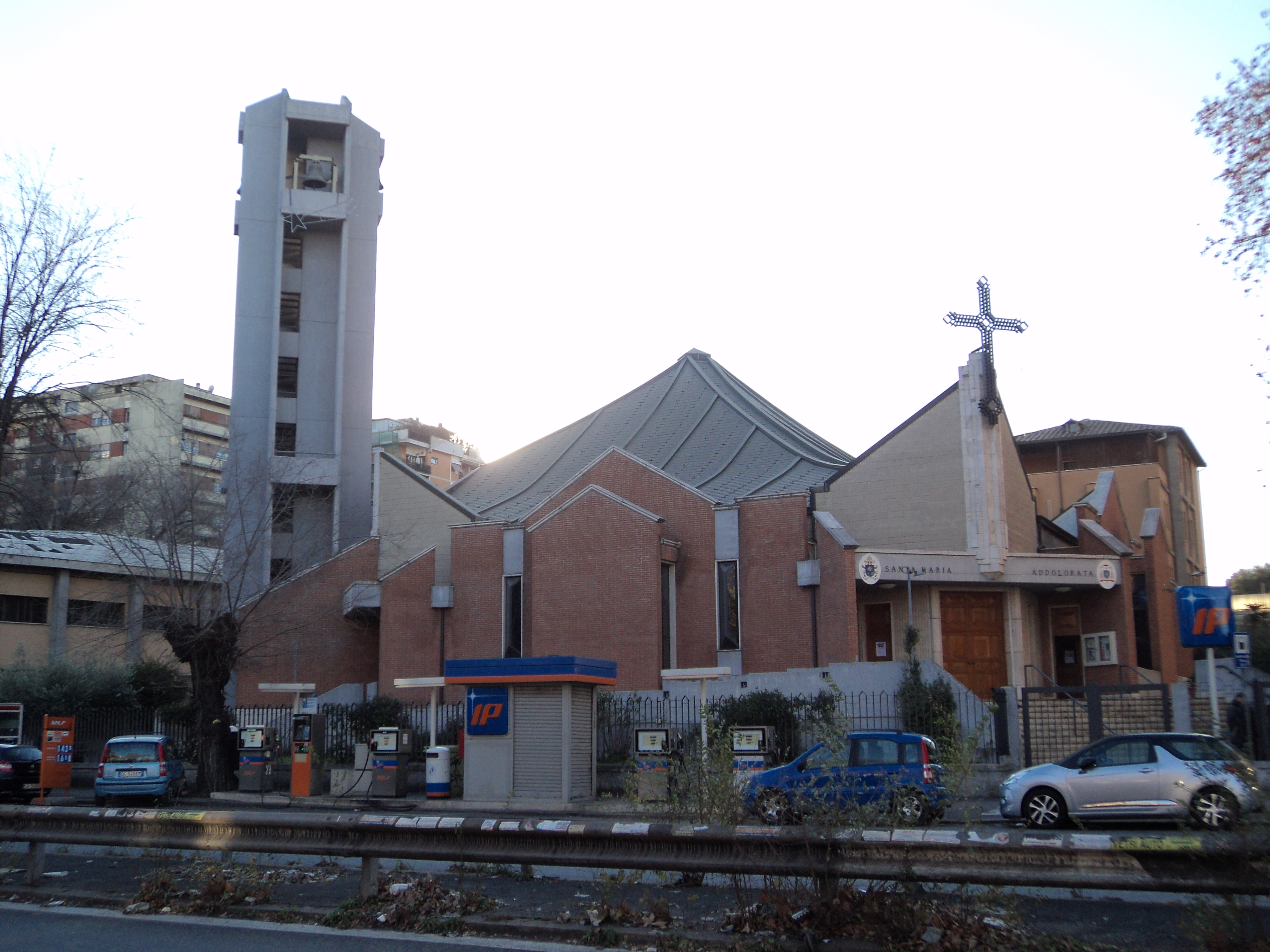
La chiesa di Santa Maria Addolorata

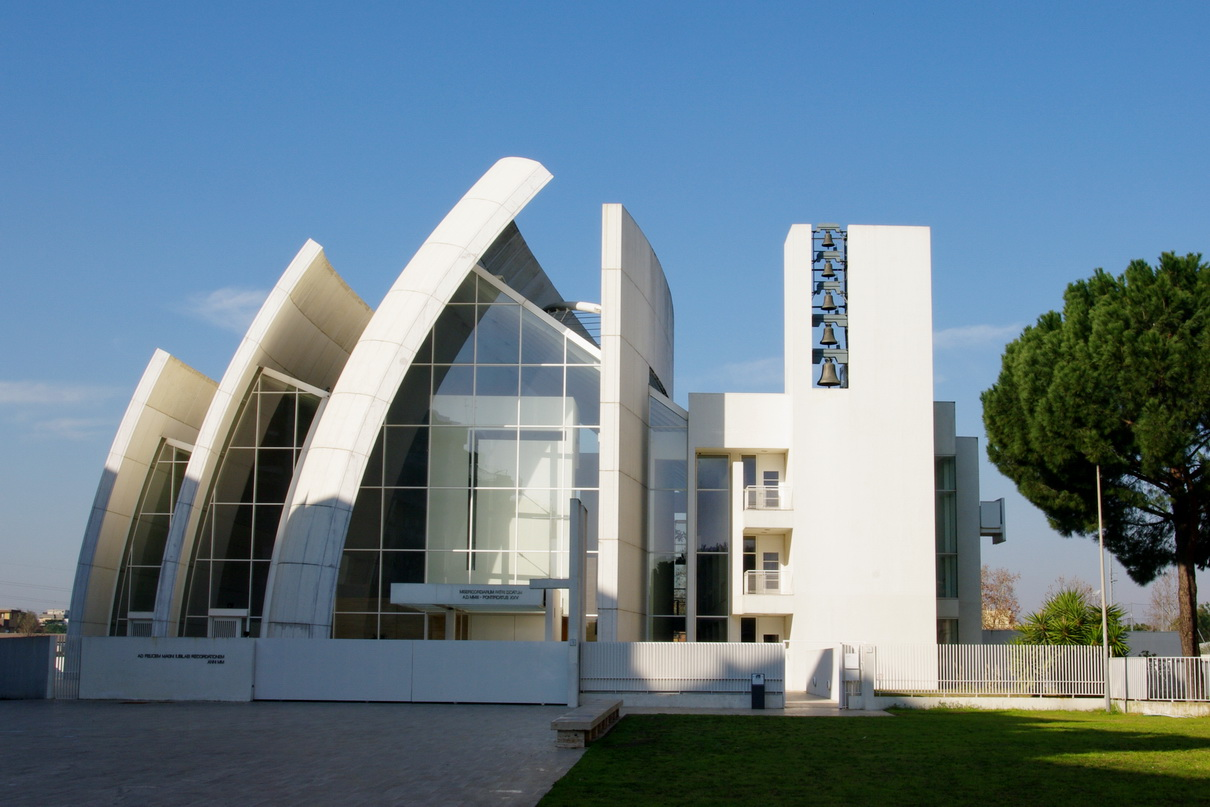
La chiesa di Dio Padre Misericordioso

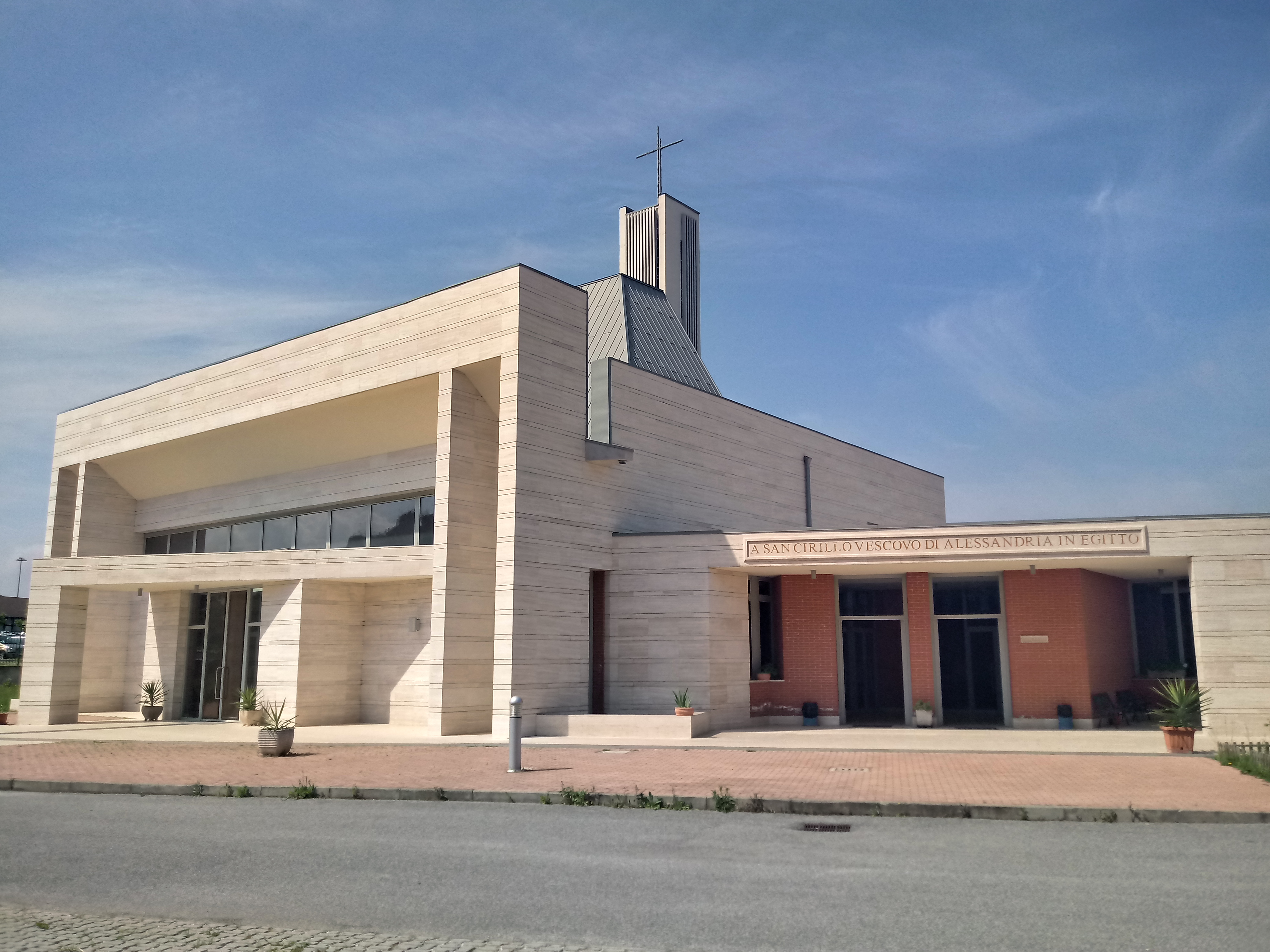
La chiesa di San Cirillo Alessandrino

- Santa Maria Josefa del Cuore di Gesù (2001)[42]
- Sant'Agostina Pietrantoni (2001)[48]
- Santa Maria Addolorata (2001)[52]
- Santa Maria della Presentazione (2001)[49]
- San Giovanni della Croce (2002)[51]
- San Tommaso d'Aquino a Tor Vergata (2002)[43]
- Santi Martiri Coreani (2002)[38]
- San Pier Damiani (2002)[28]
- Dio Padre Misericordioso (2003)[45]
- Santa Maria Mater Dei (2003)[35]
- Santa Felicita e figli martiri (2003)[51]
- San Romano martire (2004)[44]
- Sant'Anna a Torre Jacova (2004)[10][11]
- San Francesco di Sales alla Borgata Alessandrina (2005)[45]
- Santi Martiri di Selva Candida (2005)[18][19]
- Santo Volto di Gesù alla Magliana (2006)[23]
- Santa Maria Stella dell'Evangelizzazione (2006)[21]
- Santa Maria del Rosario ai Martiri Portuensi (2007)[23]
- San Patrizio a Colle Prenestino (2007)[42]
- San Pio da Pietrelcina (2007)[28]
- Santi Mario e compagni martiri (2008)[33]
- Sant'Edith Stein (2009)[43]
- Santa Maria Madre dell'Ospitalità (2009)[43]
- San Massimiliano Kolbe a Via Prenestina (2009)[42]
- San Giovanni Battista de la Salle (2009)[21]
- Gesù Risorto al Laurentino (2010)[36]
- Santi Elisabetta e Zaccaria (2010)[34]
- San Gabriele dell'Addolorata (2010)[40]
- Santa Maria delle Grazie a Casal Boccone (2010)[50]
- San Carlo Borromeo (2011)[36]
- San Corbiniano (2011)[41]
- San Cirillo Alessandrino (2012)[45]
- Santa Caterina da Siena (2013)[47]
- San Tommaso Apostolo (2013)[41]
- Santa Maria di Loreto a Castelverde (2013, nuova chiesa)[42]
- Santi Pietro e Paolo all'Olgiata (2014)[18][19]
- Santa Maria di Nazareth (2015, nuova chiesa)[18][19]
- Santa Teresa di Calcutta (2016)[42]
- Sant'Agostino Vescovo (2017)[26][27]

### Provvisorie e/o da realizzare
- San Giovanni Nepomuceno Neumann[30]
- San Giovanni XXIII[28]
- San Massimo Vescovo a Palmarola[53]
- San Vincenzo de' Paoli a Lido di Ostia[26]
- Santa Brigida di Svezia[53]
- Santa Faustina Kowalska[49]
- Santa Maria Goretti a Casal Lumbroso[18][19]
- Santa Maria Regina della Pace a Tor Vergata[10][11]
- Santi Mario, Marta, Audìface e Àbaco[54]
- Sant'Andrea Apostolo a Centroni[10][11]
- Sant'Anselmo alla Cecchignola[36]
- Sant'Ilario di Poitiers[53]
- San Paolo VI a Spallette[55]

## Lista della chiese ortodosse

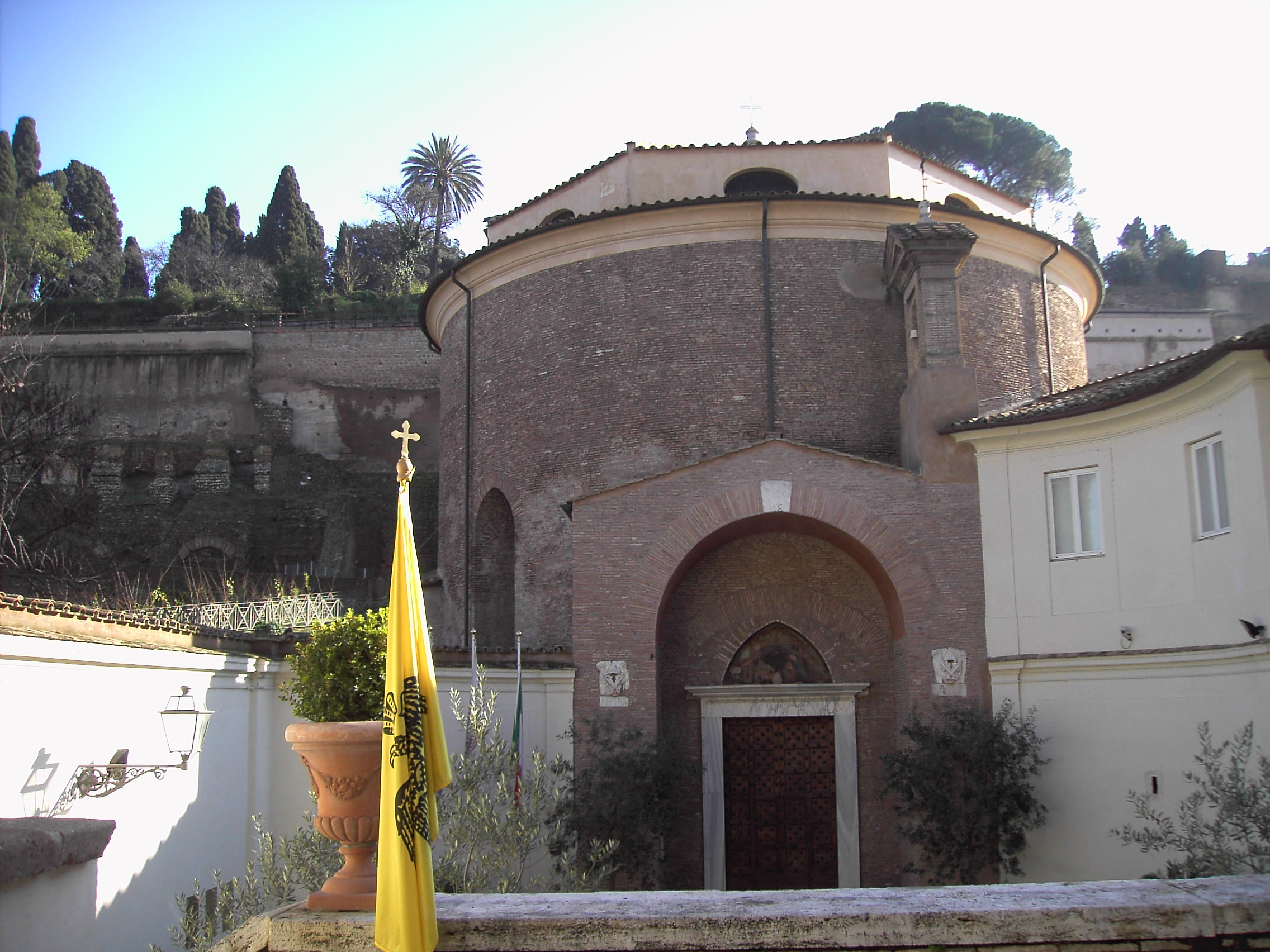
La Chiesa di San Teodoro al Palatino

- Chiesa ortodossa di Costantinopoli:
  - Chiesa di San Teodoro al Palatino[16]
- Chiesa ortodossa russa:
  - Chiesa di Santa Caterina Martire;
  - Chiesa di San Nicola.
- Chiesa ortodossa copta:
  - Chiesa della Vergina Maria;
  - Chiesa di San Giorgio;
  - Chiesa di San Marco;
  - Chiesa di Santa Mina.
- Chiesa ortodossa greca:
  - Chiesa di Sant'Andrea apostolo

## Lista delle chiese protestanti
- Chiesa presbiteriana di Scozia:

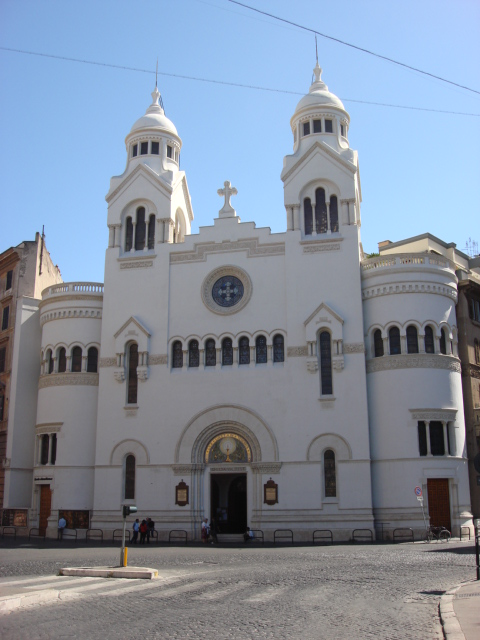
Il tempio valdese di piazza Cavour

  - Saint Andrew's Church of Scotland (sant'Andrea della Chiesa di Scozia)
- Chiesa luterana:
  - Chiesa evangelica luterana di Roma
- Chiesa valdese:
  - Chiesa evangelica valdese in Prati
  - Chiesa evangelica valdese in Trevi
- Chiesa episcopale degli Stati Uniti d'America:
  - Chiesa di San Paolo dentro le Mura (Saint Paul's within the Walls)
- Chiesa anglicana:
  - Chiesa di Ognissanti (All Saints Church)
- Chiesa battista:
  - Chiesa evangelica battista ai Monti
  - Chiesa evangelica battista in Trastevere
  - Chiesa evangelica battista di piazza San Lorenzo in Lucina
  - Chiesa evangelica battista di via del Teatro Valle
  - Chiesa evangelica battista di via delle Spighe
- Chiesa metodista:
  - Chiesa evangelica metodista in Castro Pretorio
  - Chiesa evangelica metodista nel rione Ponte
- Chiesa di Gesù Cristo dei santi degli ultimi giorni:
  - Tempio di Roma Italia

## Lista delle chiese sconsacrate
- Sant'Adriano al Foro Romano[17]
- Sant'Andrea dei Pescivendoli
- Sant'Andrea dei Vascellari
- Sant'Andrea degli Scozzesi (1600, sconsacrata)[5]
- Sant'Anna a Tor Tre Teste
- Sant'Antonio alle Capannelle
- San Celsino (1561)[16]
- Santa Chiara a Villa York
- San Clemente a Torre Nova[43]
- Santissima Eucaristia a Ponte Galeria
- San Giovanni della Ficozza
- San Giovanni in Ayno
- San Giuseppe Calasanzio
- Santi Giuseppe e Orsola
- San Lorenzo da Brindisi
- Santa Margherita in Prigione
- Santa Maria Annunziata delle Turchine
- Santa Maria Antiqua
- Santa Maria del Buon Riposo in Via Portuense
- Santa Maria del Carmine e del Monte Libano
- Santa Maria della Clemenza
- Santa Maria delle Grazie al Foro Romano
- Santa Maria delle Grazie nel Cimitero in Laterano
- Santa Maria Egiziaca
- Santa Maria in Grottapinta
- Santa Maria del Sole
- Santa Maria dell'Arco in un Torrione
- Santa Maria in Tempulo
- Santa Maria in Carinis
- Santa Marta al Collegio Romano
- San Nicola a Capo di Bove
- Quaranta Martiri
- San Paolo Primo Eremita
- San Pietro in Carcere
- Santa Rita da Cascia in Campitelli[17]
- Santissimo Sacramento di San Lorenzo in Lucina
- Sette Dormienti
- San Simeone Profeta
- Santi Simone e Giuda
- Santa Teresa del Bambin Gesù
- Santissima Vergine Addolorata
- San Zotico